# Guerre de Bosnie-Herzégovine
Notes
101 soldats autres tués
 470 civils autres tués, et 5 100 autres tués dont l'origine ethnique et le statut ne sont pas précisés
Guerre de Yougoslavie
La guerre de Bosnie-Herzégovine est un conflit armé international qui débute le 6 avril 1992 avec la proclamation d'indépendance de la Bosnie-Herzégovine et s'achève avec les accords de Dayton le 14 décembre 1995. Cette guerre est liée à l'éclatement de la Yougoslavie.
En tant qu'État internationalement reconnu, la république de Bosnie-Herzégovine est composée essentiellement de trois entités socio-culturelles constitutives : les Bosniaques de tradition musulmane depuis l'occupation ottomane, les Serbes de Bosnie orthodoxes et les Croates de Bosnie catholiques, plus ceux se considérant comme yougoslaves et les familles issues de couples mixtes; tous parlent la même langue, le serbo-croate. La guerre a opposé la république de Bosnie-Herzégovine aux entités autoproclamées serbe et croate de Bosnie, soutenues respectivement par la Serbie et la Croatie, qui cherchaient à diviser la Bosnie. L'Armée de la république de Bosnie-Herzégovine (ARBiH), seule force légale qui défendait la préservation de la Bosnie multiethnique et indivisible, était principalement composée de Bosniaques, ainsi que d'un certain nombre de Croates et de Serbes de Bosnie. Les forces serbes opposées, soutenues par l'armée de Serbie, étaient initialement constituées d'unités de l’Armée populaire yougoslave (JNA) déployées en Bosnie, qui se sont ensuite transformées en Armée de la république serbe de Bosnie (VRS), et étaient accompagnées de groupes paramilitaires de Serbie et de Bosnie. Les forces croates, soutenues par l'armée croate, comprenaient le Conseil de défense croate (HVO) ainsi que des unités paramilitaires.
Dès juin 1992, le Conseil de sécurité des Nations unies autorise le déploiement des casques bleus en Bosnie-Herzégovine au sein de la Force de protection des Nations unies. En septembre 1995, l'opération Deliberate Force de l'OTAN contre les Serbes de Bosnie permet la fin du conflit.
La guerre a fait près de 100 000 morts — dont la moitié sont des victimes civiles — et deux millions de réfugiés. Le tribunal pénal international pour l'ex-Yougoslavie a prononcé quatre-vingt-dix condamnations pour crimes de guerre, crimes contre l'humanité et génocide.

## Contexte
La guerre en Bosnie a pour cause immédiate la gestion par les pouvoirs politiques en place de la dislocation de la république fédérative socialiste de Yougoslavie, elle-même liée à la chute des régimes communistes en Europe de l'Est en 1989. La renaissance des idées nationalistes en Yougoslavie a fragilisé le rôle central du Parti communiste. Les arrivées au pouvoir de Slobodan Milošević en Serbie en 1986, et de Franjo Tuđman en Croatie en 1990, accentuent la crise,. Ils ont vu dans l'éclatement de la Yougoslavie une opportunité d'atteindre les vieux objectifs nationalistes, la Grande Serbie et la Grande Croatie, des États-nations élargis et ethniquement purs. Bien qu'ennemis, ils avaient une chose en commun, ils voulaient partager la Bosnie,.

### Origines historiques
Avant sa dislocation, la Yougoslavie se composait de six républiques, dont la Bosnie-Herzégovine. En raison du grand mélange de la population, aucune république n'était mono-ethnique et il y avait partout des Serbes, des Croates et des Bosniaques.

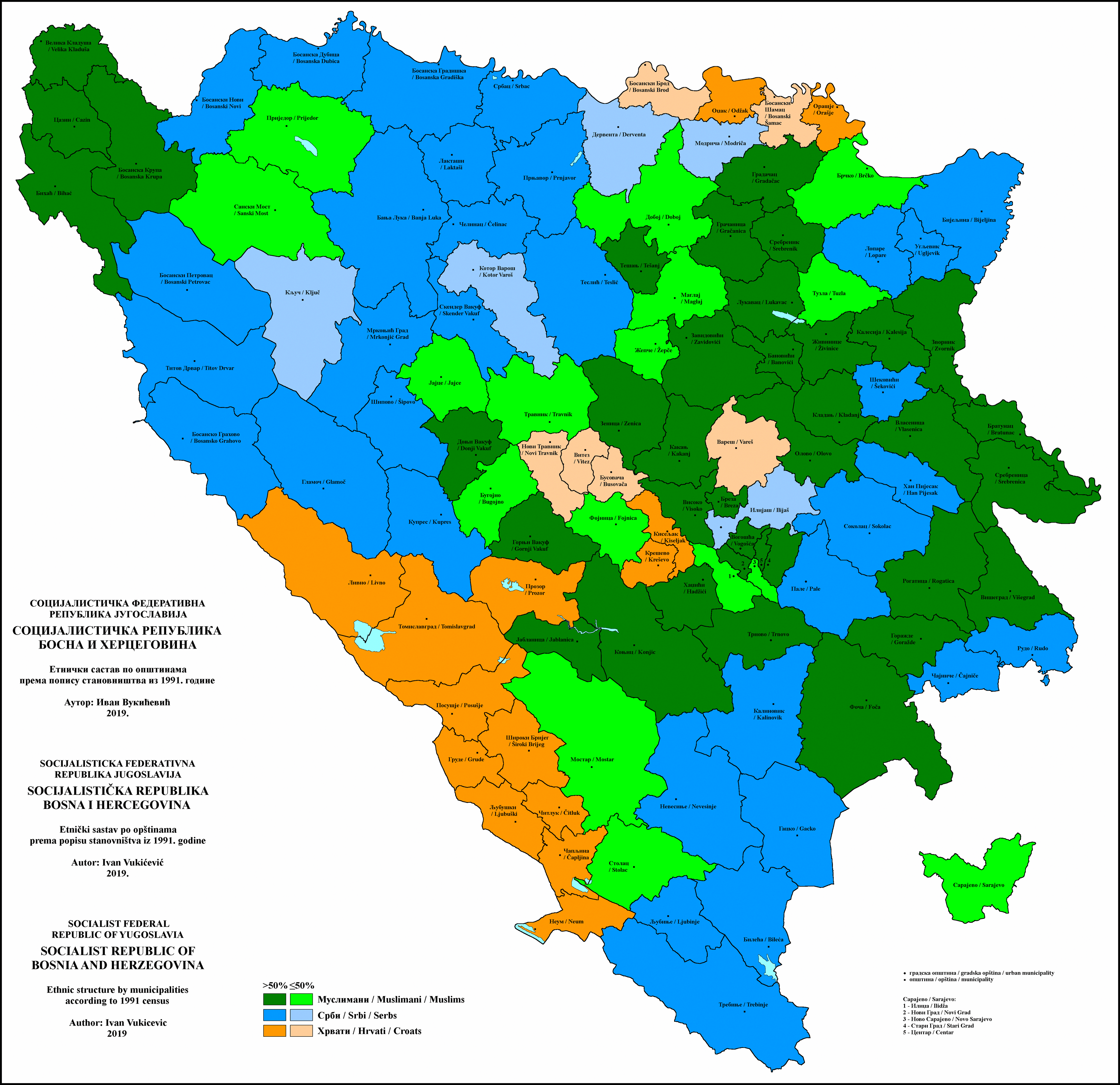
Composition ethnique de la Bosnie-Herzégovine en 1991

Cette multiethnicité était plus prononcée en Bosnie, où selon les statistiques de 1991, la Bosnie-Herzégovine comptait 4,3 millions d’habitants, dont 43,7 % de Bosniaques de religion musulmane, 31,4 % de Serbes orthodoxes, 17,3 % de Croates catholiques, 5,5 % de Yougoslaves (personnes s'identifiant comme tel), et 2,1 % de nationalités diverses.
Historiquement, les Balkans ont toujours été un lieu de troubles et de conflits. Ainsi, à partir du XIVe siècle, les États médiévaux de Serbie, de Bosnie et de Croatie ont été occupés par l'Empire ottoman. Au XIXe siècle, la Croatie et la Bosnie font partie de l'Empire Austro-hongrois. Au cours de cette période, les aspirations nationalistes et les prétentions territoriales de la Serbie et de la Croatie voisines envers la Bosnie ont émergé. L'idéologie irrédentiste de la Grande Serbie a été élaborée dans le Nacertanije de Ilija Garašanin 1844, qui a ensuite été repris pendant la Seconde Guerre mondiale par Stevan Moljević et la Serbie homogène (le programme du mouvement Tchetniks de Draža Mihailović).
Le 28 juin 1914 à Sarajevo, un jeune nationaliste serbe de Bosnie Gavrilo Princip assassine François-Ferdinand d'Autriche, ce qui provoque la Première Guerre mondiale. Avec la fin de la Première Guerre mondiale, la Bosnie est incluse dans le royaume des Serbes, Croates et Slovènes, puis dans le royaume de Yougoslavie. Pendant la Seconde Guerre mondiale, toute la Yougoslavie a été occupée par le Troisième Reich et le gouvernement s'est enfui à l'étranger. Une partie de la Bosnie appartenait à l'État indépendant de Croatie, un État fantoche allié à l'Allemagne nazie.

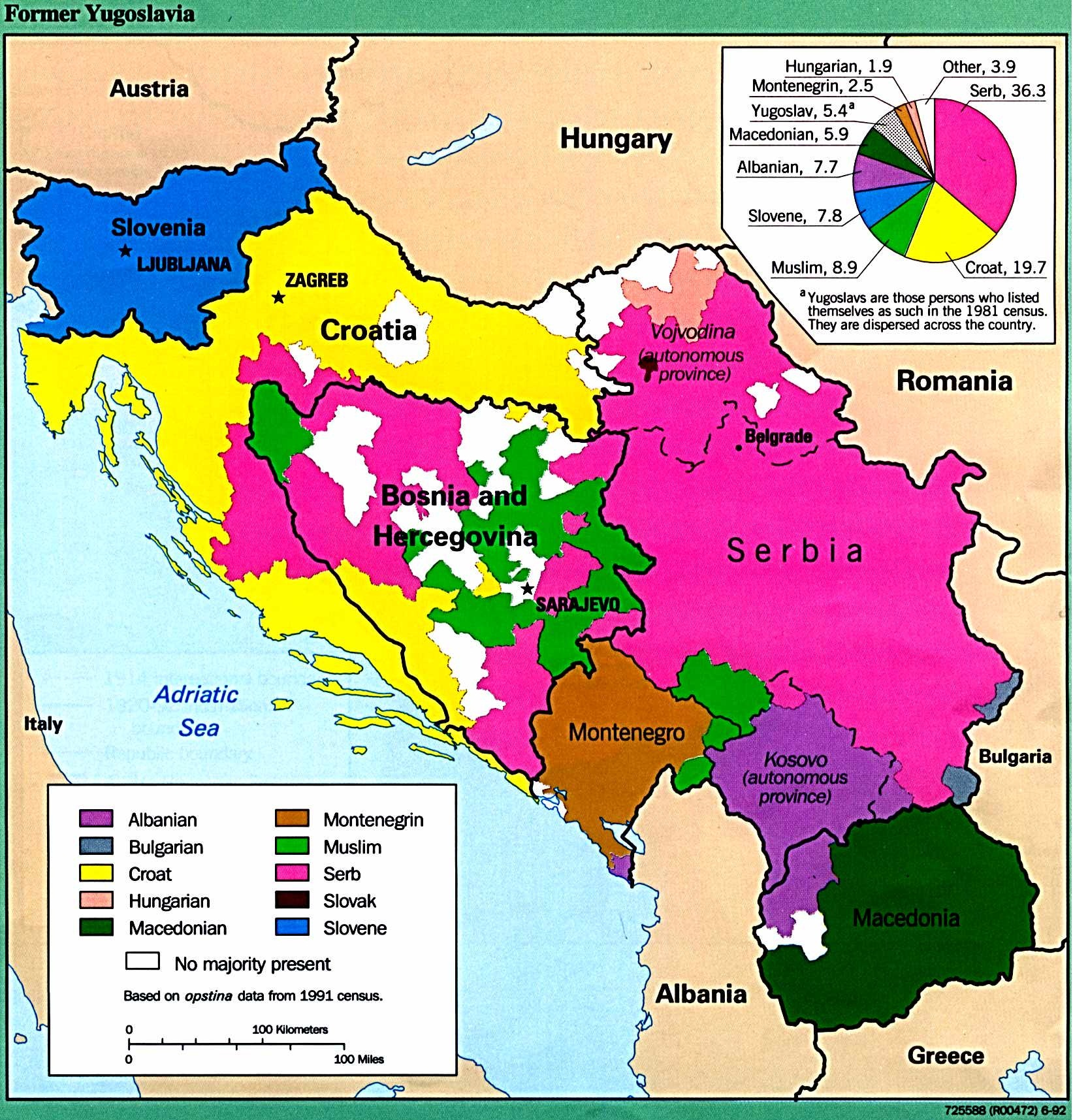
Carte ethnique de la Yougoslavie en 1991

Chacune de ces périodes historiques a été marquée par des conséquences sur la population de la Bosnie-Herzégovine. Ainsi, sous la domination ottomane, une partie des habitants se convertit à l'islam; sous la domination austro-hongroise, avec la naissance du nationalisme, les chrétiens orthodoxes de Bosnie se sont déclarés Serbes et les catholiques Croates; pendant la seconde guerre mondiale, l'État indépendant de Croatie se livre sur le territoire de la Bosnie-Herzégovine à des atrocités visant en grande majorité la population serbe et juive, et les Tchetniks, forces nationalistes de la monarchie serbe, ont perpétré des massacres de la population musulmane de l'est de la Bosnie et du Sandžak,.
En raison de son histoire, la Bosnie conserve un profond morcellement ethnique et religieux qui suscite des clivages. Après la seconde guerre mondiale, le régime dirigé par le maréchal Tito mène une politique basée sur l'étouffement des rivalités nationales, il n'y a pas eu de conflits interethniques et les peuples de Yougoslavie ont vécu dans la tolérance et la paix. La mort de Tito, en 1980, et la chute du communisme libère le nationalisme réprimé et des problèmes surgissent entre les communautés. Mais la cause de la guerre en Bosnie n'est pas le produit de forces inscrites dans l'histoire interne de la Bosnie. L'historien Noel Malcolm dit ː « C'est le mythe qui a été soigneusement propagé par ceux qui ont provoqué le conflit, qui voulaient que le monde croie que ce qu'eux et leurs hommes armés faisaient n'était pas le fait d'eux, mais de forces historiques impersonnelles et inévitables échappant à tout contrôle. Et le monde les a crus. »

### Montée du nationalisme en Yougoslavie

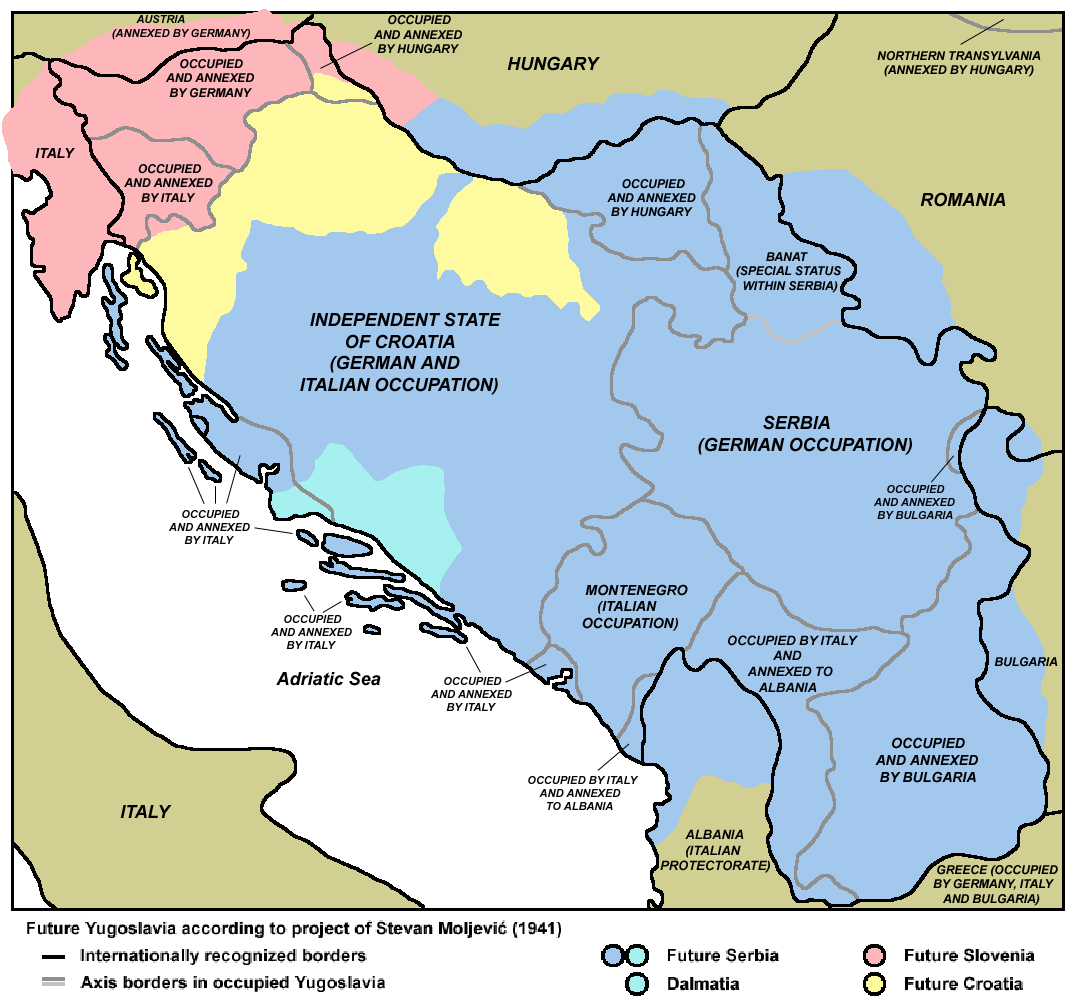
Grande Serbie envisagée par Stevan Moljević

En 1986, des universitaires serbes dirigés par Dobrica Ćosić, ont soulevé « la question nationale serbe ». Un manifeste a été rédigé par l'Académie serbe des sciences et des arts (SANU), connu sous le nom de « Mémorandum SANU », affirmant que les Serbes étaient dans une position tellement injuste en Yougoslavie que leur existence même était menacée. Ils ont subi une discrimination économique et politique de la part des Croates et des Slovènes, et les Serbes du Kosovo ont été confrontés à un génocide total. Le mémorandum précise que la « question serbe » ne sera résolue qu'après l'établissement de la pleine unité nationale et culturelle de la population serbe, où qu'elle habite en Yougoslavie, et appelle à une révision unilatérale de la constitution yougoslave et à l'abolition de l'autonomie de Voïvodine et Kosovo.
La seule solution pour assurer l'existence et le développement des Serbes, selon le Mémorandum, était l'unité territoriale du peuple serbe, à réaliser en réunissant « tous les Serbes dans un seul État ». Mais la mise en œuvre de ce plan stratégique national pour la Serbie ne serait possible que par la force. Le message du Mémorandum était un appel à la domination serbe et à la création d'une Grande Serbie,. Les principaux points du Mémorandum ont été judicieusement exploités par Slobodan Milošević, qui a utilisé des méthodes populistes éprouvées pour se présenter comme le seul représentant authentique des intérêts de tous les Serbes sur le territoire de la Yougoslavie.
En réponse au nationalisme en Serbie, le nationalisme croate se développe, ce qui place les Serbes de Croatie dans une position difficile.
Alors que l'objectif des nationalistes serbes était la centralisation de la Yougoslavie sous domination serbe, d'autres républiques aspiraient à la fédéralisation et à la décentralisation de l'État. Milošević estime que la réalisation du plan « tous les Serbes dans un seul État » représente la Yougoslavie sous domination serbe, ou la création d'un nouvel État qui engloberait tous les territoires de la Yougoslavie que les Serbes considèrent comme les leurs, à savoir la Grande Serbie,. Milošević exige pour les Serbes ce qu'il ne permet pas aux autres nations. Partout où il y a une communauté serbe, elle doit être annexée à la Serbie. Ce plan expansionniste nécessite le nettoyage ethnique et la modification des frontières des républiques, ce qui ne peut pas se faire pacifiquement.

### Propagande
Afin de réaliser ces plans nationalistes, il était nécessaire de diviser le peuple selon l'ethnie, et la propagande jouait ici un rôle important. La frénésie nationale en Serbie initiée par des intellectuels et utilisée par Milošević pour le programme national d'unification serbe a été soutenue par la majorité de l'opposition. Milošević a pris le contrôle des médias, en particulier de la télévision et des journaux, les transformant en instruments de propagande avec lesquels il a préparé la population à la guerre. Des intellectuels, des institutions culturelles et scientifiques et l'Église orthodoxe serbe ont participé à cette manipulation de l'opinion publique, révision de l'histoire et incitation à la haine interethnique, justifiant par avance les crimes qui seront commis dans le cadre des plans politiques nationaux,. Des manifestations sont organisées et des discussions sur la menace des Serbes en Yougoslavie et la nécessité de créer un État pour tous les Serbes. Les Croates sont présentés comme des Oustachis qui préparent un génocide contre les Serbes de Croatie, comme pendant la Seconde Guerre mondiale, et les musulmans bosniaques veulent créer un État islamique,.
Une propagande similaire a été largement utilisée par Franjo Tuđman et les nationalistes croates. Dans cette propagande nationaliste serbe et croate, les musulmans sont présentés comme de dangereux fondamentalistes et les aspirations expansionnistes de la Serbie et de la Croatie comme une légitime protection contre la menace islamique qui pèse sur eux et sur l'Europe,,.
L'historien Noel Malcolm écrit : « Parler d'une menace fondamentaliste en Bosnie était particulièrement inapproprié, car les musulmans de Bosnie faisaient désormais partie des populations musulmanes les plus sécularisées au monde ».
Paul Garde confirme : « que ce mythe n’avait pas la plus petite apparence de réalité : la Bosnie connaît un islam particulièrement tolérant, et la constitution du pays prévoyait expressément la participation des trois peuples au gouvernement. Aucune mesure défavorable aux Serbes n’avait été prise dans aucun domaine. ».

### Révolution anti-bureaucratique
Entre 1988 et 1989, Milošević et ses partisans ont organisé dans tout le pays une campagne de rassemblements et de manifestations de masse appelée la révolution anti-bureaucratique. Les manifestations ont renversé les gouvernements de la république socialiste du Monténégro et des provinces de Voïvodine et du Kosovo et les ont remplacés par les alliés de Milošević.
Le 28 juin 1989, à l'occasion du 600e anniversaire de la bataille de Kosovo Polje, Milošević, en tant que président nouvellement élu de la Serbie, s'est adressé aux centaines de milliers de personnes présentes à Gazimestan et a laissé entendre son projet de reconquête: « La Serbie fait face à de nouvelles batailles, non armées, bien qu'elles ne soient pas exclues »,. D'autres républiques voient un grand danger dans ce discours et on considère qu'il a grandement contribué à l'initiation du processus d'indépendance de la Slovénie et de la Croatie.
La situation s'aggrave après l'abolition de l'autonomie de la Voïvodine et du Kosovo, qui était une violation de la constitution. Avec le représentant du Monténégro nommé par Milošević, la Serbie dispose désormais de 4 voix sur 8 à la présidence de la Yougoslavie et peut donc fortement influencer les décisions du gouvernement fédéral. C'était le premier pas vers la dislocation de la Yougoslavie,.
La décision de Milošević de mettre fin à l'autonomie de la Voïvodine et du Kosovo, et son déploiement de l’armée pour écraser violemment les protestations des Albanais du Kosovo, ont suscité des sentiments sécessionnistes dans d'autres républiques qui voulaient quitter la Yougoslavie avant que Milošević n'impose la domination serbe sur toute la Yougoslavie ,.
Suivant l'exemple de la Serbie, la Slovénie viole la constitution et adopte des amendements qui lui permettent de faire sécession si besoin.

### Élections multipartites en 1990
Au début des années 1990, la Ligue des communistes de Yougoslavie s'est désintégrée et des élections multipartites ont eu lieu dans les républiques. L'élection multipartite en Bosnie-Herzégovine est remportée par les partis nationalistes des différentes communautés, proportionnellement à leur nombre. Les musulmans ont voté pour la Parti d'action démocratique (SDA) dirigée par Alija Izetbegović, les Serbes pour le Parti démocratique serbe (SDS) avec le président Radovan Karadžić, et les Croates pour l’Union démocratique croate de Bosnie et Herzégovine (HDZ-BiH) mené par Stjepan Kljuić. Le SDA a remporté 86 des 240 sièges du parlement, le SDS 70 sièges et le HDZ BiH 45 sièges. Alija Izetbegović a été élu président de la présidence de Bosnie-Herzégovine, et il aurait pu gouverner avec une coalition de musulmans et de Croates, mais il a formé un gouvernement tripartite. Le Serbe, Momčilo Krajišnik est devenu président du Parlement et le Croate, Jure Pelivan Premier ministre.
En Serbie, le Parti socialiste de Serbie (SPS) dirigé par Slobodan Milošević a remporté les élections, et en Slovénie et Croatie, des partis séparatistes nationalistes sont arrivés au pouvoir.

### Éclatement de la Yougoslavie
Encouragés et poussés par Milošević et son projet de création d'un État commun pour tous les Serbes, les Serbes de Croatie ont déclaré le 21 décembre 1990 les régions autonomes serbes SAO Krajina en Croatie, sur des territoires à majorité serbe. Les Serbes de Croatie et de Bosnie-Herzégovine ont reçu des armes et des plans ont été élaborés pour prendre le contrôle des forces de police locales et de l'administration municipale . Le gouvernement croate considère cette autoproclamation illégale et les premiers affrontements armés entre la police du ministère de l'Intérieur de Croatie et les forces paramilitaires de SAO Krajina ont lieu. Le 20 avril 1991, la SAO Krajina a proclamé son union avec la Serbie.
Début 1991, Slobodan Milošević a « envoyé des émissaires dans les principales capitales européennes et à Washington pour évaluer quelle serait la réaction internationale à une reprise en main musclée de la situation par Belgrade, sous le prétexte de maintenir la fédération yougoslave. Il en déduit à juste titre que Paris et Londres ne s’y opposeront pas, que Washington s’en désintéresse et que Moscou pourrait même s’en réjouir ».
En mars 1991, Milošević laisse entendre son intention de redessiner de force les frontières des républiques, annonce la mobilisation de la milice de réserve en Serbie et la création d'unités d'opérations spéciales pour venir en aide aux Serbes en danger hors de Serbie.
Essayant de trouver une issue à la crise, Milošević et le président croate Tuđman se sont rencontrés à plusieurs reprises. Le 25 mars 1991, à Karađorđevo, ils ont négocié la partition de la Bosnie.
La crise a culminé le 17 mai 1991, lorsque quatre membres du « bloc serbe » de la présidence de la Yougoslavie ont empêché la nomination du Croate Stipe Mesić comme président de la Yougoslavie, ce qui était prévu par la loi.
Le travail de la présidence est bloqué et la JNA reste sans commandant suprême jusqu'à ce que, sous la pression de la communauté internationale, Stipe Mesić soit élu président. Mais la JNA n'a pas tenu compte de ce président et les ordres sont venus du côté serbe.
En juin 1991, la Slovénie déclare son indépendance et la Croatie en fait de même. Afin de trouver une solution, la CEE impose un moratoire de trois mois sur l'indépendance. Le gouvernement fédéral, fortement influencé par la Serbie, envoie la JNA pour défendre l'intégrité territoriale de la Yougoslavie, ce qui a finalement conduit aux guerres yougoslaves. Comme il n'y avait pas beaucoup de Serbes en Slovénie, la JNA dominée par les Serbes a abandonné la Slovénie et l'idée de défendre la Yougoslavie après seulement dix jours. « Slobodan Milošević avait gagné son pari. Il était parvenu à détourner l’armée de son rôle initial et à la rallier à son projet de Grande Serbie en prétendant qu’il s’agissait d’un nouvel État yougoslave rassemblant tous les peuples qui voulaient continuer à vivre en Yougoslavie. L’armée populaire yougoslave, garante de la Fédération, n’existait plus. Mais Slobodan Milošević allait maintenir son nom pour occulter l’agression qu’il était sur le point de déclencher ».
La JNA s'est retirée en Croatie, où, avec le soutien des formations paramilitaires de Serbie et des Serbes de Croatie, elle a occupé et défendu les territoires serbes et les frontières de la future Yougoslavie,.

« À la veille de la guerre en Croatie, la Serbie de Milošević répétait de façon incessante aux dirigeants occidentaux qu’elle souhaitait défendre l’intégrité territoriale et politique de la Yougoslavie, menacée par les « sécessionnismes croate et slovène ». En aucun cas Milošević n’a signalé aux négociateurs européens ou américains sa volonté de créer une « Grande Serbie », ce qui était pourtant l’objectif véritable des campagnes militaires. »

Le symbole du début de cette guerre de Croatie est certainement la bataille de Vukovar.

#### Formation des régions autonomes serbes en Bosnie-Herzégovine

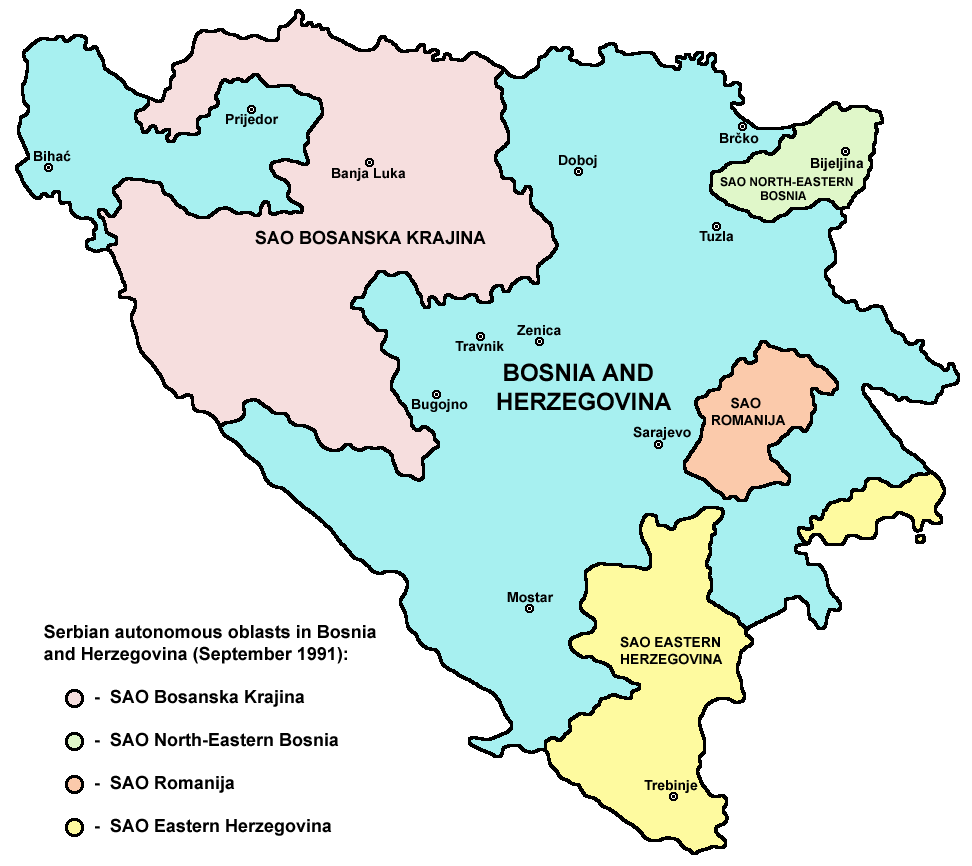
Régions autonomes serbes (SAO) en Bosnie-Herzégovine (septembre 1991)

Sous les directives de la Serbie et conformément aux plans de création d'un État pour tous les Serbes, les dirigeants des Serbes de Bosnie ont commencé à préparer la création d'un État serbe séparé en Bosnie-Herzégovine, comme cela s'est fait en Croatie. Les États serbes autoproclamés de Croatie et de Bosnie rejoindraient alors la Serbie le moment venu, sous prétexte de vouloir rester en Yougoslavie. De cette façon,« les territoires croates déjà aux mains des Serbes marqueraient la frontière occidentale d'un État « Serbe » qui engloberait 70 à 75 % du territoire bosniaque ».
À partir d'octobre 1990, des milices serbes ont été organisées en Bosnie et les Serbes de Bosnie ont été secrètement armés par le ministère de l'Intérieur de Serbie et l’Armée populaire yougoslave (JNA). Environ 51 900 armes à feu ont été délivrées à des unités paramilitaires et 23 298 à des membres du SDS en mars 1991. Ainsi, dès la mi-1991, les Serbes de Bosnie étaient bien armés.
En avril 1991, dans les régions où les Serbes étaient majoritaires, des communautés serbes ont été créées sous couvert d'unification culturelle. Les Bosniaques ont protesté contre cette régionalisation ethnique, mais cela ne les a pas arrêtés.
Ces communautés ont changé leur nom en régions autonomes serbes (SAO) et en septembre ont été déclarées : SAO Bosanska Krajina, SAO Bosnie du Nord-Est, SAO Romanija et SAO Herzégovine.Les municipalités qui faisaient partie intégrante de ces régions avaient une population majoritairement serbe, mais il y avait de nombreuses municipalités dans lesquelles la majorité était bosniaque, et elles ont néanmoins été déclarées unilatéralement comme faisant partie intégrante de ces zones. Le 24 octobre 1991, Karadžić a déclaré: « Nous détenons le pouvoir dans trente-sept municipalités et disposons d'une majorité relative dans une dizaine de municipalités… ».
Lors du procès de Momčilo Krajišnik, il a été constaté que: « Les 35 municipalités en cause comptaient 1 692 313 habitants, dont 675 657 Musulmans, 742 100 Serbes, 128 275 Croates, 100 911 Yougoslaves et 45 370 personnes d’origine ethnique autre ou inconnue. C’était dans quinze de ces municipalités, les Serbes, et dans 15 autres, les musulmans, qui, sans être majoritaires, formaient le groupe ethnique le plus nombreux ». Par conséquent, avec ce projet de création d'un État serbe ethniquement pur en Bosnie, près d’un million de non-Serbes devraient être expulsés de ces régions.
Le SDS a publié fin 1991 des « directives » sur l'organisation des institutions du peuple serbe en Bosnie-Herzégovine dans les municipalités où les Serbes sont majoritaires (municipalités de « type A ») et celles où ils sont minoritaires (communes de « type B »). Ces directives précisent également des mesures spécifiques pour la prise de pouvoir au sein de ces communes,.

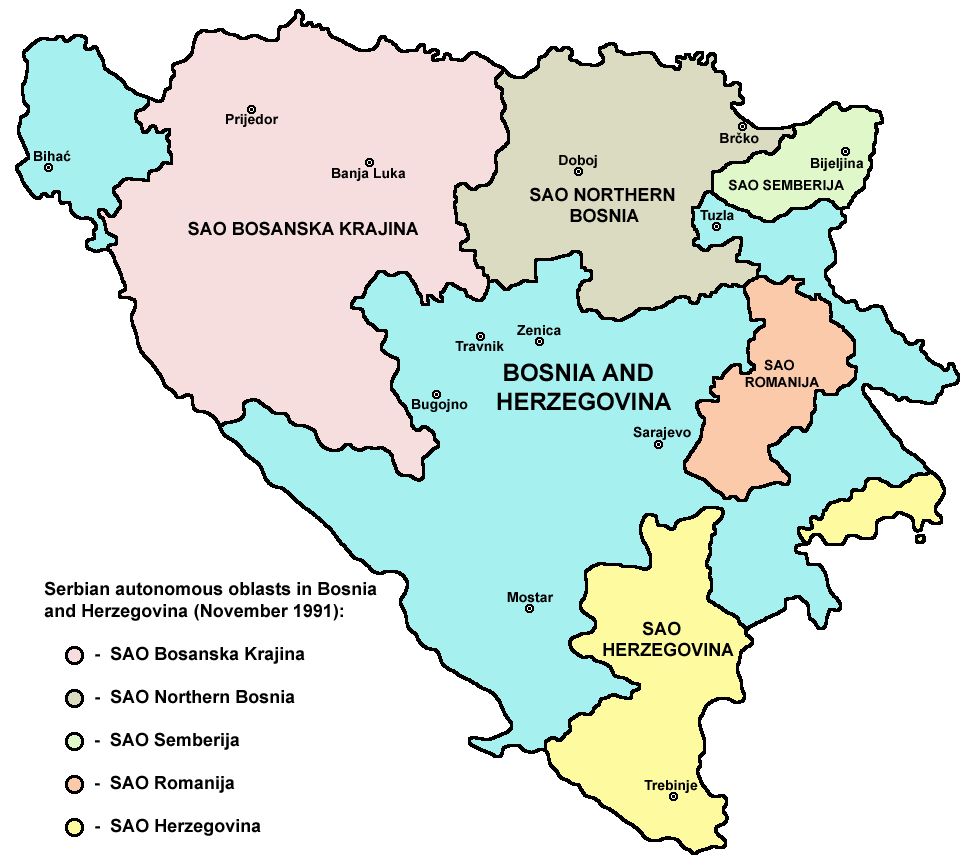
Régions autonomes serbes (SAO) en Bosnie-Herzégovine (novembre 1991)

Dans la région de la Bosnie orientale, près de la rivière Drina, qui forme la frontière avec la Serbie, la plupart des municipalités ont une majorité bosniaque (de « type B »), telles que Zvornik, Vlasenica, Bratunac, Srebrenica, Višegrad, Foča, Rogatica, Trnovo. Dans ces municipalités, des institutions distinctes, parallèles à l'autorité légale de l'État, ont été créées, ou bien des municipalités ont été dissoutes et de nouvelles ont été créées. Il en va de même en Bosnie occidentale, dans des municipalités telles que Prijedor et Doboj.
Immédiatement après, la JNA et les formations paramilitaires de Serbie ont été appelées à défendre le peuple serbe et à prendre le pouvoir sur ces territoires qu'ils considèrent comme les leurs et qu'ils veulent conserver au sein de la nouvelle Yougoslavie,.
Jusqu'à la fin de 1991, de nouvelles régions autonomes serbes (SAO) ont été créées.
Le 26 octobre 1991, Radovan Karadžić a donné des directives en 14 points à tous les présidents des SAO, appelant à : « la création d’un « commandement de la ville », c’est-à-dire d’une administration militaire ; une intensification de la mobilisation de la TO ; la formation d’unités militaires ; la subordination de la TO à la JNA ; le démantèlement des unités paramilitaires et leur incorporation dans la TO ; la prise de contrôle des entreprises publiques, de la poste, des banques, de l’appareil judiciaire, des médias et du SDK (Organe de comptabilité du secteur socialisé) » .
Ainsi, les Serbes de Bosnie ont pris le contrôle de nombreuses municipalités dans une grande partie de la Bosnie.
Ces régions autonomes serbes (SAO) ont formé la base du nouvel État serbe de Bosnie-Herzégovine, qui a ensuite été autoproclamé le 9 janvier 1992 sous le nom république des Serbes de Bosnie-Herzégovine. Renommée « Republika Srpska » elle a déclaré son indépendance le 7 avril 1992.
Au concept de Grande Serbie s'ajoutait celui, défendu par Tuđman et les nationalistes croates, de Grande Croatie. Conformément aux accords entre Milošević et Tuđman sur la partition de la Bosnie, les Croates de Bosnie ont créé le 18 novembre 1991 la communauté croate d'Herceg-Bosna dans les régions où ils sont majoritaires. Rebaptisée en 1993, la république croate d'Herceg-Bosna n'a jamais déclaré son indépendance et a été intégrée à la Fédération croato-bosniaque.

#### Rôle de l'Armée populaire yougoslave (JNA)
Les forces armées de la Yougoslavie (RSFY) étaient composées de l’Armée populaire yougoslave (JNA) et de la Défense territoriales (TO). La JNA était une puissante armée multiethnique, constituée de troupes régulières et de réservistes de toute la Yougoslavie. Équipée de toutes les armes d'une armée dans les années 1990, elle était presque totalement autosuffisante en termes de production d'armes dans toute la gamme des équipements militaires. Chacune des six républiques gère et équipe sa TO sur son territoire, et en cas de guerre avec la JNA participe conjointement en utilisant la population locale aux opérations militaires dans la région. Contrairement à la JNA, qui possédait des armes lourdes, la TO n'était équipée que d'armes légères.
La Yougoslavie était un exportateur d'armes et 42 % de l'industrie de l'armement était située en Bosnie. Au cours des années 1990, la plupart de ces usines d'armement ont été démantelées et remontées en Serbie.

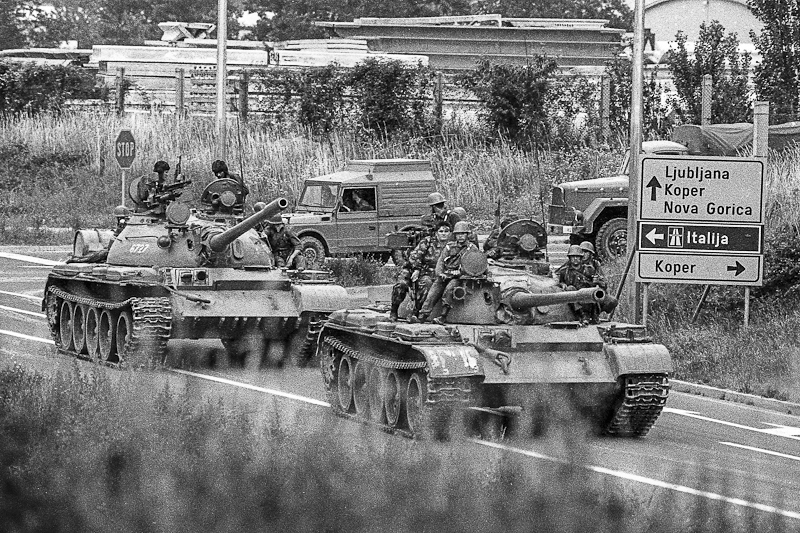
JNA en Slovénie 1991

La JNA a participé à toutes les guerres yougoslaves. Au début, pendant la guerre de Slovénie, elle a défendu la préservation de l'intégrité de la Yougoslavie (RSFY). En quittant la Slovénie, elle s'est rangée du côté de la Serbie et a joué un rôle crucial dans la réalisation du projet de création d'un État pour tous les Serbes (Grande Serbie). Sans elle et l'aide de la Serbie, les Serbes de Croatie et de Bosnie n'auraient pas décidé de résoudre les problèmes politiques par la force des armes.
La représentation nationale au sein de la JNA, en tant qu'armée fédérale multiethnique, aurait dû être proportionnelle à la composition nationale de la RSFY. Mais déjà depuis 1981, les effectifs étaient déséquilibrés, les Serbes surreprésentés. Plus de 60 % de l'état-major général de la JNA étaient des Serbes, alors qu'ils ne comptaient que pour 36,3 % dans la population de l'ex-Yougoslavie . Il est évident que la domination serbe est déjà établie dans cette structure étatique extrêmement importante. Au début de 1991, la majorité des cadres supérieurs de la JNA étaient des Serbes et Milošević a secrètement pris des mesures pour éliminer les autres nationalités du quartier général de la JNA. De juin 1991 à mars 1992, le pourcentage de Serbes dans la JNA est passé à environ 90 %. La discrimination et la pression sur les non-Serbes les ont forcés à quitter la JNA parce qu'« ils n’étaient plus considérés comme des éléments fiables d’une armée qui avait cessé d’être yougoslave pour devenir un instrument de la politique nationaliste serbe ». Avec la guerre en Slovénie et en Croatie, la plupart des Slovènes et des Croates ont quitté la JNA et les Bosniaques et les Croates de Bosnie n'ont pas répondu à la mobilisation illégalement déclarée. Ainsi, la JNA, une armée fédérale multiethnique, est devenue l'armée serbe déployée sur le territoire de la Croatie et de la Bosnie. Le général Veljko Kadijević, chef d’état-major de la JNA, explique dans son livre « Moje viđenje raspada » que

« l’objectif Armée populaire Yougoslave (JNA) à partir du printemps 1991 est « la protection et la défense du peuple serbe en dehors de la Serbie et le rassemblement de la JNA dans les frontières de la future Yougoslavie »,. »

Il était clair qu'avec la déclaration d'indépendance de la Slovénie et de la Croatie, la Yougoslavie n'existait plus, mais Milošević a gardé son nom afin qu'il puisse utiliser l’Armée populaire yougoslave (JNA) sur tout son territoire. Selon la Constitution, la JNA a pour fonction de protéger l'intégrité de la Yougoslavie, et son attaque contre la Croatie et la Bosnie a été interprétée dans cet esprit.
« Nous ne pouvons pas accepter que l’armée ne soit plus appelée yougoslave. Car la Serbie et le Monténégro perdraient tous leurs avantages, aussi bien sur le plan politique que militaire. Ils imaginent peut-être que l’on va avouer que l’armée serbo-monténégrine fait la guerre à la Croatie et qu’elle a l’intention de lui infliger une défaite! […] Cette armée serait alors considérée comme une force d’agression. Et c’est pour cette raison que nous ne pouvons pas non plus dire que nous quittons la Yougoslavie », confiait Borisav Jović, représentant serbe à la présidence Yougoslave.
En 1991, Ante Marković a dénoncé un plan caché, appelé le plan RAM, élaboré en 1990 par les généraux de la JNA et les dirigeants politiques de Serbie,,. Le but de ce plan était d'organiser et d'armer les Serbes hors de Serbie, de prendre le contrôle et de défendre les territoires que les Serbes considèrent comme les leurs, et l'établissement des frontières de la nouvelle Yougoslavie dans laquelle « tous les Serbes avec leurs territoires vivraient ensemble dans le même état »,. Ce serait la « détermination planifiée des frontières occidentales de la Grande Serbie. »
Après le référendum sur l'indépendance de la Slovénie et de la Croatie, la JNA a pris le commandement de la Défense territoriale de Bosnie-Herzégovine (TO) et des listes de conscrits, de sorte qu'elle a veillé à ce que seuls les Serbes de Bosnie puissent être inclus dans la JNA. Dans les zones à population non serbe, le nombre de réservistes de la TO a diminué, et là où la majorité est une population serbe, ce nombre a augmenté. La JNA a retiré des armes de la TO de Bosnie-Herzégovine et les a transférées dans des entrepôts où les Serbes constituaient la population majoritaire. De cette manière, la Défense territoriale de la Bosnie a été désarmée et une défense territoriale distincte des Serbes de Bosnie a été créée et armée. Dès le début de 1991, les Serbes de Bosnie ont été massivement et secrètement armés par la JNA et le MUP de Serbie, de sorte qu'à la mi-1991, ils étaient déjà bien armés. En conséquence, les Croates de Bosnie et les Bosniaques ont également commencé à s'armer et à s'organiser, mais avec peu d'opportunités et avec un certain retard. De cette façon, un déséquilibre dans les armements a été établi. Les Serbes avaient une supériorité écrasante en matière d'armes, les Croates ont commencé à s'armer depuis la Croatie et les Bosniaques n'avaient presque pas d'armes.
En essayant d'arrêter la guerre de Croatie et sa propagation en Bosnie, le 25 septembre 1991, l'ONU a imposé un embargo sur l'importation d'armes sur le territoire de la Yougoslavie, par lequel le déséquilibre de l'armement a été gelé. Avec la reconnaissance internationale de la république de Bosnie-Herzégovine et le début de la guerre de Bosnie, ce pays, membre de l'ONU, a été empêché par l'embargo de se défendre légitimement contre l'agression,. Le gouvernement de Bosnie-Herzégovine a demandé à l'ONU de lever l'embargo sur les armes, afin qu'elle puisse s'armer et se défendre, mais cela n'a pas été autorisé. L'explication était qu'il ne faut pas « ajouter la guerre à la guerre »,. Comme la Bosnie n'était pas préparée à la guerre et n'avait presque pas d'armes pour se défendre, la JNA et les formations paramilitaires de Serbie, ainsi que les Serbes locaux bien armés, ont occupé la majeure partie du territoire de la Bosnie dès le début de la guerre en 1992.
L'Armée de la république de Bosnie-Herzégovine (ABiH) nouvellement créée était la seule armée légale en Bosnie-Herzégovine. Initialement multiethnique et très mal armée, elle a été la plus touchée par cet embargo. Avec le désir de partager la Bosnie entre la Serbie et la Croatie, les nationalistes ont divisé le peuple selon l'ethnie, de sorte que l'armée de Bosnie-Herzégovine s'est retrouvée avec de moins en moins de Serbes et de Croates dans sa composition. Ainsi, la Bosnie indivisible et multiethnique n'était principalement défendue que par des Bosniaques. La JNA stationnée en Bosnie se transforme en Armée de la république serbe de Bosnie (VRS), et les Croates de Bosnie forment le Conseil de défense croate (HVO).
L'embargo sur les armes n'a pas été respecté, et les Serbes de Bosnie ne l'ont même pas ressenti. Avec le retour de la JNA et de son équipement de Slovénie puis de Croatie, les Serbes de Bosnie ont reçu d'énormes quantités d'armes. Ils ont gardé presque toutes les armes de la JNA et de la TO déjà stationnées en Bosnie, et à travers la frontière avec la Serbie, que personne ne surveillait, les armes arrivent constamment de Serbie et la Russie avant et pendant la guerre en Bosnie. Après la division de la JNA en Armée de Yougoslavie (VJ) et Armée de la Republika Srpska (VRS), l'approvisionnement continu de l'Armée de la Republika Srpska (VRS) par l'Armée yougoslave (VJ) s'est poursuivi tout au long de la guerre, et en violation de l'embargo des millions de balles et des centaines de milliers d'obus, de grenades et de roquettes ont traversé la frontière internationale entre la Bosnie et la Serbie. « Sur toute l’année 1994, l’état-major principal de la VRS a estimé que la VJ lui avait fourni environ 25 878 862 munitions pour armes d’infanterie et 7 569 obus, entre autres. » Le contournement de l'embargo a ensuite été suivi par les Croates de Bosnie qui se sont armés via la Croatie depuis les pays catholiques, et les Bosniaques des pays islamiques via la Croatie également. Ne voulant pas envoyer de troupes en Bosnie, les États-Unis poussent à la levée de l'embargo sur les armes à destination de la Bosnie pour qu'elle puisse se défendre. Ainsi, ils ont autorisé de manière informelle la fourniture illégale d'armes à la Bosnie, comme ils l'ont fait lors du conflit afghan contre les Russes. Cette violation de l'embargo ne change pas radicalement le déséquilibre des armes, notamment des armes lourdes, dont la partie serbe dispose en abondance. L'ambassadeur de France en Bosnie, M. Henry Jacolin, a observé que « la supériorité des Serbes tenait à l'importance de leur artillerie. L'artillerie dont disposait l'armée yougoslave - l'armée confisquée par Milosevic - comportait 11 000 pièces, autant que ce que possédaient à l'époque les armées française, anglaise, et allemande réunies ».

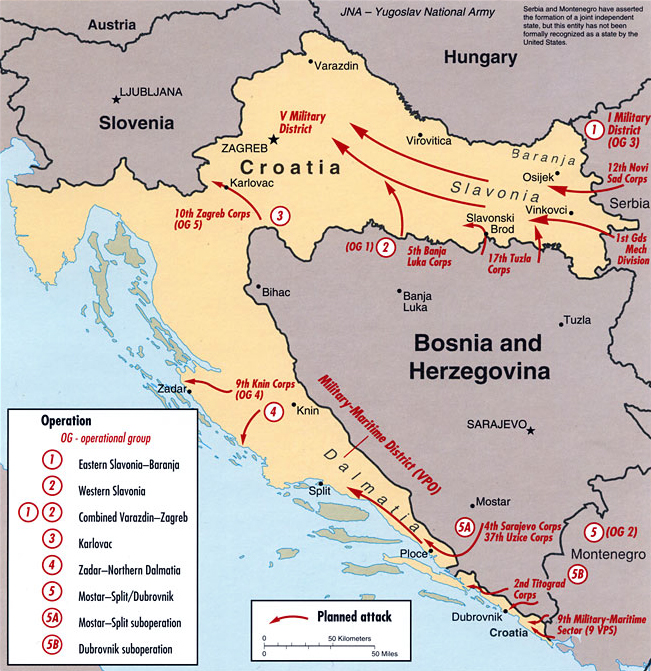
Opérations de l'Armée populaire yougoslave (JNA) en 1991

L'armement de l'armée de Bosnie par contournement de l'embargo était trop tardif et trop faible, il n'a donc pas permis la restitution des territoires occupés par les Serbes en 1992, et il l'est resté ainsi jusqu'à la fin de la guerre.
En 1991, pendant la guerre de Croatie, la JNA a utilisé la Bosnie comme base pour des opérations en Croatie et, malgré l'opposition des dirigeants bosniens, a déclaré une mobilisation illégale à laquelle seuls les Serbes de Bosnie ont répondu. L'afflux d'armes et d'unités paramilitaires de Serbie et du Monténégro a transformé la Bosnie en une caserne militaire, bien que la Bosnie n'ait déclaré la guerre à personne et se soit déclarée neutre vis-à-vis de la guerre en Croatie. Paul Garde raconte: « Outre l’armée régulière, les groupes paramilitaires serbes, tchetniks et autres, passent nécessairement par la Bosnie. Eux aussi, comme les Croates, utilisent des armes achetées à Beyrouth: celles-ci débarquent au port de Bar, au Monténégro, et transitent par la Bosnie. Ces troupes, régulières ou non, et ces camions chargés de matériel, qui circulent dans tous les sens, se moquent comme d’une guigne de la souveraineté bosniaque. Les lois de la république sont allègrement enfreintes: la Bosnie est neutre, mais elle est occupée ».
Le 30 décembre 1991, la présidence de la Yougoslavie tronquée (composée de 4 membres sur 8), qui est illégitime, réorganise la JNA dont l'objectif est de renforcer sa position en Bosnie-Herzégovine.

« Au début de 1992, près de 100 000 soldats de la JNA se trouvaient sur le sol de la Bosnie-Herzégovine, ainsi que plus de 700 chars, 1 000 véhicules blindés de transport de troupes, de nombreuses armes lourdes, 100 avions et 500 hélicoptères, qui dépendaient tous de l’état-major suprême de la JNA à Belgrade. »

La JNA, répartie sur tout le territoire de la Bosnie, ne prête pas attention à l'opposition du gouvernement bosnien, occupe des positions stratégiques, des routes importantes et prépare le siège des villes. Déjà à la fin de 1991, la JNA a déployé des armes lourdes en préparation du siège de Sarajevo, qui plus tard, le 5 avril 1992, a commencé à bombarder . Dans les régions autonomes serbes (SAO) précédemment créées, la JNA apporte des armes lourdes pour la « protection des Serbes de Bosnie et de leurs territoires » et, avec le MUP des Serbes de Bosnie, organise militairement la population dans ces zones. Ainsi, même avant le début de la guerre, le gouvernement de Bosnie n'avait pas contrôle sur ces parties de son territoire.
En raison d'une mobilisation infructueuse et de désertions massives, la JNA a commencé à ressentir le manque d'effectifs et a été contrainte à engager des volontaires et des paramilitaires serbes recrutés en Serbie et Monténégro de qualité morale douteuse, qui ont commis les crimes les plus graves au nom du peuple serbe. Des unités spéciales du MUP de Serbie et des formations paramilitaires armées par la JNA, organisées et déployées sur le territoire de la Bosnie, menacent et attaquent la population non serbe, et les Serbes de retour de la guerre en Croatie se vengent sur la population civile locale. Les dirigeants serbes locaux organisent quotidiennement une propagande contre les Musulmans et les Croates incitant à la haine. De nombreux relais de télévision et de radio ont été détruits par la JNA, ou occupés par des paramilitaires, et seuls les programmes serbes de Belgrade ont été diffusés dans une grande partie de la Bosnie. La JNA en route pour attaquer le Dubrovnik pendant la guerre de Croatie en octobre 1991 a détruit le village de Ravno, qui est souvent considéré comme le premier acte de guerre en Bosnie.

République fédérative socialiste de Yougoslavie
Croatie
République croate d'Herceg-Bosna
République fédérale de Yougoslavie
République serbe de Bosnie
République serbe de Krajina
République de Bosnie-Herzégovine
Bosnie-Herzégovine
Province autonome de Bosnie occidentale
Serbie
Kosovo
Monténégro
Macédoine du Nord
Slovénie

Le 9 janvier 1992 la république des Serbes de Bosnie-Herzégovine s'est autoproclamée sur le territoire des régions autonomes serbes (SAO) précédemment constituées. Ainsi, le référendum sur l'indépendance de la Bosnie du 1er mars 1992 n'a pas intéressé les Serbes de Bosnie, car ils avaient déjà préparé et proclamé leur État serbe, et il n'a servi que de motif au déclenchement de la guerre. Ainsi, après la déclaration d'indépendance de la Bosnie, les opérations militaires ont commencé comme la phase finale de la mise en œuvre du projet serbe, qui avait été préparé six mois plus tôt. Le territoire de cette « république serbe de Bosnie » autoproclamée n'est pas homogène et contient des poches de municipalités à majorité non serbe, qui doivent être occupées et nettoyées ethniquement. La JNA et les unités paramilitaires sont utilisées pour cela, et la méthode était presque toujours la même. La JNA encercle et occupe toutes les approches de la ville. Les paramilitaires provoquent un conflit, et la JNA vient séparer et désarmer les parties. La JNA part et laisse la population non armée à la merci des formations paramilitaires serbes armées qui arrivent. Si la ville résiste, la JNA la bombarde avec de l'artillerie et entre avec des chars, donc les défenseurs avec des armes légères rares n'ont aucune chance. Ainsi, « durant les premiers mois de 1992, après les attaques de 1991 contre la région de Mostar, en Bosnie-Herzégovine, la JNA lança plusieurs assauts contre d’autres zones de Bosnie-Herzégovine. Tout au long d’avril 1992, ces attaques permirent la prise de plusieurs villes et localités ».
Le 2 avril 1992, la ville de Bijeljina, dans le nord-est de la Bosnie, est occupée par les unités paramilitaires serbes d'Arkan qui sont entrées depuis la Serbie, tandis que la JNA maintient la ville encerclée. Après cette ville stratégiquement importante à la frontière avec la Serbie, la route a été ouverte pour le mouvement du personnel militaire, des armes et des marchandises de la Serbie vers le Nord et l'Est de la Bosnie.
Cela a été suivi par l'occupation simultanée et déjà préparée de nombreuses villes bosniennes,,. Le tout occupé par la JNA et des formations paramilitaires en avril 1992,.
Les offensives avaient été menées par la JNA, et sa supériorité en armement lourd a été le facteur dominant dans l'occupation des territoires planifiés,.
« Le 30 avril 1992 à l’aube, les forces de la JNA et la police serbe se sont emparées de la ville de Prijedor : elles ont installé des postes de contrôle et ont occupé les principaux édifices, prenant ainsi le contrôle des grandes sociétés et des services municipaux » .
La JNA était soutenue par des unités spéciales de Serbie, telles que la Garde des volontaires serbes d’Arkan, les « Bérets rouges », des formations paramilitaires des Chetniks de Šešelj de Serbie et des unités paramilitaires locales. Ces unités ont perpétré des massacres, de nombreuses atrocités, des viols à grande échelle, des pillages et des déplacements forcés. Les villes non armées ne pouvaient pas être défendues par les unités paramilitaires bosniaques mal armées de la « Ligue patriotique » et étaient souvent occupées sans aucun combat. Ce n'est que le 15 avril 1992 que l'Armée de la république de Bosnie-Herzégovine (ARBiH) a été formée et elle n'avait qu'un seul char. Ces villes conquises sont remises aux politiciens serbes locaux pour achever le nettoyage ethnique et continuer à les gouverner avec le MUP et la défense territoriale organisée. Ainsi, dans les premiers mois de la guerre, 70 % de la Bosnie était déjà occupée, et cela le resta jusqu'à la fin de 1994,.
Avec la reconnaissance internationale de la république de Bosnie-Herzégovine en tant qu'État indépendant, les Nations unies, dans la résolution RES 752, ont exigé que toutes les formes d'ingérence extérieure en Bosnie-Herzégovine cessent et que l’Armée populaire yougoslave (JNA), l'armée croate (HV) et toutes les formations paramilitaires quittent la Bosnie ou soient soumises à l'autorité de la Bosnie-Herzégovine, ou désarmées.
Milošević s'y était déjà préparé à l'avance. Ainsi, le 19 mai 1992, il annonce que la JNA se retire de Bosnie et que seuls les Serbes nés en Bosnie y restent. Sur les 100 000 soldats de la JNA en Bosnie, 10 à 20 % ont été retirés en Serbie, où l’Armée de Yougoslavie (VJ) a été formée. De cette façon, 80 % de la JNA est restée en Bosnie avec toutes les armes, à partir desquelles l’Armée de la république serbe de Bosnie (VRS) a été formée,.
« Cependant, la plupart, sinon tous les officiers à la tête des unités de l’ancienne JNA qui se trouvèrent stationnés avec leur unité en Bosnie-Herzégovine le 18 mai 1992 - presque exclusivement des Serbes -, gardèrent le commandement de leur unité en 1992 et 1993 et ne retournèrent pas en Serbie; et ce, qu’ils soient ou non originaires de la Bosnie. Cela vaut aussi pour la majeure partie des autres officiers et sous-officiers. […] Des avions et des pilotes de la VJ notamment restèrent en Bosnie-Herzégovine après le retrait du mois de mai et travaillèrent avec la VRS tout au long de 1992 et 1993 ».
La JNA n'a changé que son nom en VRS, et tout le reste est le même : état-major, armes et équipements, objectifs, idéologie et direction de Belgrade.
Il a été établi que « des éléments de la RFY/VJ ont continué, après le 19 mai 1992, d’intervenir directement dans le conflit en Bosnie-Herzégovine, combattant aux côtés de la VRS et lui apportant un support crucial lors des combats »,.
La division fictive de la JNA en VRS et VJ a servi à légaliser la présence de la JNA sur le territoire de la Bosnie-Herzégovine, dissimulant autant que possible l'implication de la Serbie. Mais cette manipulation n'a pas trompé la communauté internationale. Par la résolution 752 du 15 mai 1992, l'ONU a exigé la fin de l'ingérence de la Serbie et de la Croatie en Bosnie, le respect de l'intégrité territoriale de la Bosnie-Herzégovine et le départ de la JNA et de l’armée croate du territoire de la Bosnie. Dans la résolution RES 757 du 30 mai 1992, l'ONU « condamne les autorités de la république fédérative de Yougoslavie (Serbie et Monténégro), y compris l'armée populaire yougoslave, pour ne pas avoir pris de mesures efficaces en vue de satisfaire aux exigences de la résolution 752 (1992) », et leur impose un embargo économique. Le 25 août 1992, la résolution RES 46/242 déclarait que des parties de la JNA étaient toujours présentes en Bosnie. La résolution A/RES/47/121 du 7 avril 1993 condamne à nouveau la violation de la souveraineté et de l'intégrité territoriale de la république de Bosnie-Herzégovine et, conformément aux résolutions précédentes, exige que des éléments de la JNA et de l'armée croate (HV) se retirent de Bosnie. Toutes ces résolutions, ainsi que la plupart de celles adoptées, n'ont pas été respectées. L'agression contre la Bosnie s'est poursuivie, des formations paramilitaires et des armements sont venus de Serbie et des éléments de la JNA ne se sont pas retirés de Bosnie même en 1994.
Le général Veljko Kadijević l'explique :

« Les unités et quartiers généraux de la JNA formèrent l’ossature de l’armée de la république serbe (Republika Srpska), y compris les armements et les équipements » et que « d’abord la JNA, puis l’armée de la Republika Srpska, que la JNA avait mise sur pied, aidèrent à libérer le territoire serbe, défendre la nation serbe et créer des conditions militaires favorables à la protection par des moyens politiques des intérêts et des droits de la nation serbe en Bosnie-Herzégovine… »

En octobre 1993, 3 612 officiers de la VJ ont servi dans la VRS et l’Armée serbes de Croatie.
Ainsi, tout au long de la guerre, la JNA serbe, qui s'est transformée en VRS en Bosnie, et des renforts d'officiers de la VJ avec des armes et des paramilitaires de Serbie, ont participé à des opérations militaires et ont influencé de manière décisive l'issue de la guerre en Bosnie.

#### Crise politique finale et déclenchement de la guerre de Bosnie
À la suite de la déclaration d'indépendance de la Slovénie et de la Croatie, l'Armée populaire yougoslave (JNA) est intervenue, essayant de maintenir la Yougoslavie unie par la force. La Communauté européenne tente d'apaiser les conflits armés qui éclatent, et le 7 juillet 1991, l'accord de Brioni est signé. Cet accord a prévu la fin des hostilités en Slovénie, le respect de l'intégrité territoriale de chaque république yougoslave et le gel pour trois mois du processus d'indépendance engagé par la Slovénie et la Croatie. Cependant, les affrontements avec la JNA ont continué en Croatie.
La Guerre de Croatie a accru les tensions en Bosnie et a compliqué le fonctionnement du gouvernement tripartite. Les Serbes et les Croates de Bosnie ont soutenu leurs compatriotes en Croatie. Les Musulmans et les Croates de Bosnie ont considéré la JNA comme une force d'agression contre la Croatie et ont refusé la mobilisation, ce qui a davantage transformé la JNA en une armée serbe, déployée dans toute la Bosnie.
Les trois groupes ethniques constitutifs au pouvoir en Bosnie ont des points de vue et des propositions différents sur la crise yougoslave et l'avenir de la Bosnie. Alors que les Serbes de Bosnie voulaient préserver la Bosnie-Herzégovine dans la nouvelle Yougoslavie, sous la domination serbe, les Croates de Bosnie étaient généralement contre tout type de Yougoslavie, tandis que les Musulmans (Bosniaques) prônaient une Yougoslavie dans laquelle la Bosnie-Herzégovine aurait le même statut que les autres républiques.
Favorable à la survie de la Yougoslavie, la  Bosnie-Herzégovine et la Macédoine ont proposé une Yougoslavie confédérée, qui a été « catégoriquement rejetée par Slobodan Milosevic car elle mettait fin à ses rêves de découpage de la Bosnie-Herzégovine ».
Le 8 septembre 1991, la Macédoine a ensuite organisé un référendum sur l'indépendance et une large majorité a voté en faveur de l'indépendance.
Après un moratoire de trois mois sur la déclaration d'indépendance de la Slovénie et de la Croatie, imposé par la CEE, les délégués de ces deux républiques ont quitté la présidence de la Yougoslavie. Les délégués de Bosnie et de Macédoine n'ont pas accepté de participer à la prise de décision dans une Présidence tronquée et sont partis jusqu'à ce que la situation soit résolue. La présidence de la Yougoslavie prendra désormais ses décisions sur la base des votes de seulement quatre membres serbes, ce qui est illégal et contraire à la constitution de la Yougoslavie,. Cela a marqué la fin de la Yougoslavie (RFSY).
Avec la séparation de la Slovénie et de la Croatie, ainsi que la déclaration d'indépendance de la Macédoine, la Yougoslavie a cessé d'exister. Cependant, la Serbie a gardé son nom et s'est approprié son patrimoine et l'Armée populaire yougoslave.
Les Serbes de Bosnie, sous l'influence et les plans de Milošević, se sont considérés en danger en tant que minorité et ont exigé de rester dans cette nouvelle Yougoslavie réduite au Monténégro et à la Serbie. Ils ont cherché à diviser la Bosnie, à proclamer l'État serbe de Bosnie et à l'annexer à la Serbie conformément au plan d'une grande Serbie.
Les Musulmans de Bosnie étaient en faveur de la survie de la Yougoslavie, mais ne voulaient pas rester dans la nouvelle « Yougoslavie tronquée », sous la domination serbe. Ils ont préconisé une Bosnie-Herzégovine indépendante et multiethnique.
L'attitude des Croates de Bosnie était ambiguë : il y avait deux courants ; l'un qui représentait une Bosnie indivisible, et l'autre, le parti nationaliste de Tuđman, qui voulait créer un territoire croate ethniquement pur comme les Serbes de Bosnie et l'annexer à la Grande Croatie.
En Bosnie, les droits des Serbes et des Croates de Bosnie n'ont jamais été menacés et, en tant que peuples constitutifs, ils ont formé un gouvernement conjoint avec les Musulmans. Les Musulmans de Bosnie, ainsi que de nombreux Croates et Serbes de Bosnie, ont plaidé pour une Bosnie multiethnique et unie. C'est pourquoi l'un des premiers objectifs stratégiques des plans de Milošević et Karadžić était la séparation des peuples de Bosnie,.
Espérant que la Yougoslavie serait encore préservée, la Bosnie a attendu trop longtemps pour se prononcer sur l'indépendance, tandis que les nationalistes Serbes de Bosnie se préparaient avec l'aide de la Serbie et de la JNA à réaliser par les armes le projet d'une grande Serbie.
De nombreux arguments ont confirmé la disparition de la Yougoslavie et la volonté de la Serbie de réaliser un État pour tous les Serbes par des moyens armés sur les ruines de la Yougoslavie : la renaissance du nationalisme et le programme de la SANU d'unification des Serbes en un seul État ; la suppression de l'autonomie du Kosovo et de la Voïvodine et la répression des droits de l'homme des minorités en Serbie au Kosovo et au Sandžak ; l'attaque de la JNA contre la Slovénie et la Croatie, qui ont déclaré leur indépendance ; la formation de régions autonomes serbes (SAO) en Bosnie, comme base pour la création d'un futur État serbe en Bosnie ; la prise de contrôle de la présidence de la Yougoslavie par Milošević et la transformation de la JNA en armée serbe ; la découverte du plan RAM sur la création de la Grande Serbie, et les négociations sur la partition de la Bosnie entre la Serbie et la Croatie ; et enfin, le déploiement de la JNA en Bosnie, la confiscation des armes de la défense territoriale de la Bosnie et l'armement des Serbes de Bosnie.
Les Musulmans de Bosnie (Bosniaques) étaient disposés à partager le pouvoir avec les Serbes et les Croates de Bosnie, mais ils ne veulent appartenir ni à la Grande Serbie ni à la Grande Croatie, mais plutôt d'une Bosnie-Herzégovine souveraine et unie, où tous les groupes ethniques seraient égaux et bénéficieraient des mêmes droits et opportunités. Cette vision a été contrecarrée par les intérêts nationalistes des dirigeants politiques serbes de Bosnie, qui ont opté pour la création d'un État serbe en Bosnie et initié un conflit armé en 1992, conduisant à une guerre dévastatrice de trois ans.
Lors de la session du Parlement de Bosnie-Herzégovine le 14 octobre 1991, la solution pour la future communauté yougoslave a été discutée. Les représentants serbes (SDS) ont défendu la position selon laquelle les futures structures yougoslaves seraient composées de ceux qui veulent rester dans cette nouvelle Yougoslavie.
Les députés bosniaques (SDA) et bosno-croates (HDZ-BiH) ont rejeté une solution pour une future union yougoslave qui n'inclurait pas à la fois la Croatie et la Serbie, et ont proposé une déclaration sur la souveraineté d'une Bosnie indivisible avec trois peuples constitutifs égaux. La réponse de Radovan Karadžić était:« La voie que vous avez choisie est la même autoroute qui a mené la Croatie en enfer, à ceci près que cet enfer de la guerre serait plus grave encore en Bosnie-Herzégovine et que la nation musulmane pourrait y disparaître ». Les délégués du SDS ont alors quitté le parlement et la proposition a été adoptée en leur absence.
Entre-temps, de nombreuses négociations infructueuses ont été menées pour tenter de trouver une solution pacifique à la crise en Yougoslavie. Le 18 octobre, Lord Peter Carrington a présenté un plan qui excluait la modification des frontières des républiques et proposait une « libre association de souveraines et indépendantes républiques » dans une nouvelle fédération. Afin de protéger les droits des minorités, certaines régions auraient un « statut spécial ». Ainsi, les Serbes de Croatie se verraient accorder une autonomie importante, tout comme le Kosovo, la Voïvodine et le Sandžak en Serbie. De toutes les républiques, seule la Serbie de Milošević s'est opposée à ce plan. En raison de l'opposition au plan de paix proposé par la CEE, la Communauté européenne a imposé le 9 novembre 1991 des sanctions économiques contre la Yougoslavie et a demandé aux Nations unies de déclarer un embargo mondial sur le pétrole. Les mesures visaient principalement la Serbie, considérée par la CE comme un agresseur dans sa guerre contre la république yougoslave séparatiste de Croatie,.
Le 27 août 1991, la Communauté économique européenne (CEE) a créé la Commission d'arbitrage, également connue sous le nom de Commission Badinter, afin de fournir des conseils sur les questions juridiques résultant de la fragmentation de la Yougoslavie et d'examiner les demandes d'indépendance des républiques yougoslaves.
Le 29 novembre 1991, la commission a conclu que « la république fédérative socialiste de Yougoslavie était en voie de désintégration » et le 16 décembre 1991, elle a recommandé à la Communauté européenne de reconnaître la Slovénie et la Macédoine en tant qu'États indépendants. La Croatie devait inclure la protection des minorités dans sa Constitution, tandis que la Bosnie devait organiser un référendum sur l'indépendance. La commission a également conclu que les frontières des républiques ne pouvaient être modifiées que par un accord librement conclu.
Malgré de nombreuses négociations et tentatives pour trouver une solution politique au problème yougoslave, certains pensent que la reconnaissance de la Slovénie et de la Croatie, poussée par l'Allemagne, sera prématurée. Ainsi, le secrétaire général des Nations unies Javier Perez de Cuellar estime qu'une telle initiative « pourrait mettre le feu aux poudres ».
Cependant, ce retard dans la reconnaissance de l'indépendance des républiques a permis à Milošević de mieux organiser et armer les Serbes de Bosnie et de déployer la JNA en Bosnie, qui n'est pas reconnue comme un État indépendant et appartient toujours à la Yougoslavie. « Fin 1991, plus de 80 % des préparatifs de la guerre que Slobodan Milosevic s’apprêtait à lancer contre la Bosnie-Herzégovine étaient achevés. Les reconnaissances des républiques yougoslaves, souvent qualifiées de prématurées, s’avéraient finalement trop tardives pour prévenir une autre effusion de sang. Les hésitations de la communauté internationale avaient encouragé la poursuite de la guerre ».
Le 9 janvier 1992, avant même le référendum sur l'indépendance de la Bosnie, les Serbes de Bosnie ont autoproclamé la république serbe de Bosnie dans les régions autonomes serbes (SAO) déjà établies en Bosnie où la JNA était déployée. Son anniversaire est encore célébré aujourd'hui de manière anticonstitutionnelle,.
Sur les recommandations de la Commission Badinter, le 15 janvier 1992, la CE a reconnu la Slovénie et la Croatie comme des États indépendants.
Les 29 février et 1er mars 1992, des référendums sur l'indépendance sont organisés en Bosnie-Herzégovine et au Monténégro.
Lors du référendum en Bosnie, environ 63 % des électeurs - majoritairement Musulmans (Bosniaques) et des Croates de Bosnie - ont voté en faveur d'une Bosnie indépendante, tandis que les Serbes de Bosnie l'ont boycotté. Au Monténégro, le référendum sur l’indépendance du Monténégro s'est tenu avec un taux de participation de 66 %. Malgré le boycott des minorités albanaise et musulmane, ainsi que de certains partisans de l'indépendance, il a été voté le maintien du pays dans la Yougoslavie tronquée.
La Serbie n'a pas organisé de référendum similaire et aucune des quatre républiques yougoslaves restantes n'a jamais exprimé son intention de rejoindre cette Yougoslavie. Ainsi, la Serbie et Monténégro sont convenus de former un nouvel État appelé la république fédérale de Yougoslavie, qui revendiquait la continuité de la république fédérative socialiste de Yougoslavie, se présentant comme son successeur. Cependant, la communauté internationale ne l'a pas permis, déclarant que l'héritage de la Yougoslavie devait être partagé par toutes les anciennes républiques et que ce nouvel État de Yougoslavie devait demander son admission dans les institutions internationales.
Le 3 mars 1992, l'indépendance de la Bosnie-Herzégovine a été déclarée sur la base des résultats du référendum.
Au lendemain du référendum, des barricades ont été érigées dans les rues de Sarajevo par les forces paramilitaires serbes et des coups de feu ont été échangés.
La Communauté européenne reconnaît la Bosnie en tant qu'État indépendant, le 6 avril 1992. Cette reconnaissance est suivie de celle des États-Unis. La Bosnie adhèrera le 22 mai 1992 à l'Organisation des Nations unies, avec la Croatie et la Slovénie.
Le 6 avril, la république serbe de Bosnie, l'entité des Serbes dirigée par Radovan Karadžić, déclare à son tour son indépendance, que la CEE refuse de reconnaître. Le conflit éclate officiellement.
La république serbe de Bosnie ne sera jamais reconnue en tant que telle par la communauté internationale. Si, à la suite des accords de Dayton, il existe dans les faits une république serbe de Bosnie, aucune personnalité morale de droit international n'a été reconnue à cette dernière.

## Tentatives de paix

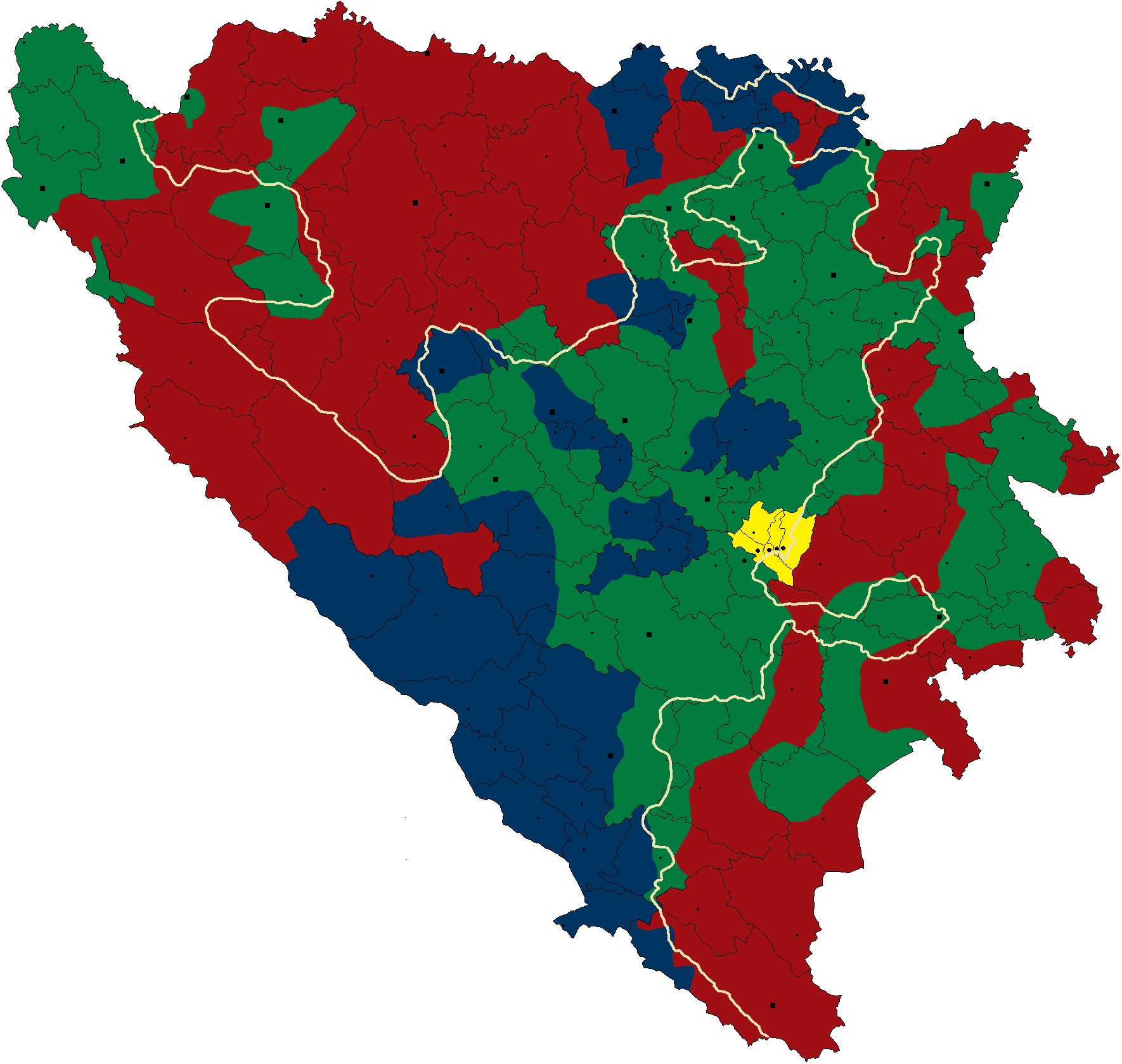
Plan de paix Carrington-Cutileiro
Serbes de Bosnie
Bosniaques
Croates de Bosnie

Quatre plans de paix ont été proposés avant et pendant la guerre de Bosnie par des diplomates de la Communauté européenne (CE) et l’Organisation des Nations unies (ONU) avant que le conflit ne soit réglé par les accords de Dayton en 1995. Dans tous les plans de paix, la Bosnie est proposée comme un État souverain dans son intégrité territoriale, mais ethniquement divisé. Cette ignorance de la multiethnicité avant même le début de la guerre a été bien accueillie par la Serbie et la Croatie, qui poussent les extrémistes serbes et croates de Bosnie à occuper par la force le plus de territoire possible, à le nettoyer ethniquement et à créer leurs propres États sur le territoire de la Bosnie.
Le plan Carrington-Cutileiro, également appelé accord de Lisbonne, est le résultat de la conférence de paix de la CE tenue en février 1992 dans le but d'empêcher la Bosnie-Herzégovine de sombrer dans la guerre. Il proposait un partage ethnique du pouvoir à tous les niveaux administratifs et la dévolution du gouvernement central aux communautés ethniques locales. Tous les districts de Bosnie-Herzégovine seraient classés comme bosniaques, serbes ou croates dans le cadre du plan, même lorsqu'aucune majorité ethnique n'était manifeste. Cette proposition de division ethnique convenait aux Serbes et aux Croates car ils la prônaient également, contrairement à la proposition bosniaque de survie de la communauté multiethnique telle qu'elle était jusqu'à présent. Entre-temps, le 3 mars 1992, la Bosnie-Herzégovine déclare son indépendance après un référendum organisé quelques jours plus tôt, les 29 février et 1er mars. Le 11 mars 1992, le parlement autoproclamé des Serbes de Bosnie rejette le plan de paix initial qui ne leur attribuait que les municipalités dans lesquelles ils étaient majoritaires, présentant sa carte qui revendiquait près des deux tiers du territoire de la Bosnie. Cutileiro a rejeté ce plan et présenté une deuxième proposition révisée. « Le diplomate portugais a suggéré que l'acceptation du projet par les musulmans était une condition préalable à la reconnaissance par la CE de l'indépendance de la Bosnie-Herzégovine ». Ainsi, sous la pression des négociateurs de la Communauté européenne, le président de la Bosnie Alija Izetbegović a été contraint d'accepter la proposition de cet accord afin de ne pas entraver la reconnaissance internationale de la Bosnie, qui était en cours. Les trois parties ont signé l'accord le 18 mars 1992, cependant, après consultation des dirigeants bosniaques, Izetbegovic a retiré sa signature et s'est déclaré contre toute division ethnique de la Bosnie. Le 6 avril 1992, la Communauté européenne et les États-Unis ont reconnu la Bosnie-Herzégovine en tant qu'État indépendant et, le 22 mai 1992, elle est devenue membre des Nations unies.

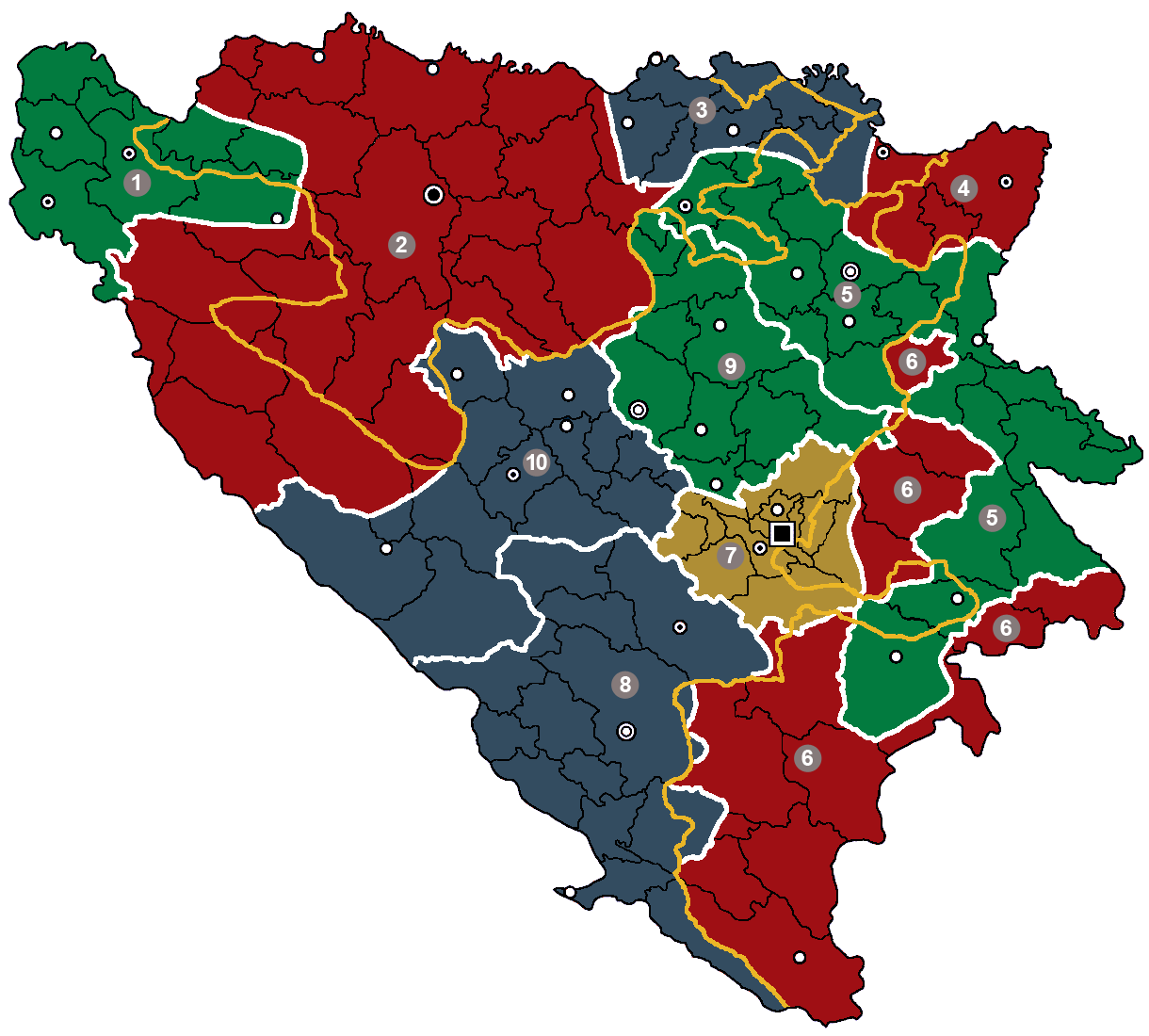
Plan de paix Vance-Owen

Le plan de David Owen et de Cyrus Vance connu sous le nom plan de paix Vance-Owen propose en janvier 1993 une partition de la Bosnie-Herzégovine en 10 régions semi-autonomes (« cantons »). Utilisant le terme « parties belligérantes », ce plan place l'autorité légale de l'État de Bosnie-Herzégovine au même niveau que les insurgés bosno-serbes et croates. Le gouvernement de ce pays internationalement reconnu était traité comme s'il ne représentait que des musulmans, bien qu'à l'époque il y ait des Serbes et des Croates de Bosnie parmi ses membres. Avec ce plan, les « cantons » de Bosnie orientale à majorité musulmane appartiennent aux Bosniaques, ce qui obligera les Serbes à abandonner leurs conquêtes en Bosnie orientale, et empêchera la réalisation d'une grande Serbie. Le 6 mai 1993, l'assemblée autoproclamée des Serbes de Bosnie a rejeté le plan.
« Encouragés par une communauté internationale prête à renier ses propres principes pour ne pas avoir à recourir à la force, Slobodan Milosevic et Franjo Tudjman appelèrent, le 16 juin 1993 à Genève, au partage de la Bosnie-Herzégovine en trois entités autonomes en vue de créer une union de trois républiques ». De cette façon, Milošević et Tuđman créeront un État islamique pour les musulmans bosniaques, même si tout au long du conflit, ils ont affirmé que c'est ce que veulent les Musulmans et ont justifié l'agression contre la Bosnie comme une lutte contre la création d'un État islamique en Europe. Alors que paradoxalement, ce sont les Bosniaques qui se battent pour une Bosnie multiethnique.

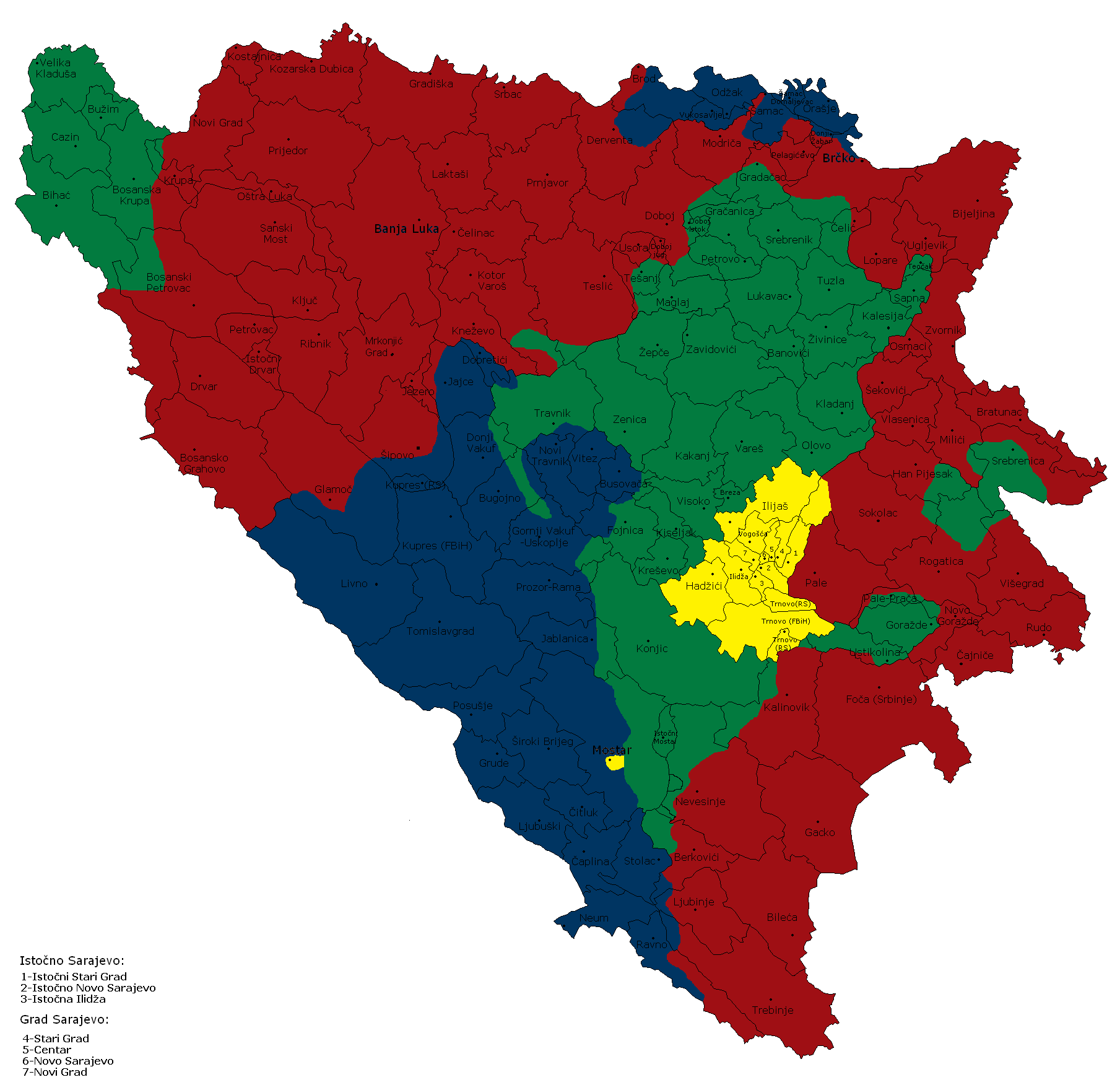
Plan de paix Owen-Stoltenberg

Sur cette proposition de partage de la Bosnie, le 30 juillet 1993, Owen-Stoltenberg ont présenté un nouveau plan de paix, proposant de diviser la Bosnie en trois républiques ethniques. Bien que l’ONU ait confirmé « le principe de l'inadmissibilité de l'acquisition de territoire par la force », Owen et Stoltenberg ont annoncé que dans la détermination des trois républiques, ils incluaient également les territoires conquis par les Serbes et les Croates, qui avaient une population majoritairement Musulmane. Ce plan remet en cause la survie de la Bosnie-Herzégovine, car il « prévoyait l’accession à l’indépendance des républiques constitutives […] et, permet à ceux qui veulent quitter l’union de le faire ». « L’idée du partage de la Bosnie—Herzégovine ainsi validée, les dirigeants serbes et croates ratifièrent le plan Owen-Stoltenberg. Slobodan Milosevic et Franjo Tudjman avaient gagné la partie de bras de fer dans laquelle ils avaient entraîné, à son insu, la communauté internationale. Les accords de Karadjordjevo prenaient forme, ceux conclus entre Mate Boban et Radovan Karadzic se concrétisaient ». Le Parlement bosniaque a refusé de signer le plan jusqu'à ce que l'OTAN soit chargée de sa mise en œuvre. Mais, les États-Unis refusent d'envoyer des troupes terrestres, et la négociation paralysée se termine par l'abandon du plan Owen-Stoltenberg.
En 1994, les États-Unis et la Russie ont rejoint les négociations. Les États-Unis, menaçant les Croates de sanctions des Nations unies pour les crimes commis en Bosnie, ont proposé de mettre fin à la guerre contre les musulmans, et en échange ils les aideraient à récupérer les territoires de Croatie occupés par les Serbes. Le18 mars 1994, l’accord de Washington (1994) sur un cessez-le-feu entre Bosniaques et Croates est signé, de sorte que les forces conjointes croato-musulmanes parviennent à récupérer une partie du territoire de Bosnie occupé par les Serbes. Au cours de l'année 1994, le Groupe de contact (Grande-Bretagne, France, Allemagne, Russie et États-Unis) a proposé un nouveau plan de division ethnique de la Bosnie, attribuant 49 % de la Bosnie-Herzégovine à la partie serbe et 51 % à la fédération croato-bosniaque. Ce plan a été rejeté trois fois par la partie serbe. Milošević, qui était le principal acteur en coulisses, a affirmé qu'il n'était pas contre le plan, mais que c'était les Serbes de Bosnie qui s'y opposaient.

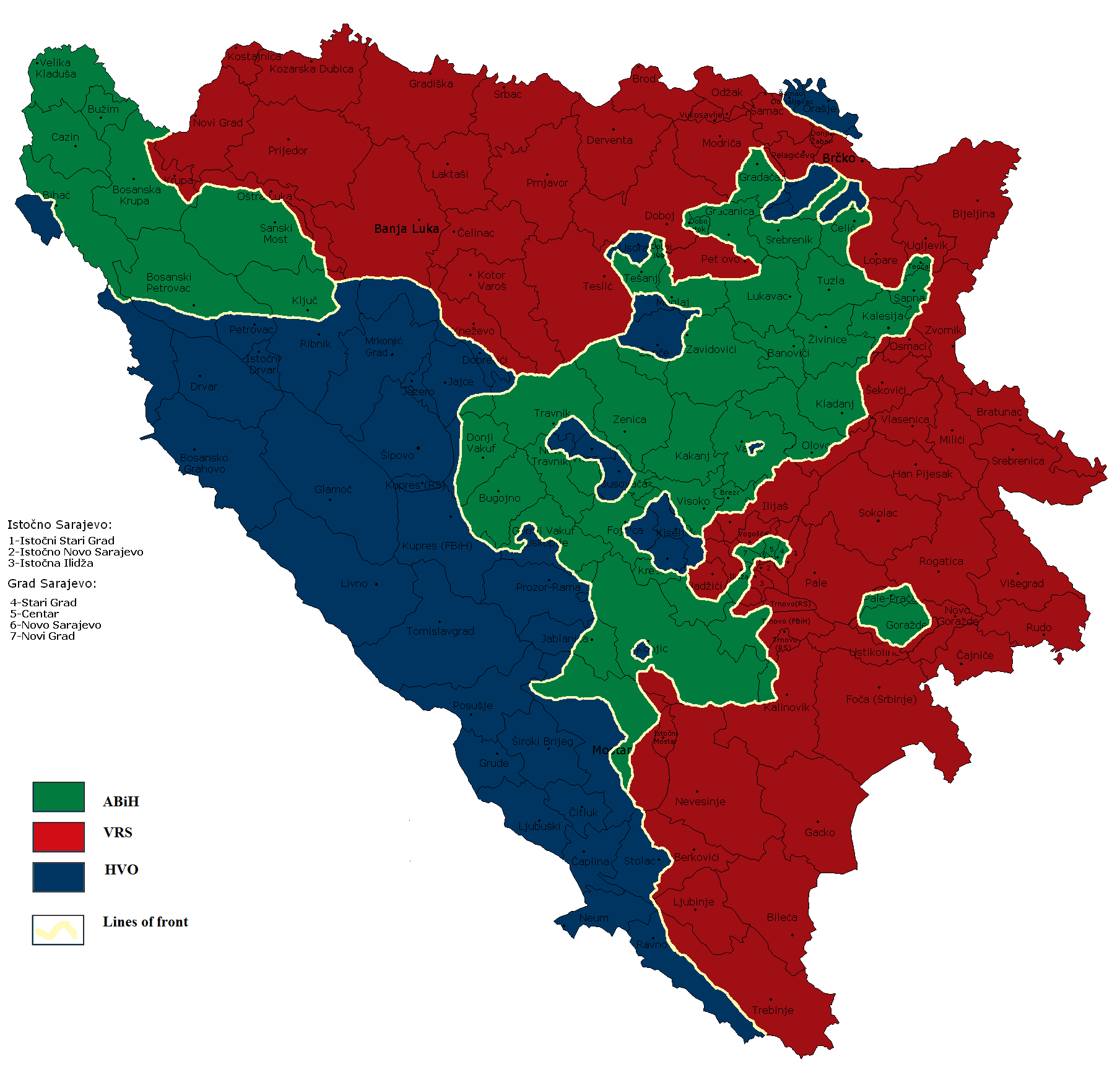
La situation avant les accords de Dayton

En réalité, les Serbes ont rejeté ce plan car il ne leur permettait pas d'avoir un territoire continu en raison de la présence d'enclaves musulmanes non occupées dans l'est de la Bosnie, qui ont été déclarées par l'ONU comme zones protégées pour la population civile. Ces enclaves étaient stratégiquement importantes et situées près de la frontière de la Serbie, avec laquelle les Serbes voulaient unir les territoires dans un nouvel État serbe. Certains indices suggèrent que la communauté internationale a officieusement autorisé les Serbes à occuper ces zones « qu'elles considéraient comme l'un des principaux obstacles à la paix, ». Ainsi, les enclaves de Srebrenica et Zepa ont été occupées par les Serbes et la communauté internationale n'a pas réagi bien qu'elle les ait proclamées zones protégées,. Les Serbes ont alors commis le massacre de la population civile de Srebrenica, qui a été confirmé plus tard par les tribunaux internationaux comme un génocide. Les forces croates, avec le soutien des États-Unis, ont récupéré les territoires de la Croatie qui étaient occupés par les Serbes dans l'opération Tempête. Les Serbes et les Croates ont obtenu ce qu'ils voulaient et les conditions ont été créées pour la signature de l'accord de paix. Bien que le plan du groupe de contact n'ait pas été accepté, les pourcentages de partage proposés pour la Bosnie ont été inclus plus tard dans l'accord de paix de Dayton.
Toutes les négociations et tous les plans n'ont servi qu'à gagner du temps pour occuper et nettoyer ethniquement les territoires que les Serbes considèrent comme les leurs afin de créer des États serbes en Bosnie (république serbe de Bosnie) et en Croatie (république serbe de Krajina). Les Croates firent de même, créant la république d'Herceg-Bosnie. La Communauté internationale (CI) ne les a pas empêchés. « Non seulement la CI n’a jamais rien fait pour s’y opposer, mais, bien que ne reconnaissant pas ces formations, elle n’a cessé de faire pression sur les États légalement reconnus pour les inciter à leur faire des concessions, se portant même garante d’accords par lesquels la souveraineté de ces États sur une partie de leur territoire se trouve limitée ».

## Forces armées

Logo de l’armée populaire yougoslave (JNA)

Avec l'effondrement de la Yougoslavie, les républiques devenues des pays indépendants ont constitué leurs propres armées régulières. La Croatie a formé l’Armée croate (HV), tandis que la république de Bosnie-Herzégovine a mis en place l'Armée de la république de Bosnie-Herzégovine (ARBiH). L’ancienne Armée populaire yougoslave (JNA), avec tout son arsenal, est devenue l’armée de Serbie qui lui sert à atteindre ses objectifs politiques.
En 1991, conformément aux plans visant à créer un État pour tous les Serbes, les Serbes de Croatie et de Bosnie, encouragés et soutenus par Slobodan Milošević, ont établi des régions autonomes serbes (SAO) sur le territoire de la Croatie et de la Bosnie, où la population était majoritairement serbe. Ces zones autonomes ont constitué la base de la création d'États serbes indépendants, qui seront intégrés à la Serbie et Monténégro, formant ainsi la Grande Serbie. Par l'intermédiaire du MUP de Serbie et de la JNA, Milošević les a massivement et secrètement armées. En Croatie, la république serbe de Krajina a été autoproclamée dans ces régions, et son armée de la république serbe de Krajina (SVK), a été formée.
Le 9 janvier 1992, la république des Serbes de Bosnie s'autoproclame en Bosnie dans les régions autonomes serbes, englobant de nombreuses municipalités à majorité musulmane. Avec le soutien de l'Armée populaire yougoslave (JNA) et de la Serbie, une guerre de conquête est déclenchée pour l'homogénéisation ethnique de ce territoire et son annexion à la Serbie. Dès avril 1992, la JNA et les paramilitaires occupent un grand nombre de municipalités à population majoritairement non serbe qui devaient faire partie de cette République serbe autoproclamée. À la suite de la reconnaissance internationale de la Bosnie-Herzégovine, la JNA est fictivement divisée en l'armée de la république serbe de Bosnie (VRS) et l'armée de Yougoslavie (VJ) en Serbie. Ces armées (initialement la JNA, qui est ensuite divisée en VRS et VJ), ainsi que l’armée de la république serbe de Krajina (SVK), les unités des forces spéciales de Serbie, les groupes paramilitaires et les forces dissidentes de la province autonome de Bosnie occidentale, constituent les principales forces serbes participant aux opérations militaires en Bosnie.
Conformément aux accords de partage de la Bosnie entre la Serbie et la Croatie à Karađorđevo et Graz, les extrémistes croates de Bosnie, incités par Franjo Tuđman dans le but de créer une Grande Croatie, ont également autoproclamé leur propre entité, nommée Herceg-Bosna, et créé leur armée Conseil de défense croate (HVO). Le HVO, avec le soutien de l'Armée croate (HV) et des unités paramilitaires, constituait les forces croates.
En raison de l'implication de la Serbie et de la Croatie avec leurs armées sur le territoire de l'État internationalement reconnu de Bosnie, ce conflit a un caractère international.
Ainsi, trois factions étaient en conflit sur le territoire bosnien: l'Armée de Bosnie-Herzégovine (ARBiH), seule armée légale défendant une Bosnie multiethnique et indivisible, était également la moins bien armée et faisait face à l'agression des forces armées serbes et croates.

### Forces de Bosnie-Herzégovine
L'intervention de la JNA en Croatie, la création de régions autonomes et l'armement massif des Serbes de Bosnie étaient des préparatifs évidents en vue de la guerre. Cependant, le gouvernement de Bosnie-Herzégovine était indécis quant à l'organisation de son armée, espérant qu'il n'y aurait pas de guerre en Bosnie et que l'Armée populaire yougoslave (JNA) se comporterait comme elle était organisée en Yougoslavie, en tant qu'armée de toutes les nations. Néanmoins, durant la dissolution de la Yougoslavie, la JNA s'est transformée en une armée serbe, prenant parti pour les Serbes, les armant et défendant exclusivement leurs intérêts.
Parallèlement, les Croates de Bosnie, armés et soutenus par la Croatie, formaient leurs propres forces armées. La population musulmane non protégée de Bosnie, livrée à la merci des forces serbes, a commencé à s'armer tardivement et de manière inefficace, car toutes les armes étaient sous le contrôle de la JNA serbe. De plus, l'ONU avait imposé un embargo sur l'importation d'armes.
Dès le début du mois d'avril 1992, avant même la création de l'armée de Bosnie, la JNA et les forces paramilitaires de Serbie ont attaqué de nombreuses villes bosniaques, que les plans serbes prévoyaient d'inclure dans le nouvel État serbe, même si elles étaient majoritairement musulmanes. C'est dans ce contexte qu'a émergé la Ligue patriotique, une formation armée qui, aux côtés de la Défense territoriale de Bosnie (TO), a tenté en vain de protéger les villes bosniaques contre cette agression préparée. Au cours du mois d'avril 1992, de nombreuses municipalités de Bosnie ont été occupées par les Serbes et soumises à un nettoyage ethnique,. La population musulmane a été expulsée, tuée ou emprisonnée dans des camps.

Logo de l'armée de la république de Bosnie-Herzégovine (ARBiH)

Le 6 avril 1992, la république de Bosnie-Herzégovine est reconnue en tant qu'État indépendant, et le 15 avril 1992, l'Armée de la république de Bosnie-Herzégovine (ARBiH) a été formée à partir de la Défense territoriale (TO) de Bosnie-Herzégovine, de la «Ligue patriotique», du MUP de Bosnie, de groupes paramilitaires et d'anciens membres de la JNA. Cette force militaire récemment constituée comptait environ 70 000 hommes. Cependant, seuls environ 44 000 d'entre eux étaient armés, avec seulement deux chars à leur disposition.
L’Armée de la république de Bosnie-Herzégovine était placée sous la direction et le commandement de la Présidence de Bosnie-Herzégovine en tant que son Commandement suprême. Le Commandement suprême comprenait un État-major et un gouvernement, au sein duquel se trouvait le mstinistère de la Défense.
C'était la seule armée légale en république de Bosnie-Herzégovine, et l'Organisation des Nations unies (ONU), dans sa résolution 752 de 15 mai 1992, a exigé l'arrêt de l'agression envers la Bosnie et que toutes les autres forces armées, y compris la JNA et l'armée croate (HV), soient considérées comme des formations illégitimes. Elles devaient rendre leurs armes et rejoindre l'ARBiH ou quitter le territoire de la Bosnie-Herzégovine. Cependant, cette exigence n'a pas été respectée, et tout au long de la guerre, les forces militaires de Serbie et de Croatie, ainsi que de nombreuses unités paramilitaires serbes de Serbie et de Bosnie, ont participé aux opérations de guerre en Bosnie.
Avec une composition multiethnique, l'Armée de la république de Bosnie-Herzégovine (ARBiH) a défendu une Bosnie indivisible et indépendante. Aux côtés des Bosniaques, de nombreux Serbes et Croates de Bosnie ont combattu contre l'agression des forces sécessionnistes serbes. Son commandant suprême était Sefer Halilović (Bosniaque), avec comme commandants adjoints Jovan Divjak (Serbe de Bosnie) et Stjepan Šiber (Croate de Bosnie). Le commandant de l'unité des forces spéciales du ministère de l'Intérieur était Dragan Vikić. Mais le plus grand problème était le manque d’armes, si bien que seulement la moitié des soldats étaient armés.
En 1991, la seule force armée organisée était l'Armée populaire yougoslave (JNA), devenue l'armée serbe : elle détenait quasiment l'intégralité des armements de l'ex-Yougoslavie, dont d'énormes quantités ont abouti aux mains des Serbes de Bosnie. Le 12 mai 1991, l'ONU a instauré un embargo sur les armes en territoire de l'ex-Yougoslavie, gelant ainsi l'avantage écrasant des Serbes en matière d'armement. Les États nouvellement reconnus, la Croatie et la Bosnie, ont dû rapidement établir leurs propres armées, mais cet embargo les a empêchés d'armer légalement leurs nouvelles forces. Les Serbes de Bosnie, disposant des armes de la JNA, n'ont même pas ressenti cet embargo, et tout au long de la guerre, des armes et des munitions sont arrivées de Serbie en violation de l'embargo. De leur côté, les Croates de Bosnie étaient armés depuis la Croatie, où des armes arrivaient illégalement en provenance des pays voisins. La Bosnie, encerclée par la Serbie et la Croatie qui cherchaient à la diviser, se trouvait dans une situation difficile. Étant la moins bien armée et incapable de se défendre contre une agression, elle a sollicité à plusieurs reprises l'ONU pour lever l'embargo sur les armes, afin de pouvoir s'armer légalement,.
Dans la résolution des Nations unies RES/48/88 du 29 décembre 1993, l’Assemblée générale « demande instamment au Conseil de sécurité d’envisager d’urgence, avec toute l’attention voulue, de ne plus appliquer à la république de Bosnie-Herzégovine l’embargo sur les armes… ». Aussi, la Commission des droits de l'homme des Nations unies dans son rapport « rappelle solennellement à la communauté internationale que l’embargo sur les armes actuellement imposé au Gouvernement de Bosnie-Herzégovine contribue gravement à la poursuite des violations des droits de l’homme et des principes humanitaires sur le territoire de la Bosnie-Herzégovine en faisant obstacle à l’exercice du droit de légitime défense par la république de Bosnie-Herzégovine ». Cependant, les Nations unies n'ont pas autorisé ce membre à s'armer pour assurer son droit à l'auto-défense, et elles ne l'ont pas défendu contre cette agression. Les États-Unis, ne voulant pas impliquer directement leurs forces dans le conflit, étaient en faveur de la levée de l'embargo sur la Bosnie. Cependant, les positions de l’Angleterre et de la France étaient opposées. Par conséquent, les États-Unis ont permis à la Bosnie de s'armer de manière non officielle pour sa défense, dans le but de pousser les Serbes à conclure un accord de paix. Ainsi, la Bosnie a été contrainte de violer l'embargo et de s'armer par l'intermédiaire de la Croatie, qui prélevait une commission de 50 %. Les armes et le soutien financier provenaient des pays islamiques, qui voulaient soutenir les musulmans de Bosnie menacés d'extermination. Cependant, cela n'a pas contribué à équilibrer le niveau des armements et, pendant toute la guerre, les Serbes sont restés nettement supérieurs en armements, notamment lourds.
Selon une estimation de la CIA datant de juillet 1993, l'ARBiH comptait environ 100 000 personnes dont seulement 40 000 à 50 000 étaient armées, quelques dizaines de chars et de pièces d'artillerie. L'armée faisait face à des problèmes de pénurie de fusils, de munitions et de fournitures médicales.
Au début du conflit, les forces croates de Bosnie ont combattu aux côtés des forces de Bosnie-Herzégovine contre l'agression serbe. En1992 et au début de 1993, Vance et Owen ont proposé un plan de paix pour une Bosnie-Herzégovine décentralisée, composée de dix provinces ethniques. Les Croates de Bosnie incités par Tuđman, ont interprété ce projet de manière erronée, y voyant une opportunité de créer un État ethnique croate en Bosnie, et ont précipité sa mise en œuvre unilatéralement,. Ils ont négocié la partition de la Bosnie avec les Serbes à Graz, trahissant ainsi leurs anciens alliés bosniaques, avec qui ils avaient combattu depuis le début de la guerre contre l'agression serbe. Ce conflit ouvert entre Croates et Musulmans a éclaté en Bosnie centrale, transformant progressivement l'ARBiH multiethnique en une armée dominée par les Bosniaques, qui étaient désormais les seuls à résister à deux ennemis dans le but de préserver une Bosnie unie.
En 1994, les États-Unis ont fait pression sur les Croates pour qu'ils s'unissent aux Bosniaques afin de mieux répondre à l'agression serbe et de parvenir rapidement à la paix. Tuđman a été contraint d'abandonner son projet de partage de la Bosnie avec les Serbes car il avait besoin de récupérer les territoires de Croatie conquis par les Serbes, ce qu'il a fait avec l'aide des États-Unis. C'est ainsi qu'est née la coalition croate-musulmane qui, avec le soutien des États-Unis, désormais mieux armés, a commencé à récupérer les territoires occupés par les Serbes en Bosnie. L'ARBiH, mieux organisée, comptait environ 200 000 soldats, dont seulement la moitié étaient armés, ainsi que 25 chars et 200 canons.
Après de nombreux massacres de Bosniaques, les attaques serbes contre les zones de sécurité pour les civils établies par les Nations unies et le génocide de Srebrenica, l'OTAN a bombardé les positions d'artillerie des Serbes de Bosnie dans le cadre de l'opération Deliberate Force. En octobre 1995, les forces croato-bosniaques ont repris 20 % du territoire du nord-ouest de la Bosnie occupé par les Serbes. Banja Luka, en tant que plus grande ville de cette région, était déjà menacée, mais les États-Unis ont arrêté l'offensive, ne souhaitant pas la défaite totale des Serbes, mais la signature de la paix.
Tout cela a contraint les Serbes à accepter les négociations, aboutissant à la signature de l'accord de paix de Dayton.

### Forces serbes
Les guerres en Croatie et en Bosnie ont été planifiées et dirigées depuis Belgrade, avec l'Armée populaire yougoslave (JNA) jouant un rôle central dans ces opérations militaires, bénéficiant de l'arsenal complet de l'ex-Yougoslavie. Sous le prétexte de défendre la Yougoslavie et les Serbes, la JNA et le ministère de l'Intérieur (Serbie) (MUP) ont activement contribué à la formation et à l'approvisionnement des forces armées serbes en Croatie et en Bosnie. À partir de 1991, la JNA réduit les effectifs de la défense territoriale (TO) dans les régions à majorité musulmane de Bosnie, confisque les armements de la TO Bosnie pour les transférer vers les zones majoritairement serbes, créant ainsi une défense territoriale distincte pour les Serbes en Bosnie. Avec le retrait de la JNA de Slovénie, de Croatie et de Macédoine, la plupart des armes retirées ont été distribuées aux Serbes de Bosnie. De plus, les usines d'armement en Bosnie qui étaient sous le contrôle de la JNA ont été remises aux Serbes de Bosnie ou démantelées et transférées en Serbie.
Grâce à leur supériorité en termes d'armement, la JNA et les paramilitaires serbes ont rapidement conquis 30 % du territoire croate et 70 % de la Bosnie au début du conflit.

Logo de l'armée de Yougoslavie (VJ)

Après la création de la république serbe de Krajina en Croatie, l'Armée populaire yougoslave (JNA) s'est retirée en janvier 1992 de la Croatie, qui a été reconnue comme un État indépendant. Cependant, certaines unités de la JNA sont restées en Croatie, rebaptisées unités de police spéciales serbes de la Krajina croate. Le 27 novembre 1992, en collaboration avec la TO Krajina et des unités paramilitaires, elles ont formé l'armée de la république serbe de Krajina (SVK). Cette nouvelle force comptait environ 62 000 soldats et a pris part aux combats dans le nord-ouest de la Bosnie.
En Bosnie, les unités de la JNA, accompagnées de groupes paramilitaires serbes, ont occupé de nombreuses villes en avril 1992, pris des positions stratégiques, et préparé le siège d'importants centres urbains, y compris la capitale Sarajevo. La population civile, non préparée à la guerre et faiblement armée, n'a pas été en mesure d'opposer une résistance significative à l'armée professionnelle de la JNA. Tout cela s'est produit avant même la formation de l'armée de la république de Bosnie-Herzégovine (ARBiH) et l'armée de la république serbe de Bosnie (VRS).
Face à la faible réponse à la mobilisation, la JNA s'est retrouvée contrainte de recruter des groupes paramilitaires et des volontaires, lesquels ont perpétré les crimes les plus graves lors des opérations de nettoyage ethnique dans ces zones.

Logo de l'armée de la république serbe de Bosnie (VRS)

Après la reconnaissance internationale de la Bosnie en avril 1992, la communauté internationale a exigé que la JNA, en tant qu'armée étrangère, se retire du territoire d'un État internationalement reconnu, la Bosnie. Cependant, Milošević avait déjà anticipé cette situation en divisant fictivement la JNA en deux parties. Une partie de la JNA stationnée en Bosnie, avec de nombreux soldats d'origine serbe de Bosnie, a été renommée VRS, tandis que l'autre partie en Serbie est devenue la armée de Yougoslavie (VJ). Les troupes de la JNA présentes en Bosnie comprenaient 100 000 à 110 000 soldats, dont un petit nombre s'est retiré en Serbie, tandis que 80 000 soldats, avec toutes leurs armes, sont restées en Bosnie. Le 12 mai 1992, elles ont été rebaptisées VRS, devenant ainsi l'armée des Serbes de Bosnie. Cette manœuvre visait à la présenter comme l'armée du peuple serbe en Bosnie, tout en dissimulant l'implication de la Serbie,.
À la suite de ce retrait fictif de la JNA de Bosnie, l'agression contre la Bosnie a continué avec la même armée, les mêmes objectifs et le même commandement à Belgrade,. Au sein de cette nouvelle force, la Défense territoriale serbe de Bosnie, composée d'environ 60 000 personnes, a également été intégrée.
La JNA était la seule dans cette région de l'ex-Yougoslavie à posséder et à utiliser des avions. En se transformant en Bosnie en Armée serbe (VRS), qui dispose désormais officiellement d'énormes quantités d'armes lourdes et d'avions, la JNA a également miné des aéroports qui ne se trouvent pas sur le territoire contrôlé par les Serbes.
De nombreuses forces serbes ont participé à des opérations militaires pendant la guerre en Bosnie, notamment la JNA, la VRS, la VJ, les unités spéciales du ministère de l'Intérieur (Serbie), les forces paramilitaires de Serbie, le MUP serbes de Bosnie (environ 15 000 effectifs) et les unités paramilitaires serbes de Bosnie, l'armée de la république serbe de Krajina (62 000 soldats), et à partir de 1993, les forces dissidentes de la province autonome de Bosnie occidentale (environ 5 000 effectifs).
Le 7 juin 1994, lors d'une session du Conseil de Défense suprême de la RFY, le général Momčilo Perišić a informé : « Vous devriez savoir, et cela ne figure pas dans le rapport, qu'en Republika Srpska, nous soutenons et payons pour 4 173 personnes, soit 7,42 % de la VJ, et dans la république serbe de Krajina, 1 474 personnes, soit 2,62 % de la VJ ; cela fait un total de 5 647 personnes ».
Ces forces totalisaient 200 000 à 250 000 soldats,, équipés de 500 chars, 800 véhicules blindés de combat, de milliers d'armes lourdes, ainsi que de 20 avions et 30 hélicoptères.
À la fin de la guerre, leur effectif était réduit à environ 155 000 à 185 000 soldats.

### Forces croates

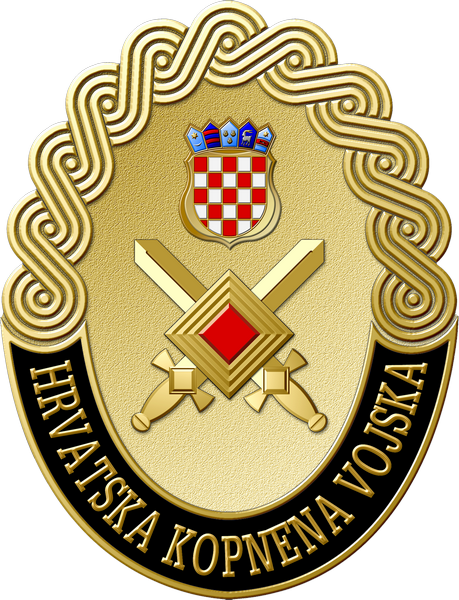
Logo de l'Armée croate (HV)

Le 18 novembre 1991, à la suite de la création de la SAO par les Serbes de Bosnie, les Croates de Bosnie ont unilatéralement proclamé la communauté croate d'Herceg-Bosna dans les régions où ils constituent la population majoritaire. L'organisation militaire et l'armement des Croates de Bosnie ont débuté à la fin de 1991, pendant la guerre de Croatie, et le 8 avril 1992, le Conseil de défense croate (HVO) a été formé en tant que principale formation militaire de la communauté croate d'Herceg-Bosnie. Il a combattu initialement aux côtés de l'ARBiH contre l'agression serbe en Bosnie.

Logo de l'armée croate de Bosnie (HVO)

En 1993, les extrémistes bosno-croates, soutenus par Tuđman, se sont alliés aux Serbes dans leur désir de diviser la Bosnie, déclenchant ainsi la guerre croato-bosniaque. La communauté croate s'est transformée en république croate d'Herceg-Bosna le 28 août 1993, sans proclamer toutefois son indépendance de la Bosnie-Herzégovine. Cette guerre croato-bosniaque a perduré jusqu'à l'accord de Washington du 18 mars 1994, date à laquelle la république croate d'Herceg-Bosna a été intégrée à la fédération de Bosnie-Herzégovine.
Les forces croates engagées dans la guerre en Bosnie, en plus du HVO, comprenaient l'armée croate (HV), les Forces de défense croates (HOS) (qui a ensuite été intégré au HVO), des unités spéciales et des groupes paramilitaires. Les forces HVO et HV étaient placées sous la direction et le commandement du président de la république de Croatie, qui était également le Commandant suprême des forces armées.
Selon un rapport des Nations unies, l'armée régulière croate de Bosnie est composée de 21 brigades qui comprennent entre 60 000 et 70 000 hommes répartis dans quatre groupes opérationnels. D'autres sources estiment un nombre légèrement inférieur, entre 45 000 et 50 000 soldats, tandis que l'édition de The Military Balance pour 1993-1994 indiquait que le HVO disposait d'environ 50 chars de combat, principalement des T-34 et T-55, ainsi que 500 pièces d'artillerie de différents types.
Le HVO était armé et soutenu financièrement par la Croatie, et l'armée croate (HV) elle-même a activement participé à la guerre en Bosnie. La plupart des officiers du HVO étaient en réalité des officiers de la HV, et on estime qu'entre 15 000 et 20 000 soldats de la HV étaient présents en Bosnie-Herzégovine,.

### Paramilitaires
De nombreuses formations paramilitaires ont participé aux guerres dans ces régions. Selon un rapport de l'ONU, 56 groupes paramilitaires se sont battus pour les républiques serbes autoproclamées ; 13 en faveur des Croates ; et 14 en faveur des Bosniaques. Le nombre de combattants paramilitaires du côté des républiques serbes autoproclamées variait de 20 000 à 40 000 ; entre 12 000 et 20 000 soutiennent les Croates ; et 4 000 à 6 000 se sont battus pour soutenir la Bosnie-Herzégovine.
Les formations paramilitaires serbes étaient les plus nombreuses et ont joué un rôle crucial, aux côtés de l’Armée populaire yougoslave (JNA) et des unités spéciales de Serbie, dans l'occupation des villes bosniaques et leur nettoyage ethnique.
Dès le début de 1991, Milošević avait annoncé la création d'une nouvelle milice et de formations appropriées qui défendront les intérêts de la Serbie et du « peuple serbe hors de Serbie ». Ces unités paramilitaires ont été les instigatrices et les principales actrices de la guerre, maintenant un haut degré d'autonomie et étant gérées par le département de la sécurité de l'État de Serbie,,. Bien qu'elles aient été présentées comme des formations irrégulières composées spontanément de volontaires, sans système de commandement clair, en réalité, elles étaient organisées, entraînées et armées par le MUP de Serbie et la JNA,.
Le général de la JNA, Milutin Kukanjac, a reconnu qu'en mars 1992, « la JNA et le SDS avaient armé 69198 Serbes, pour la plupart des volontaires qui n’appartenaient ni à la TO ni à la JNA ».
Ces unités ont commis les crimes les plus odieux et ont forcé la population à quitter ces territoires où elle avait vécu pendant des siècles, pour ne jamais y revenir. Bien que la Serbie ait affirmé ne pas y participer et qualifié la situation de guerre civile, elle a rejeté la responsabilité des crimes sur les acteurs locaux.
Parmi les unités irrégulières les plus importantes figuraient les unités spéciales de Serbie : les « Bérets rouges » (Knindže) de Dragan Vasiljković, Garde des volontaires serbes (Tigres d’Arkan), et Skorpions, organisées et dirigées par le MUP de Serbie. Vojislav Šešelj a déclaré après l'occupation de la ville de Zvornik: « Les forces serbes de Bosnie ont participé. Mais les unités spéciales et les meilleures unités de combat venaient de Serbie. Il s'agissait d'unités de bérets rouges - des unités spéciales du ministère serbe de l'intérieur à Belgrade. L'armée s'est engagée dans une faible mesure - elle a fourni un soutien d'artillerie en cas de besoin. L'opération était préparée de longue date »,.
Les partis ultranationalistes en Serbie, tels que le Parti radical serbe (SRS) de Vojislav Šešelj, le Mouvement serbe du renouveau (SPO) de Vuk Drašković, et le « Renouveau national serbe » (SNO) de Dragoslav Bokan, ont servi de source de recrutement de combattants, complétés par le personnel local en Bosnie. Ainsi, des formations paramilitaires « Chetnik » ont été créées en Serbie, comme les « Šešeljevci », les « Aigles blancs », les « Guêpes jaunes » et la « Garde serbe »,. Les « Martićevici » de la Krajina serbe en Croatie ont également participé, tandis que les Serbes de Bosnie ont formé leurs groupes paramilitaires tels que la « Garda Panteri » de Mauzer, les « Loups de la Drina » et d'autres, en plus des formations chetniks locales. Toutes ces unités étaient armées par la JNA et opéraient sous son commandement. Ainsi, avec la JNA, elles ont participé aux opérations militaires d'occupation et de nettoyage ethnique des villes bosniaques en 1992, commettant les crimes les plus cruels.
Les Bosniaques ont mis en place des groupes paramilitaires de défense civile composés de volontaires pour protéger la population avant la création de l'armée de la république de Bosnie-Herzégovine (ARBiH). Ainsi, la Ligue patriotique (PL) et la Défense territoriale de Bosnie (TO) ont agi en tant que forces de défense régulières, tandis que divers groupes paramilitaires tels que les « Bérets verts » (Zelene beretke) et les « Cygnes noirs » (Crni Labudovi) ont également été formés et ont été responsables de certains crimes de guerre. Des groupes locaux irréguliers ont également émergé dans les villes, comprenant des criminels tels que les gangs urbains (mahalske bande) : Juka Prazina, Mušan Topalović (Caco), Ramiz Delalić (Ćelo). Bien qu'elles aient joué un rôle initial dans la défense du siège de Sarajevo, ces forces ont également commis divers crimes de guerre et se sont impliquées dans des extorsions, des vols et d'autres actes de violence contre des civils. Lors de la création de l’ARBiH, toutes les formations paramilitaires ont été intégrées dans cette armée régulière de la république de Bosnie-Herzégovine ou ont été dissoutes.
La formation paramilitaire croate la plus nombreuse était le « Hrvatske odbrambene snage » (HOS), qui a combattu aux côtés de l'ARBiH au début de la guerre. Bien que le HOS ait affirmé lutter pour une Bosnie indivisible et unie contre l'agression serbe, sa véritable politique sous-jacente visait à annexer l'ensemble de la Bosnie à la Grande Croatie. Cependant, en raison de leur puissance armée et de leur succès dans le combat, certains musulmans les ont rejoints non pas en soutien de la Grande Croatie, mais plutôt pour obtenir des armes et unir leurs forces contre l'agression serbe. Fin 1992, son commandant, Blaž Kraljević, a été tué par la police spéciale croate. À la suite de cela, le HOS a été dissout, et une partie de ses membres a rejoint le HVO. D'anciens compagnons d'armes, ils sont devenus ennemis des Bosniaques et ont commis de nombreux crimes contre eux dans la région de Mostar ainsi que dans le camp de prisonniers de Dretelj. Outre le HOS, des unités paramilitaires comme « Maturice », « Apostoli », « Domobrani », des unités spéciales telles que les « Jokeri », « Vitezovi » et le « Kažnjenička Bojna » (traduit en français le « bataillon des condamnés ») ont participé au soutien des forces croates et ont commis le plus de crimes du côté croate.

#### Volontaires et mercenaires étrangers
La guerre de Bosnie a attiré des combattants étrangers et des mercenaires motivés par la religion, l'ethnie ou l'argent. Les Serbes de Bosnie ont été soutenus par des pays orthodoxes, les Bosniaques par des pays musulmans, et les Croates de Bosnie-Herzégovine par des pays catholiques. Leur importance a été exagérée par la propagande, mais ces combattants représentaient moins de 1 % des effectifs militaires et leur influence est restée limitée. Malgré certains crimes, le Tribunal pénal international pour l'ex-Yougoslavie (TPIY ) n'a inculpé aucun volontaire étranger, à l'exception du néo-nazi suédois Jackie Arklöv, qui a combattu pour l'armée croate.
Les Serbes de Bosnie ont été soutenus par des volontaires et des mercenaires en provenance de divers pays, dont la Russie, l'Ukraine, la Roumanie et la Grèce.
La faction russe, la plus grande et la plus influente, opérant sous des unités organisées connues sous le nom de RDO (Русский Добровольческий Отряд), ou « unité des volontaires russes », a joué un rôle majeur. En septembre 1992, le premier détachement de volontaires russes (RDO-1) a été formé à Trebinje, en Herzégovine, par un groupe de volontaires de Saint-Pétersbourg, opérant au sein d'une unité serbo-russe. Le RDO-2, surnommé les « Loups royaux » a participé à l'occupation et au nettoyage ethnique de Višegrad, ainsi qu'à des opérations en 1993 à Priboj et dans la banlieue de Sarajevo. Dissous en août 1993, le RDO-2 a été remplacé à l'automne par le RDO-3, composé d'anciens combattants et de nouveaux volontaires, basé dans la banlieue sud-est de Sarajevo et intégré au « détachement Tchetniks de Novo Sarajevo ».
Une unité de volontaires russes, composée de centaines de cosaques appelée la Première Centaine de Cosaques, ainsi que des mercenaires russes, surnommés « kontraktniki », ont été recrutés. Ces anciens combattants de la guerre en Afghanistan étaient rémunérés en fonction du territoire conquis, certains servant même comme pilotes pour les Serbes de Bosnie. Bien que diverses sources estiment leur nombre à plusieurs milliers, ils étaient probablement entre 500 et 1 500, le Tribunal de La Haye évaluant leur effectif entre 529 et 614.
Toutes ces unités ont opéré principalement dans l'est de la Bosnie avec les forces de la VRS de 1992 à 1995, commettant divers crimes, dont des meurtres de masse, des viols et des vols,. Les 49 volontaires et mercenaires russes sont morts en Bosnie, et 29 d'entre eux ont reçu à titre posthume l'ordre de Miloš Obilić de la république serbe de Bosnie.
Un monument à leur mémoire a été érigé à Višegrad, ce qui est considéré comme une provocation par l'association des victimes de guerre, étant donné que 3 000 Bosniaques ont été tués à Višegrad, dont 600 femmes et 100 enfants. Des volontaires serbes de la diaspora, comme Milorad Ulemek, Dragan Vasiljković (« capitaine Dragan »), ont également combattu aux côtés des Serbes. Ulemek a rejoint la Garde des volontaires serbes d’Arkan, tandis que Vasiljković a dirigé les « Bérets rouges ». Ces unités spéciales, organisées par le ministère de l'Intérieur (Serbie) sous Jovica Stanišić, ont combattu en Croatie et en Bosnie-Herzégovine et formé des unités paramilitaires. Des volontaires grecs, sous le nom de Garde volontaire grecque, dont certains membres du parti néo-nazi Aube dorée (Grèce), ont participé au génocide de Srebrenica, où ils ont été filmés brandissant le drapeau grec,.
Les Bosniaques ont bénéficié du soutien financier et militaire des pays islamiques. Bien qu'ils aient déjà un nombre suffisant de combattants, cette aide a également entraîné l'arrivée de volontaires « Moudjahidines » en Bosnie à la fin de 1992. Originaires d'Afghanistan, de Turquie, d'Iran et du Pakistan, ces volontaires se sont mobilisés pour aider les Bosniaques confrontés à la menace d'extermination. Reconnaissables par leur apparence, leur langue et leurs méthodes, ils ont d'abord apporté une aide humanitaire aux musulmans assiégés par les forces serbes. Lorsque le conflit entre l'ARBiH et le HVO, a éclaté, un détachement indépendant appelé « El Moudjahid » a été formé à partir de ces volontaires, qui ont combattu aux côtés de l'ARBiH contre les forces croates et serbes. Malgré des tentatives de recrutement local, leur influence est restée limitée, car leur fanatisme et leur vision extrême de l'Islam contrastaient avec la laïcité des musulmans bosniaques. Bien que ces volontaires aient symbolisé un soutien du monde musulman, leur contribution militaire en Bosnie a été restreinte et a surtout engendré des problèmes politiques. La Croatie et la Serbie ont exploité leur présence pour alimenter la propagande affirmant que les Bosniaques cherchaient à créer un État islamique en Europe, justifiant ainsi leurs agressions. Certains militaires et intellectuels bosniaques étaient préoccupés par l'arrivée de ces volontaires, qui entraient en Bosnie via la Croatie, souvent avec la complicité de la communauté croate. Selon le général Stjepan Šiber, l'officier d'origine croate ayant le grade le plus élevé au sein de l'ARBiH, cette infiltration aurait été orchestrée par Franjo Tuđman pour justifier l'intervention croate et détourner l'attention des crimes commis par les forces croates. La propagande serbe et croate a diffusé de fausses informations pour attiser la haine anti-musulmane, qualifiant dès 1992 les non-Serbes de « Moudjahidines », bien que ces derniers n'étaient pas encore présents en Bosnie. Les Croates ont exploité cette prétendue présence pour justifier des attaques contre des civils, comme à Gornji Vakuf, où un commandant de l'ONU a affirmé qu'il n'y avait aucun « saint guerrier » musulman. Cette propagande a perduré après la guerre, même parmi des figures publiques comme la présidente croate Kolinda Grabar-Kitarović, qui a affirmé en 2017 que la Bosnie-Herzégovine abritait des milliers d'islamistes radicaux. Ces déclarations ont été reprises par les médias croates, qui ont parfois fabriqué des preuves pour soutenir ces accusations. Les responsables bosniens ont rejeté ces allégations, suggérant même que les services secrets croates auraient pu orchestrer un faux acte terroriste pour légitimer ces déclarations. Certains journaux mondiaux en quête de sensation, ainsi que la presse d'extrême droite, ont rapporté qu'il y avait des milliers de ces volontaires, alors qu'en réalité, « le chiffre le plus exact se situe entre 400 et 600 » . Les Moudjahidines sont responsables de certains crimes de guerre, notamment des meurtres et des actes de torture contre des soldats et des civils serbes et croates, mais le TPIY n'a inculpé aucun mercenaire étranger. Bien que ces volontaires ne fassent pas officiellement partie de l'ARBiH, certains officiers bosniaques ont été condamnés par le TPIY pour ne pas avoir suffisamment agi pour prévenir leurs crimes. Après la guerre, bien que certains d'entre eux soient restés en Bosnie, la majorité a été expulsée sous la pression américaine.
Les Croates de Bosnie ont reçu un soutien de la part de volontaires et de mercenaires originaires des pays chrétiens occidentaux. En plus de l'appui de la Croatie et de son armée, ils ont bénéficié d'une assistance financière et de volontaires issus de l'émigration.
Les volontaires étrangers ont pris part aux formations croates, que ce soit au sein des Forces de défense croates (HOS), de la Conseil de défense croate (HVO), ou, à partir de 1992, de l'armée croate (HV) déployée en Bosnie.
Des volontaires d'extrême droite, principalement d'Allemagne et d'Autriche, ont rejoint les Forces de défense croates (HOS). Certains néo-nazis étaient probablement membres de la 1ère brigade de la garde « Baron Trenck », une unité d'extrémistes des pays germanophones. Des membres de l'UNA-UNSO ont également pris activement part aux conflits, combattant du côté croate comme du côté serbe.
Des volontaires en provenance des Pays-Bas, des États-Unis, de l'Australie, de l'Espagne, de la Pologne, de la Suède et de la Hongrie ont été regroupés dans la 103e brigade d'infanterie (Internationale croate), tandis que des Britanniques, des Français, des Tchèques et des Canadiens ont servi dans la 108e brigade du HVO.
Ces formations ont été impliquées dans de nombreux crimes en Bosnie. L'un des cas notables est celui du Suédois Jackie Arklöv, condamné par la justice bosnienne pour des crimes commis contre les Bosniaques dans les camps croates de Dretelj et Gabela.

## Déroulement de la guerre
La désintégration de la Yougoslavie a été exploitée comme une opportunité pour créer les États nationaux élargis et ethniquement homogènes de la Grande Serbie et de la Grande Croatie. Dans la mise en œuvre des plans de création de la Grande Serbie, l’Armée populaire yougoslave (JNA), devenue l'armée serbe, a été l'actrice principale des opérations militaires visant à occuper les territoires revendiqués par les Serbes. Les guerres sur le territoire de l’ex-Yougoslavie ont été menées successivement par la JNA. Ainsi, après un bref conflit en Slovénie, la JNA s'est concentrée sur la guerre en Croatie et, après la fin du conflit en Croatie, elle a retiré ses troupes en Bosnie. À la fin de 1991, les Serbes de Bosnie ont formé des régions autonomes serbes avec leurs propres institutions parallèles du futur État serbe sur le territoire de la Bosnie qui serait annexé à la Serbie. Ils étaient armés depuis la Serbie en préparation de la guerre en Bosnie selon le plan RAM, tandis que la JNA préparait le siège de villes importantes et occupait des zones stratégiques.

### 1992
Le 9 janvier 1992, avant le référendum sur l'indépendance de la Bosnie-Herzégovine, la république serbe de Bosnie s'est autoproclamée sur le territoire qu'elle considérait comme sien, comprenant un grand nombre de municipalités à population non serbe.
Les conflits armés en Bosnie-Herzégovine ont commencé avant même le début officiel de la guerre. Ainsi, en novembre 1991, le village de Ravno, dans l'est de l'Herzégovine, a été détruit par la JNA et, en mars, des combats ont éclaté à Bosanski Brod sur la rive droite de la Save, où la JNA et des formations paramilitaires serbes d'une part et les forces croato-musulmanes de l'autre se sont affrontées. Au cours du mois de mars, des tirs sporadiques ont éclaté à Goražde, Kupres, Mostar et Derventa.
Le 1er avril 1992, des unités spéciales (Garde des volontaires serbes) de la Serbie, sous la direction de Željko Ražnatović (Arkan), ont attaqué Bijeljina. Elles ont rapidement écrasé la faible résistance des quelques membres de la « Ligue Patriotique », mal armée, ce qui a été suivi d'une série de crimes, notamment de meurtres aléatoires de civils musulmans. Entre-temps, l'Armée populaire yougoslave (JNA) a encerclé la ville, se rangeant ouvertement du côté des Serbes, après quoi le président de la Bosnie-Herzégovine, Izetbegović, a pris la décision de mobiliser les forces de défense territoriale de Bosnie.
Le 6 avril 1992, la Bosnie a été reconnue comme un État indépendant, et cette date a servi de faux prétexte pour déclencher la guerre qui avait été planifiée six mois plus tôt.

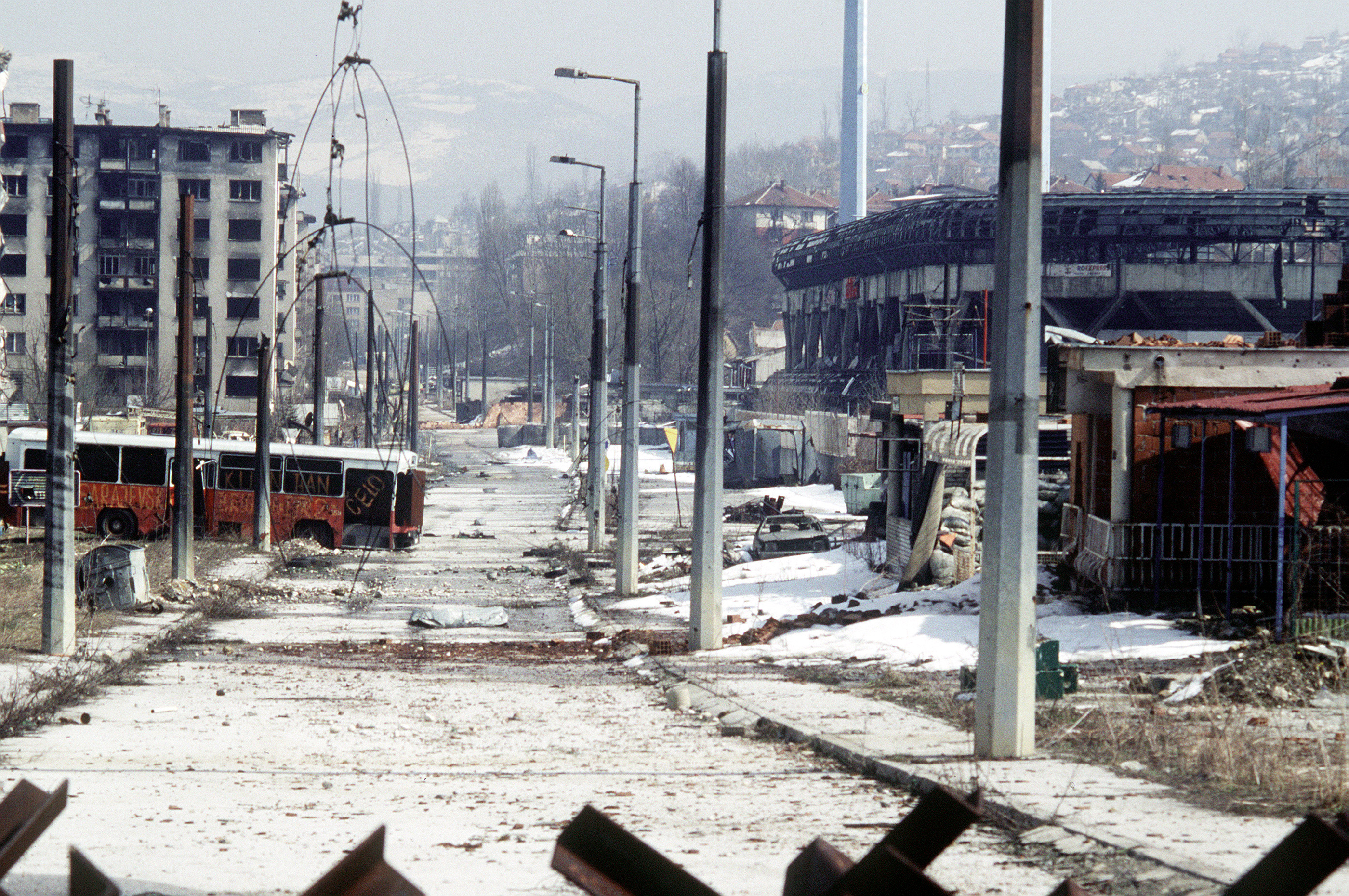
Destruction de Sarajevo assiégée

Le siège et l'attaque, déjà préparés par la JNA contre Sarajevo et d'autres villes stratégiquement importantes, ont débuté immédiatement. L'objectif de la JNA et des paramilitaires serbes était de prendre le contrôle de la capitale et d’occuper toutes les institutions de l’État. Ils ont commencé à ériger des barricades dans la ville, tandis que de nombreux tireurs d’élite opéraient simultanément dans la ville, cherchant à semer la panique et à paralyser la vie quotidienne. La «Ligue patriotique» et la défense territoriale ont réagi en parvenant à dégager le centre-ville et à établir des routes intérieures, alors que la JNA se déplaçait vers des positions préalablement préparées sur les collines entourant la ville et commençait à bombarder la ville sans discernement. Commence alors le siège de Sarajevo, considéré comme le plus long de l’Europe moderne. Les convois transportant de la nourriture et des médicaments ont été bloqués sur les routes, l'eau et l'électricité ont été coupées, et les massacres de civils par des bombardements aveugles sont devenus monnaie courante au cours des quatre années suivantes,. Plus tard, en mai 1992, la JNA a changé son nom en VRS, et le siège s'est poursuivi aux mêmes positions avec les mêmes armes.
Le 25 août 1992, la Bibliothèque nationale et universitaire de Bosnie-Herzégovine à Sarajevo, l'un des bâtiments les plus beaux et les plus représentatifs de la période austro-hongroise en Bosnie-Herzégovine, a été bombardée et incendiée par les forces serbes. Deux millions de livres ont été brûlés, représentant environ 90 % de la collection de livres et de documents témoignant de l'histoire de la Bosnie-Herzégovine,.
En même temps, dès le début du mois d'avril, des attaques ont eu lieu sur d'autres villes où les Serbes étaient en minorité mais qui étaient censées faire partie du nouvel État serbe en Bosnie. Ces opérations ont été menées par la Armée populaire yougoslave (JNA), des unités spéciales et des formations paramilitaires des Chetniks de Šešelj de Serbie, et des groupes paramilitaires locaux,. Ainsi, courant avril et avant même la formation de l’Armée de la république de Bosnie-Herzégovine (ARBiH) de nombreuses villes à majorité musulmane ont été occupées, sans que la population civile non armée puisse opposer une résistance significative. À l'est de la Bosnie, sur les rives de la Drina, près de la frontière avec la Serbie, sont occupées : Zvornik, Višegrad, Foča, Bratunac, Vlasenica, Rogatica,, ; et dans la partie occidentale de la Bosnie : Prijedor, Doboj, Brčko, Donji Vakuf, Bosanska Krupa. Dans le sud-est de la Bosnie, la JNA a commencé l'attaque et le siège de Mostar. Des municipalités de composition ethnique mixte ont également été attaquées, tandis que dans celles où les Serbes étaient majoritaires (comme Banja Luka), de grandes batailles ont été évitées, mais leur population non serbe a été expulsée. D'autres villes stratégiquement importantes ont également été attaquées et occupées en avril, comme Kupres ou Bosanski Brod, qui était majoritairement peuplée de Croates de Bosnie.

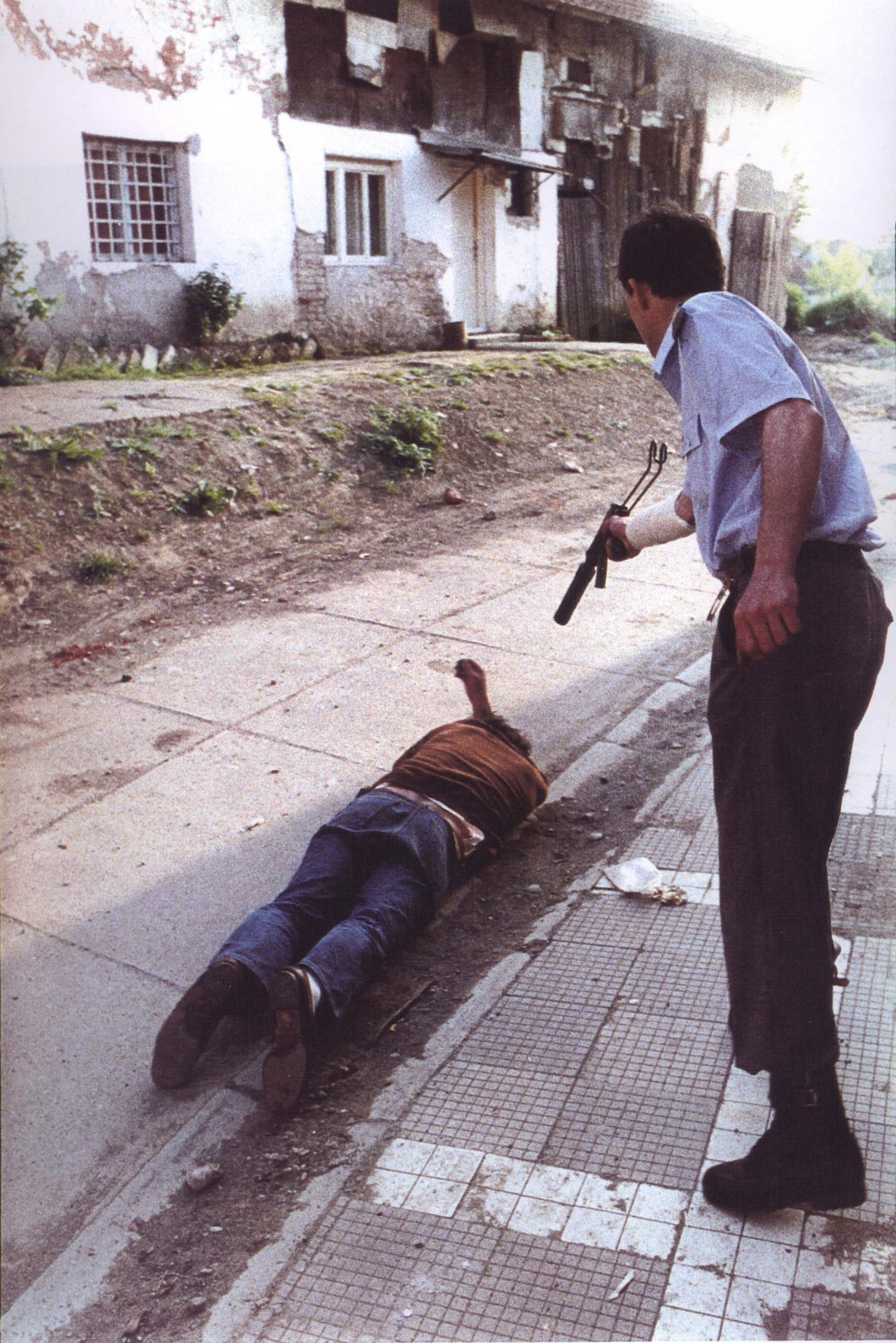
Goran Jelisić exécute un civil bosniaque à Brčko en 1992

Dans les territoires occupés, la population civile non serbe a été pillée, déportée, violée et massacrée.
À Prijedor, 47 000 habitants non-serbes ont été expulsés, et 23 000 d'entre eux ont été détenus dans des camps de concentration.
Plus de 3 000 Bosniaques, pour la plupart des civils, ont été tués.
Les civils étaient forcés d'afficher un drapeau blanc sur leur maison et de porter un ruban blanc lorsqu'ils se déplaçaient,.
Avant d'être expulsés, ils devaient remettre de l'argent, des bijoux et des objets de valeur, ainsi que signer des déclarations « volontaires » renonçant à leurs terres et maisons.
Le 21 août 1992, une unité spéciale de la police serbe de Bosnie a commis un massacre sur les falaises de Korićani, au cours duquel 200 Bosniaques ont été exécutés.
Un grand nombre de villages non serbes ont été incendiés, des biens culturels et religieux ont été détruits afin d'effacer toute trace de leur présence ethnique.
De nombreuses atrocités ont été commises par les formations paramilitaires, dans le but d'empêcher à jamais le retour de la population dans ces zones.
Certains Serbes de Bosnie refusaient de participer à ces actions contre leurs voisins, mais ils étaient traités comme des traîtres à leur peuple et finissaient parmi les non-Serbes dans des camps de prisonniers. Au cours de cette campagne de nettoyage ethnique menée par les extrémistes serbes, des centaines de milliers de civils ont été expulsés de force et des dizaines de milliers ont été emprisonnés dans des camps de concentration ou exécutés en masse. On estime que plus de la moitié du nombre total de civils tués pendant la guerre en Bosnie-Herzégovine ont perdu la vie en 1992.
Le Tribunal pénal international pour l'ex-Yougoslavie (TPIY) a établi qu'il y avait environ un million de non-Serbes dans les 35 municipalités de la région que les Serbes de Bosnie ont proclamées comme étant les leurs. Selon le plan visant à créer un État serbe ethniquement pur, ils devaient être expulsés de ces régions, ce qui a été réalisé.
L'Armée de la république de Bosnie-Herzégovine nouvellement formée ne pouvait pas s'armer en raison de l'embargo sur les armes établi par la communauté internationale. Elle était incapable de défendre les villes contre l'armée professionnelle de la JNA et les formations paramilitaires surarmées. Ainsi, en trois mois, 70 % de la Bosnie était occupée, et cela est resté ainsi pendant les deux années suivantes,.
Après la participation ouverte de la JNA aux attaques contre des villes de Bosnie, la JNA a été considérée comme une armée d'agresseur et, à partir du 1er mai, les blocus des garnisons qui n'avaient pas été évacuées jusqu'alors ont commencé. Ainsi, lors du retrait convenu de la JNA de Sarajevo et Tuzla en mai, des conflits ont éclaté.
Le 15 mai 1992, l'ONU, par sa résolution 752, exigeait que cessent les ingérences extérieures en Bosnie-Herzégovine et que la JNA, l'armée croate et toutes les autres formations paramilitaires considérées comme illégitimes quittent la Bosnie, rendent leurs armes ou rejoignent l'armée légale de Bosnie-Herzégovine. Les unités de la JNA stationnées en Bosnie ont simplement changé de nom pour devenir l’armée de la république serbe de Bosnie (VRS), et les opérations de guerre se sont poursuivies avec la même armée et les mêmes objectifs, toujours dirigés depuis la Serbie,,,.
Étant donné que les exigences de la résolution 752 n'étaient pas remplies, l'ONU a considéré la Serbie et le Monténégro comme responsables de la guerre et de l'agression et leur a imposé des sanctions .

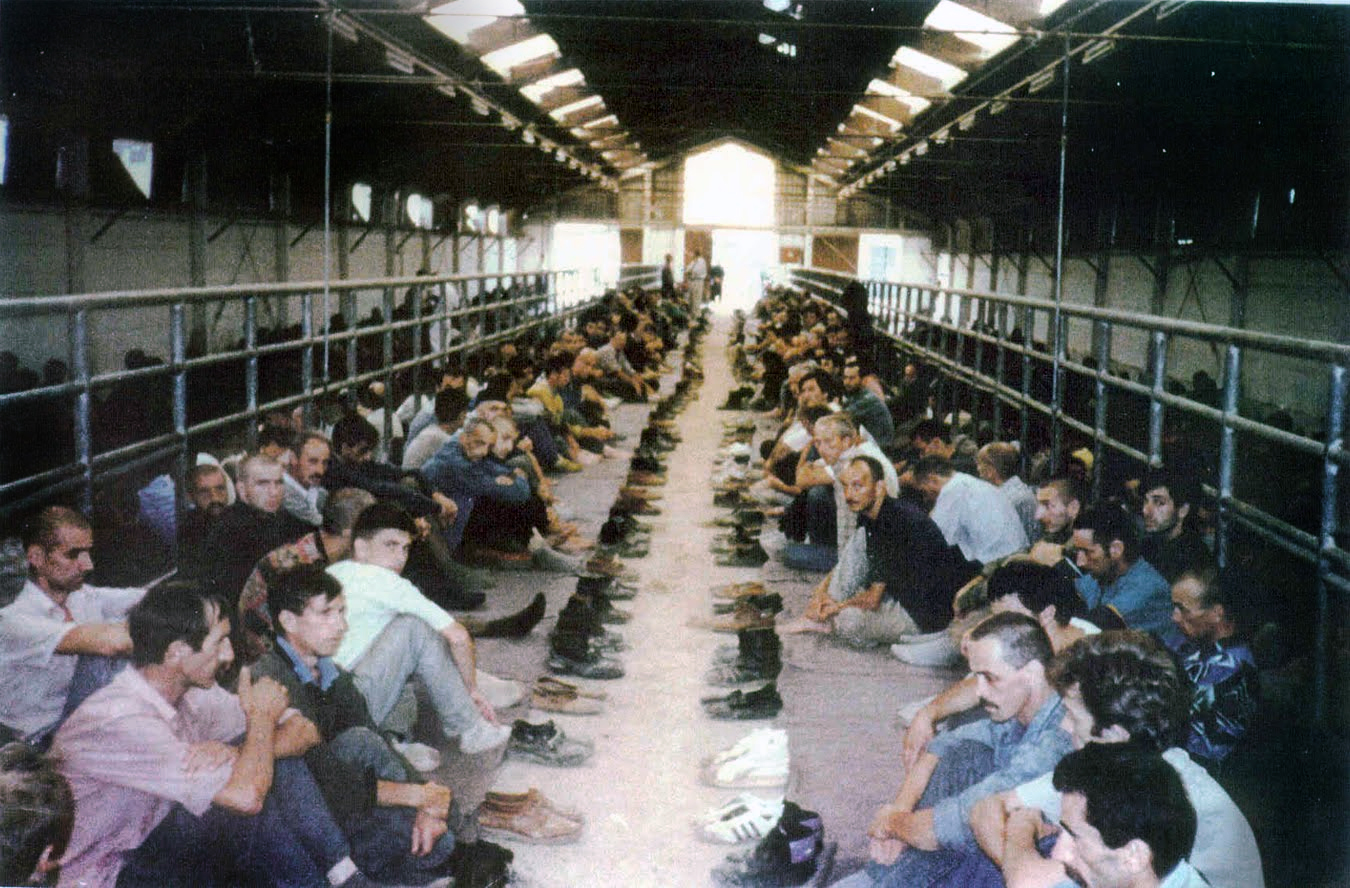
Détenus civils bosniaques dans le camp de concentration Manjača

Au milieu de l'année 1992, l'opinion publique mondiale a été choquée par l'existence de camps de concentration serbes en Bosnie, découverts par Roy Gutman et Ed Wulliamy̺.
Dans des centaines de camps créés par l'Armée populaire yougoslave (JNA) et les autorités sur le territoire de la Republika Srpska (RS) autoproclamée, des dizaines de milliers de civils musulmans et croates ont été détenus, torturés et tués,. Ainsi, dans la zone occupée de Prijedor, de nombreux civils musulmans et croates ont été capturés et transportés vers des camps comme Omarska, Trnopolje, Keraterm, Manjača, où ils ont enduré des mois de traitements inhumains et de torture,.
Durant cette période, des milliers de personnes ont été tuées ou ont disparu, constituant le crime le plus grave de la guerre jusqu'au génocide de Srebrenica trois ans plus tard.
En dehors de ceux-ci, dans le cadre de la campagne de nettoyage ethnique, de nombreux autres camps pour la population non serbe ont été créés, notamment à Luka, Liplje, Batković, Sušica, Uzamnica, ainsi que des camps pour les viols de femmes en Bosnie, à Foča et à Višegrad. Le TPIY a condamné une vingtaine de personnes pour les crimes commis dans ces camps,,,,,.
Les Croates ont créé des camps, comme Dretelj, Gabela, Héliodrom, Vojno, et les forces bosniennes ont également formé quelques camps, avec beaucoup moins de prisonniers, comme le camp de Čelebići dirigé par des forces conjointes bosniaques et croates de Bosnie. « La différence essentielle était (selon le récit) que bon nombre de ceux envoyés dans des camps dirigés par les Serbes de Bosnie ne s’en sont jamais sortis, alors que le gouvernement bosnien a libéré ou échangé leurs prisonniers ».
Les Croates de Bosnie, bien armés pendant la guerre de Croatie, ont d'abord combattu aux côtés des Bosniaques musulmans contre les Serbes. Cependant, l'alliance est en réalité très artificielle car la plupart des Croates ont comme but le rattachement à leur mère patrie, et n'acceptent de se battre aux côtés des Musulmans qu'en raison de la présence de l'ennemi commun serbe.
Après une période de tensions marquées, les Croates, sous l'influence de Franjo Tuđman, décident d'acquérir leur propre indépendance et proclament le 3 juillet 1992 la communauté croate d'Herceg-Bosna (devenue ultérieurement la république croate d'Herceg-Bosna), dans le but d'unifier tous les Croates dans les régions de Bosnie où ils sont majoritaires.
Pour les Croates de Bosnie, cette proclamation n'était qu'une suite logique de l'accord secret de Kardjordejvo conclu en 1991 entre les présidents croate et yougoslave Tuđman et Milošević, ainsi que de l'accord de Graz, qui prévoyait la division de la Bosnie-Herzégovine entre Serbes et Croates.
Entre le 24 juin et le 6 octobre 1992, l'opération Corridor a été menée par l'armée de la Republika Srpska (VRS) contre les forces croates (HVO et HV) et l'armée de Bosnie-Herzégovine au nord de la Bosnie-Herzégovine. L'objectif était de créer une liaison routière entre l'ouest et l'est du territoire sous contrôle des Serbes de Bosnie, assurant ainsi la connexion de ces territoires serbes occupés avec la Serbie, d'où continuaient à arriver l'aide, les armes et les paramilitaires.
C'était l'une des opérations importantes de la guerre au cours de laquelle la partie serbe a pris le contrôle du corridor. On suppose qu'il y avait un accord entre Serbes et Croates, car les forces croates se sont simplement retirées, laissant derrière elles l'armée bosnienne, mal équipée,.
Florence Hartmann déclarait : « Début juillet, Zagreb ordonnait le retrait de l’armée croate de Posavina contre le retrait des forces serbes de Mostar. (…) Les forces serbes avaient désormais la voie libre pour relier leurs conquêtes et consolider l’étroit corridor qu’elles venaient de percer dans la vallée de la Save. En échange, le général Momcilo Perisic levait, fin juillet, le blocus de Mostar et rentrait à Belgrade ».
Lors de l’occupation des villes, la JNA a utilisé des armes lourdes et blindées, ainsi que des avions, qu’elle seule possédait, et cette pratique a perduré après sa transformation en VRS.
En juin 1992, les forces serbes ont lancé une offensive sur Jajce (opération Vrbas) dans le but de prendre des positions stratégiques et des centrales hydroélectriques sur la rivière Vrbas. En raison d'une mauvaise coordination et de désaccords entre les forces de défense de la HVO et de l'ARBiH, la ville a été occupée en octobre 1992. Pendant l'attaque, les forces serbes ont utilisé des unités blindées et des avions.
Le 9 octobre 1992, les Nations unies adoptèrent la résolution 781 interdisant les vols militaires dans l'espace aérien au-dessus de la Bosnie-Herzégovine afin de protéger la population civile, notamment des attaques des avions serbes. Cette interdiction n'a pas été respectée et l'aviation serbe a continué à bombarder certaines villes de Bosnie.
En 1992, le plus grand nombre de victimes civiles a été enregistré pendant le nettoyage ethnique des régions de Prijedor, Zvornik, Višegrad, Foča, Doboj, Bosanski Šamac, Sanski Most, ainsi que pendant le siège des villes de Sarajevo, Bihač, Srebrenica, Žepa, Mostar, Goražde. En plus de cela, de nombreux massacres ont été commis à Bijeljina, Snagovo, Vlasenica, Suha, Zaklopača, Glogova, Zijemlje, Bijeli Potok, Uzborak, Čemerno, Brčko, Ahatovići, Paklenik, Biljani, Donji Korićani (falaises de Korićani), Barimo, Mičivode, Novoseoci, Sjeverin et Grabovica.
À la fin de l’année, les relations entre Croates de Bosnie et Bosniaques se détériorent encore davantage et des conflits ouverts éclatent déjà.

### 1993
Lors de l'offensive d'avril 1992 dans l'est de la Bosnie, les forces de la JNA serbes et les paramilitaires ont occupé plusieurs villes à majorité musulmane, dont Srebrenica, au cours de laquelle de nombreux civils ont été tués. Les villages musulmans autour de Srebrenica ont été attaqués à l'artillerie, par des tireurs d'élite et parfois par des bombardements aériens, tuant les habitants qui offraient peu de résistance et détruisant leurs maisons. Cela a entraîné un grand nombre de victimes civiles et les réfugiés qui ont fui vers Srebrenica ont fait augmenter la population de 9 000 à 40 000 personnes dans la ville et 70 000 dans l'enclave. Les forces armées musulmanes locales, dirigées par Naser Orić, ont organisé une guérilla et tué plusieurs membres de la Garde des volontaires serbes (SDG) dans une embuscade, à la suite de quoi Srebrenica a été libérée le 8 mai 1992, mais est restée encerclée et assiégée. Isolée depuis des mois, l'enclave surpeuplée de Srebrenica, sans nourriture, sans eau et sans électricité, se retrouve dans une situation humanitaire catastrophique, un « génocide au ralenti » comme le décrit Diego Aria,. Les civils exposés aux bombardements quotidiens meurent de faim, de froid, de blessures et d'infections. En janvier 1993, la famine pousse les Bosniaques à attaquer les villages serbes voisins pour obtenir de la nourriture et des armes afin de survivre. Au cours de ces attaques, de nombreuses maisons serbes ont été détruites et des crimes ont été commis à Kravica et Skelani. Les Serbes ne laissent pas passer les convois humanitaires internationaux et, en mars 1993, le général français Philippe Morillon, l'un des commandants de la Force de protection des Nations unies (FORPRONU), arrive à Srebrenica. Cela a permis une courte trêve et l'évacuation de centaines de blessés. Cependant, après son départ, les bombardements ont repris. En avril 1993, des observateurs de la FORPRONU ont signalé que l'artillerie de la Serbie bombardait l'est de la Bosnie et que des unités de la JNA traversaient la frontière entre la Serbie et la Bosnie pour participer à la destruction de Srebrenica.
Le Conseil de sécurité des Nations unies a renforcé les sanctions économiques déjà imposées à la Serbie et au Monténégro, déclaré Srebrenica « zone protégée » pour les civils, et plus tard, par la résolution 824, Sarajevo, Tuzla, Bihać, Goražde et Žepa ont reçu le même statut. Après cela, un accord de trêve a été conclu, conditionné par le désarmement des forces musulmanes à Srebrenica. Cependant, cette trêve a souvent été violée par les Serbes, car cette enclave les empêchait d'avoir un territoire ethniquement homogène et continu, de sorte que Srebrenica est restée assiégée par les Serbes les années suivantes jusqu'en 1995.
Le 20 mars 1993, la république de Bosnie-Herzégovine a déposé une plainte pour génocide contre la république fédérale de Yougoslavie (la Serbie et le Monténégro) devant la Cour internationale de justice (CIJ). Le 17 avril 1993, par sa résolution 819, l'Organisation des Nations unies a averti la Serbie et le Monténégro qu'ils devaient prendre toutes les mesures en leur pouvoir pour prévenir la perpétration du crime de génocide. Elle a également réaffirmé la souveraineté, l'intégrité territoriale et l'indépendance politique de la république de Bosnie-Herzégovine, et souligné que « toute prise ou acquisition de territoire par la menace ou l'emploi de la force, notamment par la pratique du « nettoyage ethnique », est illégale et inacceptable. ».
Entre-temps, le nettoyage ethnique des régions occupées par les forces serbes se poursuit, ainsi que les attaques et sièges de nombreuses villes de Bosnie : Sarajevo, Bihać, Goražde, Mostar, Srebrenica, Žepa, Maglaj et Tešanj.
Le 8 janvier 1993, à Sarajevo, le vice-Premier ministre du gouvernement de Bosnie-Herzégovine, Hakija Turajlić, a été tué lorsqu'un convoi de l'ONU, gardé par des soldats français, a été arrêté par des Serbes de Bosnie alors qu'il se rendait de l'aéroport au siège du gouvernement. Après que l'officier français a ouvert la portière de son véhicule blindé, le soldat serbe a tiré à bout portant sur Turajlić. Cet assassinat a tendu les relations entre le gouvernement bosnien et la FORPRONU.
Les massacres et les détentions arbitraires de civils, ainsi que les viols systématiques de femmes et les opérations de nettoyage ethnique menées par les forces serbes pour prendre et contrôler des territoires, continuent. À la suite de cette escalade de crimes, les Nations unies ont décidé par la résolution 827 du 25 mai 1993 de créer un Tribunal pénal international pour l'ex-Yougoslavie, chargé de juger les responsables de ces atrocités.
Le 1er juin 1993, lors du bombardement quotidien de Sarajevo, deux obus de mortier sont tombés des positions serbes sur le quartier de Dobrinja, causant la mort de 13 personnes et blessant 133 autres.
Dans le nord de la Bosnie, le dissident Fikret Abdić a développé la contrebande en faisant du commerce avec les Serbes et les Croates. En septembre 1993, il a déclaré la province autonome de Bosnie occidentale et formé son armée avec l'aide des Serbes. Cela a provoqué un conflit avec l'Armée de la république de Bosnie-Herzégovine (ARBiH), où les Serbes lui ont apporté un soutien militaire, avec l'approbation simultanée du gouvernement croate. Le conflit a fait de nombreuses victimes, ce qui a conduit à la condamnation de Fikret Abdić après la guerre pour les crimes commis durant cette période.
En octobre 1993, des intellectuels et des laïcs bosniens ont demandé le changement du nom « Musulman », qui assimilait l'ethnicité et la religion, en « Bosniaque », qui définissait plus clairement l'appartenance ethnique.

#### Guerre croato-bosniaque
Le conflit entre les Croates de Bosnie et les Bosniaques est causé par l'ambition du président de Croatie, Franjo Tuđman, de diviser la Bosnie entre la Croatie et la Serbie,. Lors de la réunion avec les Croates de Bosnie en décembre 1991, Tuđman déclarait :« il est temps que nous saisissions l’occasion de réunir le peuple croate dans des frontières aussi vastes que possible ».
La majorité des Croates de Bosnie, de nombreux intellectuels croates et l'Église franciscaine de Bosnie étaient opposés à la partition de la Bosnie. Cependant, Tuđman a pris une décision contraire, et tous ceux qui s'opposaient à cette décision étaient traités comme des traîtres au peuple croate. Il a incité les Croates de Bosnie à établir la Communauté des Croates de Bosnie, envisageant ensuite de la déclarer comme une république indépendante et de l'annexer à la Croatie, réalisant ainsi l'ancien rêve de la Grande Croatie. Tout comme Slobodan Milošević a utilisé Radovan Karadžić, le représentant des Serbes de Bosnie, pour atteindre ses objectifs, Tuđman a nommé Mate Boban, un extrémiste, comme chef des Croates de Bosnie, en remplacement de Stjepan Kljuić, un modéré pro-bosnien,.
Au début de la lutte contre l'agression serbe, l'Armée de la république de Bosnie-Herzégovine (ARBiH) comptait des Croates et des Serbes de Bosnie, tandis que le Conseil de défense croate (HVO) incluait également des Bosniaques. Après l'autoproclamation de la Communauté des Croates de Bosnie sur les territoires qu'ils considèrent comme les leurs, des milliers de Bosniaques, qui coexistent également depuis des siècles dans ces régions, auraient dû être expulsés. En mai 1992, à la suite de l'accord de Graz, les combats entre Croates et Serbes de Bosnie ont cessé, et les Croates de Bosnie ont alors commencé à chasser les Bosniaques de Bosnie centrale, avec lesquels ils avaient auparavant combattu ensemble contre l'agression des Serbes. Au déclenchement du conflit, la plupart des Croates de Bosnie présents dans l'ARBiH ont rejoint le HVO, tandis que les Bosniaques du HVO ont rallié l'ARBiH. Ainsi, l'ARBiH, qui était initialement une armée bosnienne multiethnique, est progressivement devenue une force armée dominée par les Bosniaques.
En septembre 1992, dans les municipalités où les Croates de Bosnie sont majoritaires, ils ont commencé à abolir les autorités légales et exclure les Bosniaques de toutes les structures gouvernementales ; ils ont saisi toutes les armes de défense territoriale, et les entreprises ainsi que les commerces tenus par des Bosniaques ont été attaqués, entraînant l'expulsion de civils. Dans les municipalités de Vitez, Busovača et Kiseljak, ils ont pris le pouvoir sans grande résistance de la part des Bosniaques,. Là où la population se révoltait, ils ont bombardé les villes, tué et expulsé des civils, comme à Prozor en octobre 1992, où 5 000 Bosniaques ont fui et de nombreuses maisons ont été incendiées..
Début janvier 1993, les accords Vance-Owen ont été proposés comme un plan de paix pour la Bosnie, dans lequel le pays serait restructuré en un État décentralisé composé de 10 cantons ethniques largement autonomes, assumant la plupart des fonctions gouvernementales. Les Croates de Bosnie ont rapidement accepté le plan, voyant en lui la promesse de leurs exigences, notamment l'acquisition d'un territoire continu plus important. En revanche, les Serbes de Bosnie ont rejeté le plan car il exigeait qu'ils restituent les territoires à majorité bosniaque qu'ils avaient occupés dans l'est du pays, ce qui signifierait la fin du rêve de la Grande Serbie. Quant aux Bosniaques, ils ont refusé le plan en raison de sa tendance à diviser le pays sur des bases ethniques et à récompenser le nettoyage ethnique. Les Croates de Bosnie ont interprété ce plan comme un soutien tacite à leur projet d'un État ethnique. Bien qu'il n'ait pas été accepté par les Bosniaques et les Serbes de Bosnie, ils ont commencé unilatéralement à le mettre en œuvre. Tadeusz Mazowiecki, rapporteur de l'ONU, a déclaré: « Le plan de paix, en vertu duquel la Bosnie-Herzégovine serait divisée selon des frontières ethniques, a été utilisé pour créer des zones ethniquement homogènes. Le manque d’efficacité de la réaction internationale face à la politique de nettoyage ethnique perpétrée par les forces serbes depuis le début de la guerre, a créé le précédent d’impunité qui leur a permis de poursuivre leur action et a encouragé les forces croates à adopter la même politique ».
Selon le plan de paix proposé, les provinces 8 et 10 de Bosnie centrale seraient attribuées aux Croates, malgré la majorité bosniaque dans de nombreuses municipalités telles que Travnik, Zenica, Kakanj, Gornji Vakuf-Uskoplje, Donji Vakuf, Bugojno, Fojnica, Konjic (Bosnie-Herzégovine), Jablanica et Stolac.
En janvier 1993, les autorités militaires et politiques des Croates de Bosnie ont lancé un ultimatum aux Bosniaques de Bosnie centrale : rendre leurs armes, rejoindre leur armée (HVO) ou quitter ces zones. L'Armée légale de Bosnie-Herzégovine (ARBiH) n'a pas accepté cette exigence. Peu après, le HVO (Conseil de défense croate) a lancé des attaques, des bombardements et des opérations de nettoyage ethnique dans la vallée de Lašva, poursuivant ainsi les actions entreprises à la fin de 1992, mais désormais dans le cadre d'un conflit ouvert.

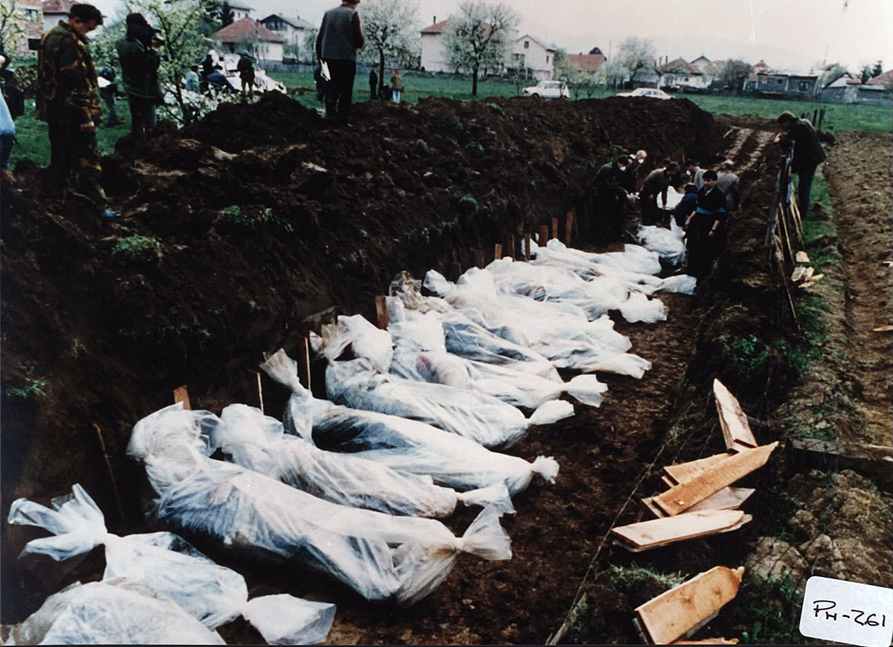
Corps de Bosniaques tués en avril 1993 autour de Vitez

Le 11 janvier 1993, les forces croates ont attaqué Gornji Vakuf-Uskoplje dans le but de relier la vallée de la rivière Lašva en Bosnie centrale et l'Herzégovine, deux territoires importants inclus dans la communauté croate autoproclamée d'Herzeg-Bosnie. L'attaque a été suivie de massacres de civils et de troupes bosniaques dans les villages voisins. Le 20 janvier 1993, le HVO a lancé une attaque contre la ville de Busovača et les villages environnants, utilisant des bombardements d'artillerie lourde, des chars de combat et des tireurs embusqués. De nombreux civils ont été tués, tandis que des hommes, dont certains étaient des enfants âgés entre 14 et 16 ans, ont été emmenés dans les camps de détention de Kaonik. Presque toutes les maisons bosniaques dans les villages ont été incendiées.
En avril 1993, une campagne de nettoyage ethnique a été lancée dans la vallée de la rivière Lašva, planifiée et dirigée par une entreprise criminelle commune sous la supervision de Tuđman, visant à expulser la population bosniaque de la Herceg-Bosna,. Les offensives du HVO contre les villes et villages des municipalités de Vitez, Busovača, Kiseljak, Novi Travnik et Zenica, en Bosnie centrale, ont été méthodiques et délibérément ciblé la population civile bosniaque afin de l'éliminer systématiquement de la région. Le TPIY a souligné qu' « En effet, l’attaque fut, dans un souci d’efficacité maximale, organisée en deux phases distinctes. Elle a tout d’abord débuté par une attaque d’artillerie et a ensuite été suivie d’une attaque d’infanterie avec incendie des maisons, pillage et expulsion des habitants ». Les habitants croates de ces villages ont été avertis de l'attaque et leurs femmes et enfants ont donc été évacués avant les combats.
Des centaines de civils bosniaques ont péri, tandis que des milliers ont été emprisonnés dans des camps de concentration,. Ceux qui n'ont pas été appréhendés ont été envoyés vers les lignes de front, où ils ont été contraints de creuser des tranchées, et beaucoup ont été tués. Les autres ont été soumis à la terreur, privés de nourriture et de refuge, les forçant à quitter la vallée de Lašva.
Le massacre d'Ahmići, survenu le 16 avril 1993, a été le point culminant des atrocités commises dans la région, où au moins 103 civils bosniaques ont été tués ou brûlés vifs, dont 33 femmes et enfants,,.
L'armée de Bosnie-Herzégovine était occupée à combattre l'attaque serbe et n'a pas eu le temps de réagir correctement à cette agression, essayant d'éviter un conflit avec les Croates. Cependant, elle s'est également retrouvée impliquée dans des combats et a commis des crimes, notamment dans le village de Trusina près de Konjic.
Les attaques du HVO ont continué en juillet 1993 et duré jusqu'à fin d’année. Les Croates de Bosnie ont été soutenus activement et armés par la Croatie, avec une participation directe de l'armée croate dans les opérations de guerre en Bosnie. Cette implication directe a conduit le Tribunal pénal international pour l'ex-Yougoslavie (TPIY) à qualifier le conflit de caractère international. Les Nations unies ont averti le président croate Franjo Tuđman que son pays pourrait faire face à un embargo économique s'il ne retirait pas les 3 000 à 5 000 soldats de l'armée croate qu'il avait envoyés en Bosnie-Herzégovine. En outre, des volontaires étrangers, en grande partie originaires de pays chrétiens occidentaux, ont rejoint les rangs des Croates de Bosnie, organisés au sein de la 103e brigade d'infanterie (Internationale). De manière similaire, les Bosniaques ont reçu un soutien de volontaires provenant de pays islamiques, regroupés dans une unité distincte appelée « El Moudjahidin ». Cependant, leur contribution à la guerre a été relativement limitée, se caractérisant principalement par la commission de crimes de guerre.
En 1993, l'Armée de la république de Bosnie-Herzégovine (ARBiH), en tant que force légale de l'État bosnien, a fait face à une double agression des forces serbes et croates, ainsi qu'à des forces dissidentes menées par Fikret Abdić dans la région de Bihać. Plus faiblement armée, l'ARBiH trouvait sa force dans le nombre de combattants, parmi lesquels se trouvaient de nombreux réfugiés expulsés lors du nettoyage ethnique de la Bosnie orientale et de la Krajina par les Serbes. Ceux-ci, n'ayant rien à perdre, ont combattu avec acharnement. Malgré leur manque d'entraînement et de discipline, leurs unités ont été utilisées comme avant-garde de l'attaque. Après avoir enduré des souffrances massives, de nombreux massacres et nettoyages ethniques, ainsi que le traitement inhumain infligé aux civils dans les camps, les Bosniaques menacés d'extermination ont peu à peu abandonné les principes de la laïcité qui prévalaient avant le conflit. Désillusionnés par la trahison de leurs voisins serbes et croates, ainsi que par le manque d'intervention de la part du monde occidental, ils se replient sur leur propre communauté ethnique et se radicalisent, tout comme les autres parties impliquées dans le conflit. Cette évolution est exploitée par les extrémistes serbes et croates pour confirmer leur propagande sur le radicalisme islamique en Bosnie. Certains Bosniaques ont également commis des atrocités pour se venger des massacres perpétrés contre leurs familles, ce qui ne peut en aucun cas être justifié. Bien que la partie croate ait été responsable d'un nombre beaucoup plus élevé de ces actes, comme en témoigne le nombre de criminels condamnés devant le TPIY, il est souvent affirmé que toutes les parties ont commis des crimes, les plaçant ainsi sur un pied d'égalité.
Le 4 juin 1993, l’ARBiH a attaqué le HVO dans la municipalité de Travnik. « C’est la première fois que les forces de la BiH ont pris l’initiative militaire face au HVO en Bosnie centrale. Dans tous les autres incidents, les forces de la BiH répondaient à une agression du HVO (Gornji Vakuf, Vitez et Mostar) ». Le territoire sous le contrôle du Gouvernement de la république de Bosnie-Herzégovine comprenait un ensemble d'enclaves isolées autour de Travnik, Zenica, Tuzla, Bihać et Sarajevo, ainsi que des enclaves situées dans l'est de la Bosnie. Chacune de ces enclaves était encerclée par les forces serbes ou croates, qui les assiégeaient, mais elles ont pu survivre grâce à l'aide humanitaire internationale. La priorité de l'ARBiH était de relier ces territoires dispersés de la Bosnie centrale, et vers le milieu de 1993, une communication avait été établie entre Travnik et Zenica, puis avec Tuzla. Après le massacre des Bosniaques commis par le HVO dans la municipalité de Zenica en avril 1993, l'armée croate, numériquement inférieure, fut rapidement vaincue en juin 1993 par l'ARBiH, ce qui entraîna un exode de civils croates.
Satisfaits du conflit entre Croates et Bosniaques, les Serbes de Bosnie s'en tiennent à l'écart pendant la majeure partie de l'année 1993 et se concentrent sur le maintien des territoires occupés, apportant occasionnellement une aide sous forme d'artillerie ou de soutien blindé au HVO, comme dans la région de Žepče et Konjic. Le 24 juin, le HVO a lancé une attaque sur Žepče et l'a capturé fin juin.
Entre-temps, l'ABiH a attaqué et pris Kakanj et Zavidovići. De son côté, le HVO a lancé une attaque contre Gornji Vakuf et les villages environnants en juillet 1993. L’ARBiH a pris Bugojno. Des crimes de guerre ont été commis des deux côtés. En l'espace de deux mois, la majeure partie de la Bosnie centrale était sous le contrôle de l'ARBiH.
Après l'échec du plan Vance-Owen, la communauté internationale a poursuivi ses efforts pour mettre fin à la guerre en Bosnie en accordant des concessions aux Serbes et aux Croates. Le 20 août 1993, Owen et Stoltenberg ont dévoilé un nouveau plan pour l'organisation politique de la Bosnie-Herzégovine, conformément à la proposition de Milošević et Tuđman. Ce plan prévoyait la division du pays en trois républiques ethniques, chaque république constituante bénéficiant du droit de sécession, comme le préconisaient la Serbie et la Croatie depuis le début du conflit. Selon les termes du plan, il « visait de manière transparente à fournir une couverture pour que la Republika Srpska et la Herceg-Bosna se rattachent respectivement à la Serbie et à la Croatie ». Face à cette initiative, les Bosniaques, partisans d'un État uni et multiethnique, ont rejeté la proposition, la considérant comme légitimant le nettoyage ethnique par les Serbes et permettant aux Croates d'en faire de même. À la suite de cela, la faction croate a radicalisé sa position, et le 28 août 1993, la communauté croate d'Herceg-Bosna a proclamé unilatéralement la république d'Herzeg-Bosnie. Bien qu'elle n'ait jamais officiellement déclaré la sécession de la Bosnie-Herzégovine, cette république autoproclamée est souvent assimilée à un équivalent croate de la Republika Srpska.
Dans la région de l'Herzégovine, des conflits ont également éclaté depuis mai 1993, suivis du nettoyage ethnique de la population bosniaque dans les municipalités de Jablanica, Prozor et Mostar.
En septembre 1993, l'ARBiH a lancé l'opération Neretva '93 dans l'Herzégovine et réalisé des progrès limités à Prozor-Rama, Jablanica (Herzégovine-Neretva) et autour de Mostar, au cours de laquelle des dizaines de civils croates ont été tués dans les massacres de Grabovica et d'Uzdol.
Néanmoins, l'alliance entre les Croates et les Bosniaques a été maintenue dans certaines régions de Bosnie, en particulier à Tuzla, Tešanj et Sarajevo. Sur le territoire de Vareš, les Bosniaques et les Croates ont réussi à coexister relativement pacifiquement tout au long de l'été 1993, malgré des tensions mutuelles, jusqu'à ce que les divisions au sein de la communauté croate ne viennent compliquer la situation. Les dirigeants croates locaux, en faveur d'une coopération avec les Bosniaques, ont été confrontés à des tensions croissantes avec l'arrivée de l'unité du HVO de Kiseljak en octobre 1993. Le maire croate local et le chef de la police ont été arrêtés puis destitués de leurs fonctions, et un nouveau maire a été nommé. Des maisons appartenant à des Bosniaques ont été attaquées et de nombreux civils ont été emprisonnés. En quelques jours seulement, presque toute la population civile bosniaque a fui vers le sud. Cependant, les dirigeants croates n'ont ni pu ni voulu défendre Vareš, principalement parce que cela ne correspondait pas à leurs objectifs territoriaux. Dès qu'ils ont pris le contrôle de la ville, le HVO a commencé à organiser l'évacuation de la population vers l'Herzégovine. Le 23 octobre 1993, après un bombardement continu du village voisin de Stupni Do tout au long de la journée, des membres des unités croates ont envahi le village, massacrant sa population bosniaque. Le 3 novembre 1993, le chef croate a ordonné à la population croate de Vareš de se préparer à l'évacuation, leur annonçant que l'armée musulmane approchait de la ville. Des milliers de Croates de Bosnie ont fui en une seule nuit.
Après les horribles révélations sur les camps de concentration gérés par les Serbes pour les Bosniaques, des informations terrifiantes ont également émergé concernant les traitements inhumains et les actes de torture infligés aux Bosniaques dans les camps établis par les Croates,. Plusieurs milliers de Bosniaques ont été arrêtés et détenus à partir d'avril 1993 dans des camps de Bosnie centrale, notamment à Vitez, Kiseljak et Busovača,. Dans la région d'Herzégovine, de nombreux camps ont été établis pour les civils et les militaires bosniaques, tels que : Helidrome, Dretelj, Gabela, Vojno, ainsi que la prison de Ljubuski,. Selon un rapport du Haut Commissariat des Nations unies pour les réfugiés (HCR), « ce sont quelque 15 000 Musulmans qui étaient détenus dans des camps situés à Mostar, Capljina et Stolac ou aux alentours ». Dans ces camps, les détenus ont été soumis à des actes de torture, ont été assassinés, utilisés comme boucliers humains et contraints de creuser des tranchées le long de la ligne de conflit, ce qui a entraîné de nombreuses blessures et décès parmi eux. À cette époque, d'après les chiffres du CICR, les forces gouvernementales bosniaques détenaient 579 Croates et 650 Serbes, répartis dans 24 camps.
La ville de Mostar a été assiégée à deux reprises pendant la guerre en Bosnie-Herzégovine. En avril 1992, elle a été défendue par les forces conjointes des Croates et des Bosniaques contre les attaques et bombardements de la JNA, qui ont causé d'importants dégâts et des pertes civiles. En mai 1993, les forces croates ont attaqué Mostar, expulsant la population civile bosniaque de la partie ouest vers la partie est de la ville, de l'autre côté de la rivière Neretva, défendue par l'ARBiH. Des milliers de civils bosniaques ont été envoyés dans des camps de concentration, où ils ont été affamés, torturés et tués. Dans la partie orientale de Mostar, le nombre d’habitants a considérablement augmenté avec l’arrivée de réfugiés en provenance des villages environnants. Privés de nourriture, d'électricité et d'eau, et soumis aux bombardements quotidiens, les habitants se sont retrouvés dans une situation humanitaire catastrophique. Bien que le HVO ait causé de nombreuses victimes et détruit une grande partie de la ville par des bombardements, il n’a pas réussi à s’emparer de la partie orientale. Pendant neuf mois de siège, plus de 100 000 obus ont été lancés sur Mostar-Est par le HVO, entraînant la mort de 2 000 personnes.
Le 9 novembre 1993, le magnifique « Vieux Pont » (Stari Most) de Mostar, vieux de plus de quatre siècles, qui avait survécu à deux guerres mondiales, a été intentionnellement détruit par les bombardements des forces croates,. La démolition de ce vieux pont qui était un symbole de l'union de différentes communautés était un acte de « mémoricide », où un patrimoine culturel commun est délibérément détruit.

### 1994
Le siège et les bombardements quotidiens de Sarajevo, par les forces serbes se sont poursuivis, et le 4 février 1994, un obus a tué dix civils.
Le 5 février 1994, Sarajevo a subi l'attaque la plus meurtrière de tout le siège lors du massacre de Markale, quand un obus de mortier a frappé un marché bondé, tuant 68 personnes et en blessant 144 autres.
Après deux ans de bombardements aveugles sur Sarajevo, culminant avec le massacre de Markale, l'ONU a exigé que toutes les armes lourdes soient retirées de la zone d'exclusion de 20 kilomètres autour de Sarajevo ou placées sous le contrôle de la FORPRONU. En cas de non-respect, l'OTAN menaçait de lancer des frappes aériennes sur les positions d'artillerie serbes responsables des attaques contre des cibles civiles dans cette ville. Des frappes aériennes seraient également autorisées si d'autres zones de sécurité déclarées par l'ONU, telles que Bihać, Goražde (Bosnie-Herzégovine), Srebrenica, Tuzla et Žepa (Rogatica), étaient attaquées à l'aide d'armes lourdes.
En raison du non-respect de l'interdiction des vols militaires au-dessus de la Bosnie, établie en 1992 par la résolution 781, et des bombardements persistants des villes bosniaques par l'aviation serbe, l'ONU a adopté la résolution 816 pour faire respecter cette interdiction. C'est lors de l'opération Deny Flight que, pour la première fois, les forces de l'OTAN ont abattu quatre avions serbes, lors de l'incident de Banja Luka. Dans un rapport de 1994, le Conseil de sécurité des Nations unies a déclaré que « d'octobre 1992 à mars 1993, il y a eu environ 540 violations de l'interdiction des vols militaires promulguée dans la résolution 781 (1992) ».
Au cours du mois de février 1994, les affrontements entre Croates et Bosniaques ont pratiquement cessé. L'armée de Bosnie-Herzégovine a pris le contrôle de zones opérationnelles et stratégiques clés dans le centre de la Bosnie. « Les efforts de la Croatie pour diviser la Bosnie-Herzégovine se sont soldés par un désastre, tant pour les intérêts de l'État croate que pour la communauté des Croates de Bosnie ».
Bill Clinton a fait pression sur Tuđman, notamment en menaçant de sanctions, pour qu'il accepte un accord avec les Bosniaques. En contrepartie, les États-Unis se sont engagés à soutenir de manière significative la réintégration des territoires croates occupés par les Serbes. Ainsi, Tuđman a temporairement renoncé à son projet de partition tripartite de la Bosnie en échange de garanties concernant l'intégrité territoriale de la Croatie.
Le 18 mars 1994, le président de la Croatie, Franjo Tuđman, et le président de la Bosnie-Herzégovine, Alija Izetbegović, ont signé l'accord de Washington. Une trêve a été conclue entre le Conseil de défense croate (HVO) et l'Armée de la république de Bosnie-Herzégovine, menant à l'unification des territoires croates et bosniaques au sein de la fédération de Bosnie-et-Herzégovine.
Tout au long de l'année 1994, les expulsions forcées de Bosniaques des territoires contrôlés par les Serbes se sont intensifiées, exacerbant la crise des réfugiés. Sous la menace constante, des milliers de personnes ont fui la Bosnie chaque mois.

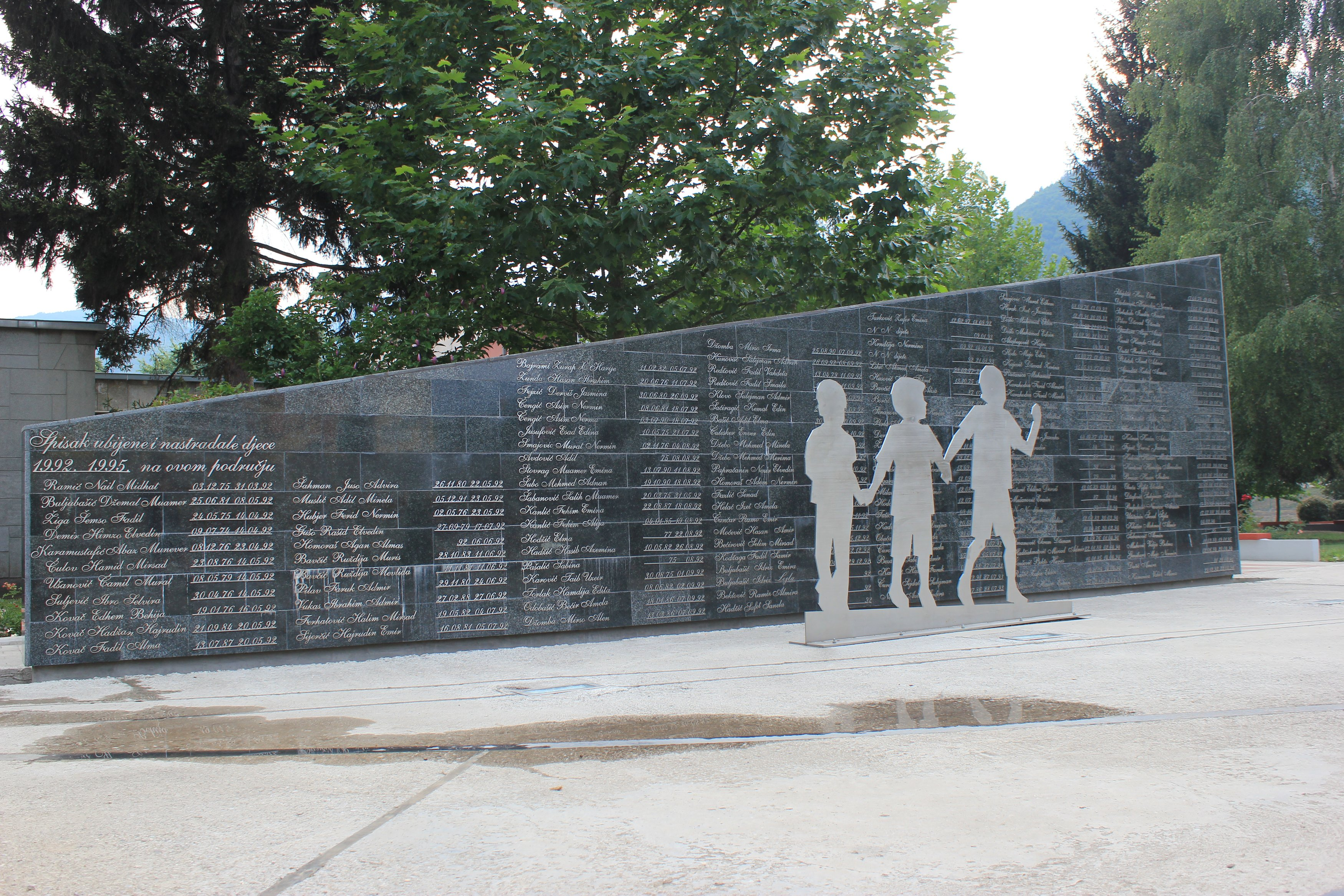
Un mémorial aux enfants tués lors du siège de Gorazde

Bien que les Serbes aient conquis une grande partie de la Bosnie, le territoire contrôlé n'était ni continu ni ethniquement homogène, contrecarrant ainsi leur projet de création d'un État serbe en Bosnie. La présence de poches inoccupées, notamment dans les villes déclarées « zones protégées » par l'ONU telles que Srebrenica, Žepa, Goražde et Bihać, a constitué un obstacle majeur. C'est pourquoi ils ont cherché à éliminer ces zones.
Lors des opérations de nettoyage ethnique le long de la rivière Drina, la population de Goražde est passée de 37 000 à 65 000 habitants en raison de l'afflux de réfugiés des régions voisines. Dans cette ville assiégée depuis mai 1992, des centaines de civils ont été tués par des bombardements et des tireurs embusqués,. Face au traitement inhumain infligé par les forces serbes, la population torturée et affamée a commencé à se venger sur les civils serbes de Bosnie qui restaient en ville. Au début du mois d'avril 1994, les Serbes ont lancé une offensive majeure visant à capturer Goražde. Compte tenu du statut de « zone protégée » pour les civils déclaré par l'ONU, et dans le but de protéger le personnel de la FORPRONU, l'OTAN a effectué quelques frappes aériennes ciblées contre les chars et les avant-postes serbes attaquant la ville. L'attaque a néanmoins persisté, ce qui a poussé l'OTAN à émettre un ultimatum exigeant le retrait de toutes les milices, de l'artillerie et des véhicules blindés dans un rayon de 20 km autour de la ville avant le 26 avril 1994. Cet ultimatum a mis un terme à l'offensive serbe, mais le siège de la ville s'est poursuivi malgré tout.
Fin mai 1994, le « Groupe de contact » (États-Unis, Russie, France, Angleterre et Allemagne) a proposé un plan de paix pour la Bosnie-Herzégovine qui, comme le précédent, prévoyait le maintien de l'intégrité territoriale de la Bosnie tout en répartissant le territoire sur des bases ethniques. Selon le plan, 51 % du territoire de la Bosnie-Herzégovine devaient être attribués à la fédération de Bosnie-et-Herzégovine, et 49 % à la Republika Srpska. Un plan proposé par la Fédération, qui lui attribuait 58 % du territoire et englobait des zones où la population d'avant-guerre était majoritairement croate-bosniaque, a été rejeté. Les membres du Groupe de contact n'ont pas été unanimes sur les sanctions à prendre en cas de rejet de ce plan, considéré comme la dernière chance de parvenir à la paix. La proposition américaine de lever l’embargo sur les armes et de développer des options militaires pour faire pression sur les Serbes afin qu'ils acceptent la paix s'est heurtée à l'opposition de la Russie, de l'Angleterre et de la France, qui pensaient que la levée des sanctions contre la Serbie serait plus efficace. Le 19 juillet, les Serbes de Bosnie ont rejeté le projet. Cependant, en raison de l'opposition persistante de l'Europe et de la Russie à l'usage de la force, aucune mesure visant à contraindre les Serbes à accepter le plan n'a été envisagée. Le plan du Groupe de contact n'a pas été adopté, mais les pourcentages de partage proposés pour la Bosnie ont ensuite été inclus dans les accords de paix de Dayton.
Après la signature de l'accord de Washington, les forces conjointes de l'ARBiH et du HVO ont entamé une opération pour reprendre les territoires occupés et ont reconquis la zone stratégiquement importante de Kupres.
En août 1994, l'ARBiH a lancé une offensive et a repris la région de Velika Kladuša, que le dissident Fikret Abdić, avec l'aide des Serbes, avait déclarée province autonome de Bosnie occidentale en septembre 1993. Grâce à cette action, l'ARBiH a pu dissoudre temporairement cette province autonome et repousser les forces serbes assiégeant Bihać depuis juin 1992. Cependant, début novembre 1994, l’Armée de la république serbe de Bosnie (VRS), avec l'aide des forces serbes de la république serbe de Krajina (RSK) en Croatie et de certaines unités spéciales de Serbie, a repris Velika Kladuša, réinstallé Fikret Abdić et lancé une attaque sur la municipalité de Bihać. Lors de cette offensive, les forces serbes ont utilisé des frappes aériennes menées par des avions décollant de l'aéroport d'Udbine, situé sur le territoire de la république serbe de Krajina en Croatie. Bihać était une zone protégée par l'ONU, et les avions serbes ont violé l'interdiction des vols militaires au-dessus de la Bosnie. En réponse, l'OTAN a mené des frappes sur la base d'Udbina dans le cadre de l'opération Deny Flight. L'attaque de l'OTAN n'a pas causé de dégâts majeurs, mais les Serbes ont réagi en capturant 250 soldats de la FORPRONU comme otages, atteignant un total de 500 début décembre. Bien que les otages aient généralement été traités correctement, certains ont été utilisés comme boucliers humains. Les États-Unis préconisaient une action militaire plus forte, mais les Britanniques et les Français, dont les soldats étaient directement exposés, s'y sont opposés. Lors des négociations qui ont suivi, les frappes aériennes de l'OTAN ont été suspendues en échange de la libération des otages, et les forces serbes ont continué à assiéger les villes déclarées zones de sécurité par l'ONU.

### 1995
Le nettoyage ethnique se poursuit dans les territoires occupés par les Serbes. Des centaines de milliers de non-Serbes sont expulsés de force. Les exécutions sommaires, les arrestations et détentions arbitraires, ainsi que les viols et la destruction du patrimoine culturel bosniaque, continuent sans relâche. Beaucoup de personnes se réfugient dans des « zones sûres » telles que Goražde, Žepa, Srebrenica, Tuzla, Bihać et Sarajevo. L'afflux massif de déplacés a modifié la composition démographique de ces zones et, associé au manque de nourriture et d'eau, a parfois intensifié les tensions déjà existantes entre différents groupes ethniques locaux en raison de la guerre.
Le 13 février 1995, le Tribunal pénal international pour l'ex-Yougoslavie (TPIY) a inculpé 21 Serbes pour les atrocités commises dans le camp de concentration d'Omarska,.
En février 1994, un accord est conclu pour arrêter les bombardements de Sarajevo et retirer les armes lourdes serbes dans un rayon de 20 km autour de la ville. Les armes sont placées sous la supervision de la FORPRONU. Toutefois, début 1995, les forces serbes reprennent les bombardements de Sarajevo et d'autres villes déclarées zones protégées par l'ONU. Elles récupèrent même les armes sous contrôle de la FORPRONU, ce qui pousse l'ONU à émettre un ultimatum. Les Serbes ne respectent pas cet ultimatum et continuent les bombardements.
Le 25 mai 1995, l'OTAN frappe un dépôt de munitions serbes près de Sarajevo. En représailles, les Serbes capturent 375 Casques bleus, dont 103 Français, qu'ils utilisent comme boucliers humains dans des stations radar et d'autres installations stratégiques,. Ils intensifient aussi les bombardements sur les villes assiégées. Le même jour, à Tuzla, 71 civils sont tués et près de 200 autres sont blessés, principalement des adolescents et de jeunes adultes, lors d'un bombardement.
En mai 1995 les forces serbes détiennent environ 400 Casques bleus prisonniers et poursuivent leurs attaques contre les zones protégées par l'ONU. L'OTAN et la Communauté européenne ne parviennent pas à s'entendre sur les actions à entreprendre. Les États-Unis sont en faveur d'une intervention militaire, tandis que l'Angleterre, la France et la Russie préfèrent privilégier les négociations. L'Angleterre et la France invoquent notamment le souci pour la sécurité de leurs soldats présents sur le terrain. Cependant, il est bien connu que la Russie et la France ont des positions pro-serbes et que le président Mitterrand soutenait les Serbes dès le début du conflit,,. Lors d'une conversation avec Bernard-Henri Lévy, Mitterrand a déclaré « Moi vivant, jamais, vous m’entendez bien, jamais, la France ne fera la guerre à la Serbie ». Avec l'arrivée de Jacques Chirac à la présidence, l'attitude de la France évolue quelque peu. Chirac suggère aux Américains de s'impliquer militairement.
Le 27 mai 1995, un groupe de soldats serbes déguisés en soldats français et voyageant à bord d'un véhicule français prend le contrôle d'un poste d'observation sur le pont de Vrbanja, au cœur de Sarajevo. Ils capturent onze Casques bleus français. Le général Hervé Gobilliard prend l'initiative et ordonne de reprendre le poste. L'opération est menée par le capitaine François Lecointre et, après un bref affrontement, le poste d'observation est reconquis,.

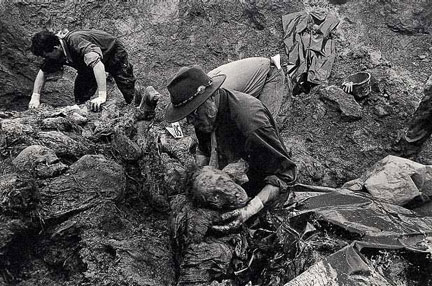
Exhumation des victimes du génocide à Srebrenica

Début juillet 1995, les forces serbes ont attaqué les « zones protégées » de l'ONU, dans le but d'éliminer ces enclaves et d'homogénéiser les territoires occupés.
Le 11 juillet 1995, la « zone protégée » de Srebrenica est tombée sans résistance aux mains des Serbes, malgré la présence des Casques bleus néerlandais qui étaient chargés de la protéger. Cette prise de contrôle a entraîné un exode massif et le massacre de plus de 8 000 Bosniaques. Ce massacre a été reconnu comme un génocide par le Tribunal pénal international pour l'ex-Yougoslavie (TPIY), et la Cour internationale de Justice (CIJ).
L'inaction des forces de la FORPRONU lors de la chute de Srebrenica a été expliquée par des problèmes liés au système de double clé du commandement aérien de l'OTAN. Alors que des négociations étaient en cours pour obtenir la libération des Casques bleus capturés par les Serbes, principalement des Français, certains estiment qu'un accord aurait été conclu entre la France et l'armée serbe de Bosnie. Cet accord aurait permis la libération des Casques bleus retenus en otage en échange de l'arrêt définitif des frappes aériennes.
Quelques jours plus tard, le 14 juillet 1995, les forces serbes ont pris le contrôle de la deuxième « zone protégée » de Žepa. Cet enchaînement d'événements renforce l'opinion que les puissances occidentales ont sacrifié ces zones protégées pour satisfaire les souhaits des Serbes et établir la paix le plus rapidement possible,.
Après ces événements, la région de Bosnie située au bord de la rivière Drina, à la frontière avec la Serbie, est entièrement occupée par les Serbes. Seule la zone protégée par l'ONU de Goražde demeure une enclave assiégée. Le président Chirac appelle la communauté internationale à reprendre Srebrenica ou, à défaut, à empêcher l'occupation de Gorazde, dernière enclave de cette zone. Son appel est resté lettre morte, et Goražde a continué à se défendre désespérément.
Le 22 juillet 1995, l'accord de Split a été signé pour établir une défense mutuelle entre la Croatie et la république de Bosnie-Herzégovine, permettant ainsi à l'armée croate (HV) d'opérer en Bosnie.
Le 24 juillet 1995, le Tribunal pénal international pour l'ex-Yougoslavie (TPIY) a accusé le dirigeant serbe de Bosnie, Radovan Karadžić, et le commandant de l'armée serbe de Bosnie (VRS), Ratko Mladić, de génocide et de crimes contre l'humanité.
Du 4 au 7 août 1995, l'opération Tempête a été menée, une offensive importante en Croatie qui a permis de reprendre la plupart des territoires occupés par les Serbes, où ils avaient proclamé la république serbe de Krajina.
Outre les forces de l'armée croate (HV) et du Conseil de défense croate (HVO), l'armée de Bosnie-Herzégovine (ARBiH) a également participé à l'opération le long de la frontière de Bosnie, mettant ainsi fin au siège de Bihać. Au cours de l'opération, plusieurs centaines de soldats et de civils serbes ont été tués, et environ 90 000 Serbes ont été expulsés de force. La population croate chassée de ces zones est revenue, tandis que près de 200 000 Serbes ont fui vers la Bosnie et la Serbie.
Les généraux croates ayant pris part à cette offensive, notamment Ante Gotovina et Mladen Markač, ont été accusés de crimes contre l'humanité et de crimes de guerre contre la population serbe de Croatie. Ante Gotovina, qui dirigeait l'opération Tempête et était responsable des massacres commis par les soldats croates, a été condamné à 24 ans de prison par la TPIY avant d'être acquitté en appel.
Le 28 août 1995, à la suite des bombardements continus de Sarajevo par les forces serbes, un deuxième massacre a lieu à Markale, faisant 37 morts et 90 blessés parmi les civils. En réaction, l'OTAN lance l'opération Deliberate Force, une campagne de bombardements aériens visant les positions militaires de l'Armée de la Republika Srpska (VRS) qui attaquait les « zones de sécurité » désignées par l'ONU. L'opération est déclenchée par le massacre de Markale et le génocide de Srebrenica. Les frappes aériennes visent les positions d'artillerie, les défenses aériennes de la VRS, ainsi que les installations de stockage, sans jamais cibler directement les unités déployées sur le terrain.
Du 8 au 17 septembre 1995, les forces conjointes de la HV, du HVO et de l'ARBih ont mené l'opération Maestral dans l'ouest de la Bosnie-Herzégovine, libérant environ 2 500 kilomètres carrés de la Bosnie occidentale. La proportion du territoire contrôlé par les Serbes en Bosnie-Herzégovine a ainsi été réduite de 70 % à environ 49 %. Les forces croates ont repris les villes de Šipovo, Drvar et Jajce, tandis que l'armée de Bosnie (ARBiH) a libéré Donji Vakuf, Bosanski Petrovac, Bosanska Krupa et Ključ (Una-Sana), s'approchant de Banja Luka, un bastion serbe stratégique. La capture de Banja Luka aurait signifié la défaite totale des forces serbes en Bosnie-Herzégovine, mais l'avancée a été stoppée à la demande de la diplomatie américaine, qui craignait qu'un succès trop important de l'opération ne compromette les efforts de paix.
« Aujourd’hui encore, de nombreux observateurs et acteurs de l’époque, républicains comme démocrates, regrettent que l’administration Clinton n’ait pas laissé les combats se dérouler jusqu’à leur terme, l’écrasement total des Serbes de Bosnie ». Richard Holbrooke a déclaré quinze ans plus tard : « Je ne sais pas si nous avons pris la bonne décision. La Bosnie pourrait être aujourd'hui un État plus unifié et prospère si les extrémistes responsables de la guerre avaient été écrasés, au lieu de jouer un rôle continu – et perturbateur – dans la Bosnie d'après-guerre. L'effondrement des extrémistes serbes en Bosnie aurait pu relâcher l'emprise de Milosevic sur la Serbie, et la guerre du Kosovo qui aurait suivi n'aurait peut-être pas été nécessaire ».
L'opération Maestral a modifié l'équilibre des forces sur le terrain, établissant les conditions nécessaires pour entamer des négociations de paix. Ce sont les offensives terrestres menées par les forces conjointes croates et bosniaques, plutôt que les bombardements de l'OTAN sur les infrastructures serbes, qui ont poussé les forces serbes de Bosnie à la table des négociations.

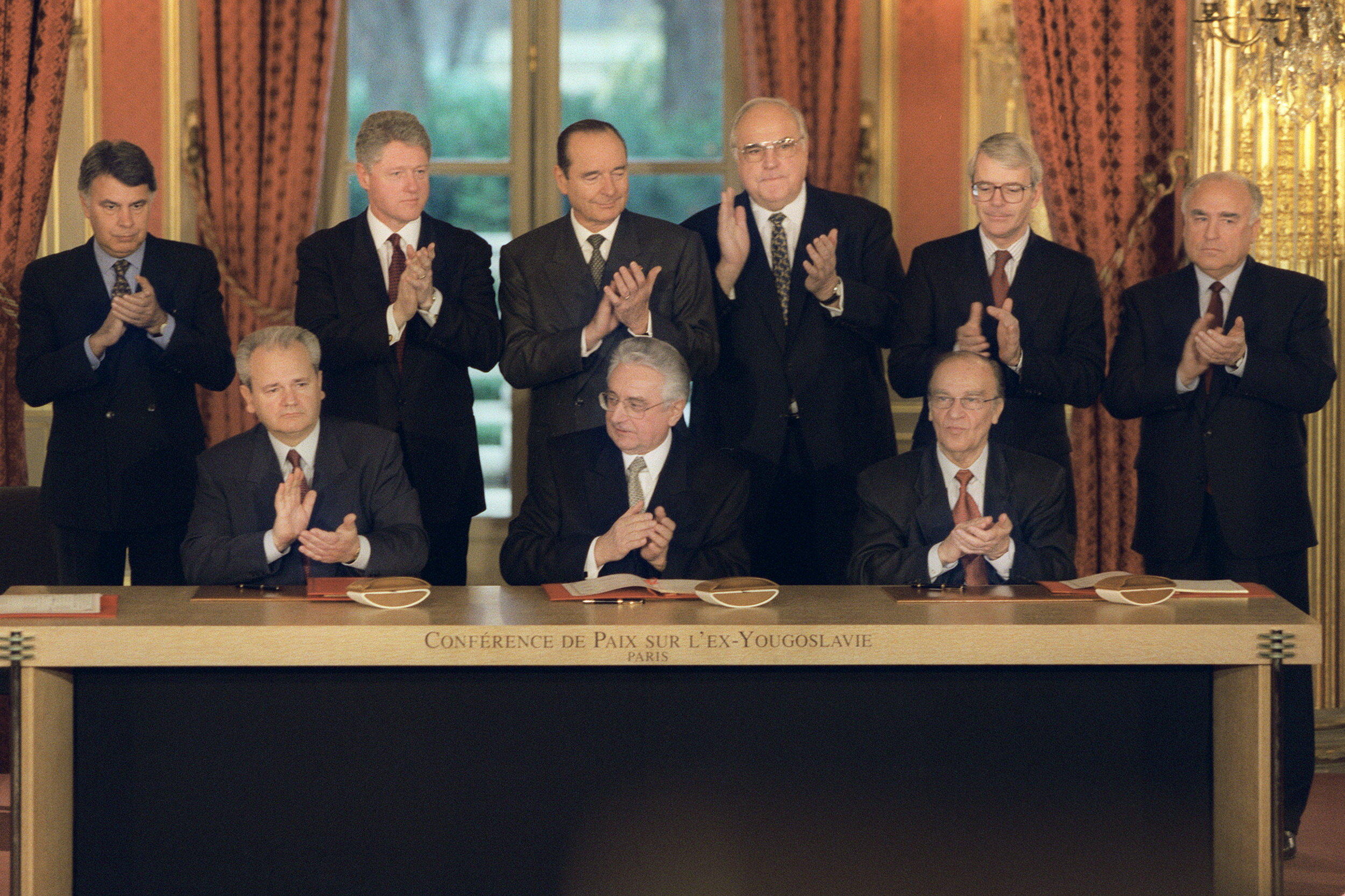
Signature de l'accord de paix à Paris le 14 décembre 1995. Assis de gauche à droite : Slobodan Milošević, Franjo Tuđman et Alija Izetbegović.

Le 21 novembre 1995, sous la pression américaine, les accords de Dayton sont conclus à Dayton (États-Unis) et officiellement signés le 14 décembre 1995 à Paris par le président croate Franjo Tuđman, le président bosnien Alija Izetbegović et le président serbe Slobodan Milošević, qui représentait également les Serbes de Bosnie. Paul Garde a déclaré : « L’accord a été signé parce que les Américains et, à leur suite, les Européens ont su « ajouter la guerre à la guerre ». C’est justement ce que demandaient depuis quatre ans les intellectuels tant décriés, et que François Mitterrand refusait obstinément, mais il n’était plus à l’Élysée pour l’empêcher… ».
Cet accord a mis fin à la guerre et a confirmé la continuité de l'État de Bosnie déjà reconnu à l'échelle internationale, avec les mêmes frontières qu'il avait sous l'ex-Yougoslavie. L'organisation interne de l'État a été modifiée, le pays étant divisé en deux entités : la fédération de Bosnie-et-Herzégovine(51 % du territoire) et la république serbe de Bosnie (49 %), conformément à la proposition du groupe de contact qui n'a pas été adoptée. Les entités disposent d'une large autonomie et ont le droit d'établir des relations spéciales parallèles avec les États voisins. Le différend principal concernait la délimitation du corridor de Brčko, qui a été laissé à une résolution ultérieure, aboutissant à la création du district de Brčko en tant que territoire distinct, séparé des deux entités.
Avec cet accord, l'entité république serbe de Bosnie, créée par nettoyage ethnique, a été officiellement reconnue, même si les Nations unies avaient souligné dans plusieurs résolutions qu'elles ne reconnaîtraient pas les territoires occupés par la force. Ainsi, les villes à majorité bosniaque telles que Zvornik, Vlasenica, Bratunac, Rogatica, Višegrad, Foča (soumise à un nettoyage ethnique) et Srebrenica, où un génocide a été commis, ont été attribuées à l'entité serbe. « Les grandes puissances se sont laissé imposer les termes de la paix et ont permis à ceux qui avaient formulé des intentions génocidaires de les réaliser et de parachever ainsi la mise en œuvre de leur projet. À Dayton, les grandes puissances ont récompensé ceux qui, quelques semaines plus tôt, avaient systématiquement déporté et tué la population musulmane de l’enclave en leur attribuant les champs de la mort et en leur permettant ensuite de les repeupler à leur guise afin d’en modifier à jamais la structure ethnique ».
Au moment où l'armée de Bosnie, renforcée et mieux équipée, commençait à reconquérir les territoires occupés sous la pression américaine, le président de Bosnie Izetbegović a été contraint d'accepter cet accord.
Lors d’une réunion du Conseil suprême de défense en Serbie en 1995, Milošević a déclaré à son entourage : « Sans victoire militaire, la communauté internationale ne nous aurait jamais proposé de diviser la Bosnie-Herzégovine en deux, alors qu’il n’y a jamais eu de toute l’histoire un État serbe sur ce territoire ». Après l’accord de Dayton, il a ajouté : « Nous avons la moitié de la Bosnie ! Une république ! Parmi les quatre plans [de paix], c’est le meilleur pour les Serbes. Ils ont toutes les villes le long de la Save, trois villes à l’intérieur et toute la vallée de la Drina, sauf Gorazde. Cela représente cinquante villes et vingt-cinq mille kilomètres carrés ! Il va falloir renvoyer tous les réfugiés [serbes] qui sont chez nous afin qu’ils puissent peupler ces territoires ».
Le système politique instauré par les accords de Dayton en Bosnie est complexe et difficile à gérer en raison de l'obstruction constante de l'entité serbe, qui, malgré son autonomie significative, a menacé à plusieurs reprises de déclarer son indépendance et de s'unir à la Serbie. Parallèlement, les Croates de Bosnie réclament la création de leur propre entité. Par conséquent, les objectifs de guerre restent inchangés et sont désormais poursuivis par des moyens politiques,,.
L'accord prévoyait le retour des réfugiés dans les zones d'où ils avaient été expulsés, mais l'opposition des nationalistes au pouvoir a entravé cet objectif, laissant la Bosnie ethniquement divisée.

## Dénouement
Le dénouement du conflit intervient après un nettoyage ethnique mené par les Serbes de Bosnie et le génocide de Srebrenica en juillet 1995.
Du 13 au 16 juillet 1995, l'armée des Serbes de Bosnie, commandée par Ratko Mladić, s'empare de Srebrenica, une enclave bosniaque encerclée depuis le début du conflit où se sont réfugiés des milliers de personnes. Jusqu'à cette offensive serbe, Srebrenica était sous la protection des Casques bleus. Les forces serbes commettent un massacre (8 000 personnes massacrées). Devant l'inefficacité des Casques bleus, les forces de l'Alliance atlantique (OTAN) sont alors intervenues en 1995 directement contre les milices serbes de Bosnie. En août de cette même année, la Croatie reconquiert la Krajina lors d'une opération-éclair de trois jours, l'opération Tempête, appuyée par des bombardements de l'OTAN. L'opération fait un millier de victimes et 200 000 réfugiés serbes sont alors déplacés. Dans le même temps, les forces bosniaques et croates acculent les Serbes à la défensive et reprennent le contrôle d'importants territoires. Les accords de Dayton signés le 14 décembre 1995 par Izetbegovic (bosniaque), Tudjman (croate) et Milosevic (serbe), mettent fin au conflit. La Bosnie-Herzégovine devient une confédération de deux entités, la Fédération croato-bosniaque (51 % du territoire, 65 % de la population) et la république serbe de Bosnie (49 % du territoire, 35 % de la population). Le TPIY créé durant la guerre a arrêté tous les dirigeants serbes incriminés (Ratko Mladić étant le dernier et a été arrêté le 26 mai 2011), jugé et condamné des criminels de guerre. Le massacre de Srebrenica est considéré comme le « pire massacre commis en Europe depuis la fin de la Seconde Guerre mondiale », et il a été reconnu par la Cour internationale de justice (CIJ) comme un génocide. Environ 400 Casques bleus néerlandais étaient sur place au moment du massacre, ceux-ci n'ont pas pu protéger les habitants comme ils le devaient, puisque le général français Bernard Janvier a refusé initialement le soutien aérien crucial pour les Néerlandais. En deuxième instance, quand il fut donné la permission pour les avions d'appui aérien en question, ils auraient déjà regagné leur base en Italie par manque de carburant. Pourtant, le 16 juillet 2014, le tribunal de la Haye estime que l'État néerlandais est civilement responsable de 300 morts à Srebrenica. Aujourd'hui encore, des corps sont retrouvés en état de décomposition avancée sur les terres de Srebrenica. Ils sont examinés puis enterrés, chaque année à la même date, le 11 juillet, en présence de dizaines de milliers de personnes.

## Victimes et bilans
À la fin de la guerre, les estimations du nombre de victimes oscillent entre 25 000 et 329 000 morts. Les variations sont en partie le résultat de l'utilisation de définitions incohérentes de qui peut être considéré comme victime de la guerre, car certaines recherches n'ont calculé que les victimes directes de l'activité militaire tandis que d'autres recherches ont inclus ceux qui sont morts de faim, de froid, de maladie ou d'autres conditions de guerre. Ces chiffres ont depuis été revus à la baisse.
| Total tués 104 732  | Bosniaques | 68 101 |
| Total tués 104 732  | Serbes     | 22 779 |
| Total tués 104 732  | Croates    | 8 858  |
| Total tués 104 732  | Les autres | 4 995  |
| Civils tués 36 700  | Bosniaques | 25 609 |
| Civils tués 36 700  | Serbes     | 7 480  |
| Civils tués 36 700  | Croates    | 1 675  |
| Civils tués 36 700  | Les autres | 1 935  |
| Soldats tués 68 031 | Bosniaques | 42 492 |
| Soldats tués 68 031 | Serbes     | 15 298 |
| Soldats tués 68 031 | Croates    | 7 182  |
| Soldats tués 68 031 | Les autres | 3 058  |

| Total tués 101 040 (au total comprend un statut inconnu de 5 100) | Bosniaques | 62 013 |
| Total tués 101 040 (au total comprend un statut inconnu de 5 100) | Serbes     | 24 953 |
| Total tués 101 040 (au total comprend un statut inconnu de 5 100) | Croates    | 8 403  |
| Total tués 101 040 (au total comprend un statut inconnu de 5 100) | Les autres | 571    |
| Civils tués 38 239                                                | Bosniaques | 31 107 |
| Civils tués 38 239                                                | Serbes     | 4 178  |
| Civils tués 38 239                                                | Croates    | 2 484  |
| Civils tués 38 239                                                | Les autres | 470    |
| Soldats tués 57 701                                               | Bosniaques | 30 906 |
| Soldats tués 57 701                                               | Serbes     | 20 775 |
| Soldats tués 57 701                                               | Croates    | 5 919  |
| Soldats tués 57 701                                               | Les autres | 101    |

En juin 2007, le Centre de recherche et de documentation basé à Sarajevo (CDR) a publié des recherches approfondies sur les morts de la guerre en Bosnie, également appelées The Bosnian Book of the Dead, une base de données qui a initialement révélé un minimum de 97 207 victimes de Bosnie-Herzégovine confirmés. Le chef de l'unité démographique du tribunal des crimes de guerre de l'ONU, Ewa Tabeau, l'a qualifiée de la plus grande et plus fiable base de données existante sur les victimes de la guerre de Bosnie-Herzégovine. Plus de 240 000 données ont été collectées, vérifiées, comparées et évaluées par une équipe internationale d'experts afin de produire la liste de 97 207 noms de victimes.
Le bilan du Centre 2007 indiquait qu'il s'agissait de chiffres confirmés et que plusieurs milliers de cas étaient encore en cours d'examen. L'étude n'inclut pas les décès dus à des accidents pendant la guerre, ou dus à une manipulation imprudente des armes, à la famine ou au manque de médicaments.
Le CDR a publié des mises à jour périodiques de ses chiffres jusqu'en juin 2012, date à laquelle elle a publié son rapport final.
Les chiffres de 2012 ont enregistré un total de 101 040 morts, dont 61,4 % étaient des Bosniaques, 24,7 % étaient des Serbes de Bosnie, 8,3 % étaient des Croates de Bosnie et moins de 1 % appartenaient à d'autres ethnies, avec 5 % supplémentaires dont l'appartenance ethnique n'était pas précisée.
Les décès de civils ont été établis à 38 239, ce qui représente 37,9 % du total des décès. Les Bosniaques représentaient 81,3 % de ces morts parmi les civils, contre 10,9 % pour les Serbes de Bosnie et 6,5 % pour les Croates de Bosnie. La proportion de victimes civiles est d'ailleurs un minimum absolu car le statut de 5 100 victimes n'était pas établi, et parce que les familles avaient inscrit leurs proches décédés comme victimes militaires afin d'obtenir des prestations pécuniaires d'ancien combattant.
La validité du bilan des morts présenté par le Centre (CDR) est confirmée par l'étude distincte de Zwierzchowski et Tabeau (2010), basée sur l'estimation de systèmes multiples et réalisée sous les auspices du bureau du procureur du TPIY, qui place le nombre estimé de victimes à 104 732. Ewa Tabeau a noté que les chiffres ne doivent pas être confondus avec « qui a tué qui », car, par exemple, de nombreux Serbes de Bosnie ont été tués par l'armée serbe lors du bombardement de Sarajevo, Tuzla et d'autres villes multiethniques. Les auteurs de ce rapport ont déclaré que le nombre réel de morts pourrait être légèrement plus élevé.
En 2012, Amnesty International a estimé que 30 000 personnes ont été portées disparues, et le sort d'environ 10 500 personnes, dont la plupart sont des musulmans bosniaques, reste inconnu.
L'année suivante, la CIA évaluait le bilan du conflit à 97 207 morts, et environ 40 500 disparues, dont 10 496 disparus dont le sort reste inconnu, soit au total, 2,5 % de la population de la Bosnie-Herzégovine en 1995.
Le nombre de blessés pendant la guerre est difficile à déterminer avec précision en raison de dossiers incomplets et de manipulations post-conflit, certaines blessures ayant été exploitées pour obtenir des prestations d'ancien combattant. Toutefois, les estimations approximatives suggèrent cependant que la guerre aurait causé des blessures à environ 300 000 personnes. Les données précises sur le nombre de prisonniers de guerre sont également manquantes, la majorité étant des civils, en raison de l'absence de distinction claire entre civils et combattants. On estime cependant qu'environ 55 000 personnes sont passées par environ 677 camps de détention.
Une étude de 2012 en Bosnie-Herzégovine a révélé que 1,75 million de personnes souffraient de divers troubles de stress post-traumatique (TSPT).
La guerre de Bosnie a déplacé 2 millions de personnes, fait 100 000 victimes, 50 000 femmes violées et détruit 50 % des habitations.

## Crimes de guerre
Selon un rapport de l’ONU, les forces serbes étaient responsables de 90 % des crimes commis en Bosnie-Herzégovine, tandis que les forces croates étaient responsables de 6 % et les forces bosniaques de 4 %.

### Nettoyage ethnique
Le nettoyage ethnique n’est pas une conséquence de la guerre mais son objectif,.
Pour concrétiser les plans de Slobodan Milošević visant à créer un État serbe englobant tous les Serbes de l'ex-Yougoslavie,, il était crucial d'occuper les territoires qu'ils considéraient comme les leurs et d'en expulser les non-Serbes. L’Armée populaire yougoslave (JNA), ainsi que des unités spéciales telles que la Garde des volontaires serbes d'Arkan et paramilitaires en provenance de Serbie et de Serbes locaux, ont été mobilisées à cet effet,.
La JNA a encerclé les villes à majorité non serbe, évacué la population serbe, puis les a bombardées et attaquées avec des chars et des unités spéciales. L'Armée de la république de Bosnie-Herzégovine n'étant pas encore constituée, la population civile, mal armée, était incapable d'opposer une résistance efficace. Dans les villes occupées arrivent les formations paramilitaires des Tchetniks de Šešelj venues de Serbie, ainsi que des groupes paramilitaires locaux,. Les dirigeants bosniaques étaient soit tués, soit envoyés dans des camps de concentration avec des milliers d'autres civils, tandis que le reste de la population était pillé, massacré, violé et déporté de force. Les maisons bosniaques étaient incendiées, et leur patrimoine culturel ainsi que les édifices religieux étaient systématiquement détruits.

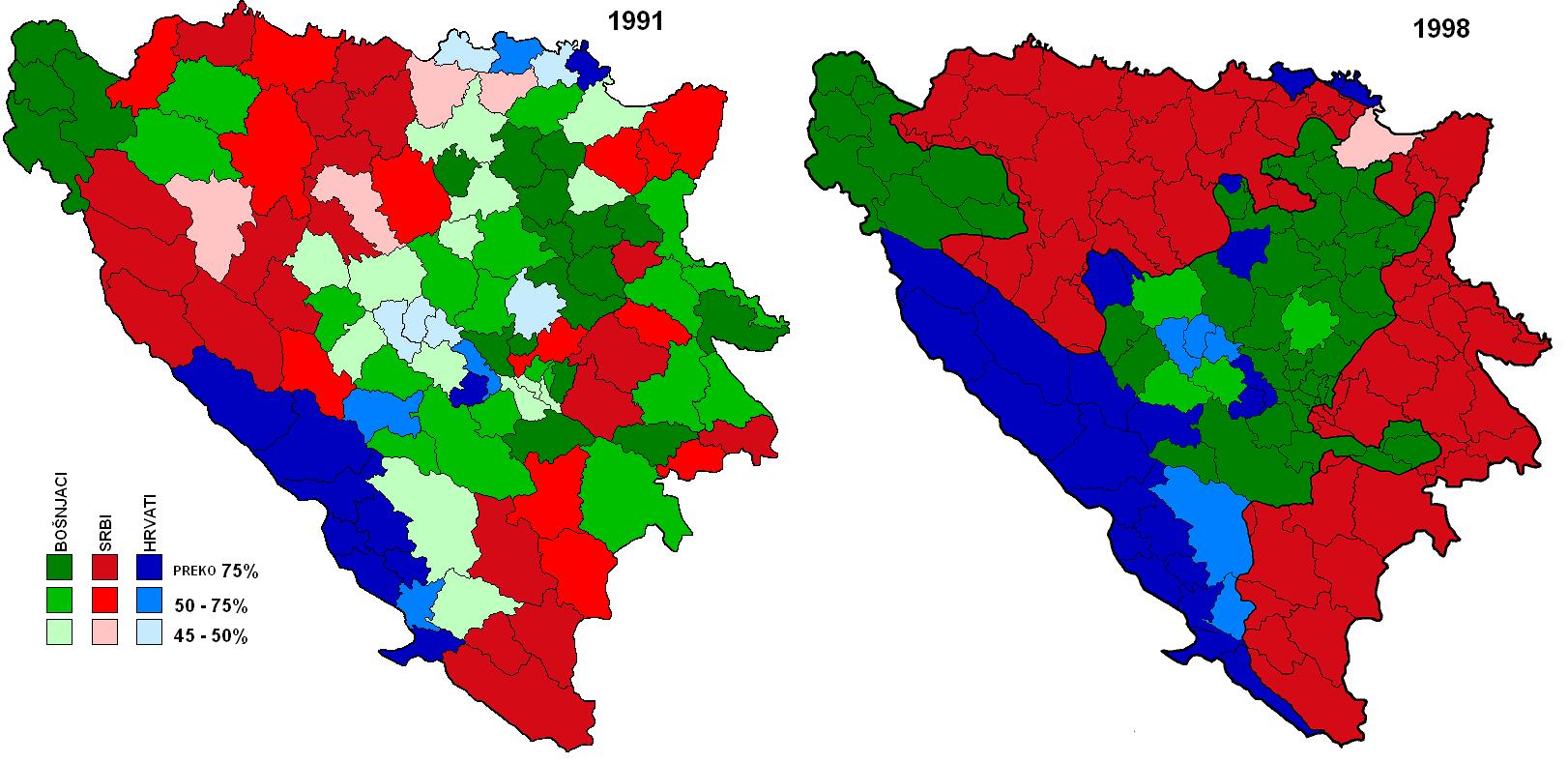
Changement de la répartition ethnique de la Bosnie-Herzégovine causé par le nettoyage ethnique

Après seulement un mois de guerre, l’ONU estimait que 520 000 personnes, soit 12 % de la population, avaient été déplacées . « Entre avril et août 1992, les forces serbes ont expulsé plus de 700 000 musulmans d'une zone couvrant 70 % du territoire de la Bosnie ».
En décembre 1992, la Commission des droits de l’homme des Nations unies « condamne catégoriquement le nettoyage ethnique effectué en particulier en Bosnie-Herzégovine, en reconnaissant que les dirigeants serbes dans les territoires qu’ils contrôlent en Bosnie-Herzégovine, l’armée yougoslave et la direction politique de la république de Serbie portent la responsabilité principale de cette pratique répréhensible ».
Cette campagne de nettoyage ethnique a conduit à la formation d’un territoire serbe ethniquement homogène en Bosnie et à l'autoproclamation de la république serbe de Bosnie. La frontière historique marquée par la rivière Drina entre la Bosnie et la Serbie aurait ensuite été effacée, ouvrant la voie à la création d'une Grande Serbie,.
De manière similaire, Franjo Tuđman a envoyé l'armée croate soutenir les Croates de Bosnie dans la création de la république croate d'Herceg-Bosna par le biais d'un nettoyage ethnique,,.
Les musulmans bosniaques ont également commis des crimes, mais ceux-ci étaient beaucoup moins nombreux et, en tant que partisans d'une Bosnie multiethnique, ces crimes n'ont pas fait l'objet d'une planification ni d'un nettoyage ethnique systématique à grande échelle.
Dans un rapport de 1995, la Central Intelligence Agency concluait que les forces serbes étaient responsables de 90 % du nettoyage ethnique en Bosnie, notamment dans les villes de Prijedor, Banja Luka, Bijeljina, Zvornik, Vlasenica, Foča et Trebinje, entraînant l'expulsion de 750 000 musulmans de ces régions.
L’emprisonnement de milliers de civils bosniaques dans des camps de concentration serbes tels qu’Omarska, Trnopolje, Keraterm et Manjača, faisait partie intégrante de la stratégie globale de nettoyage ethnique. Dans ces camps, ils étaient soumis à la torture et aux massacres dans des conditions inhumaines.
Il en était de même dans les camps de concentration croates pour les Bosniaques, tels que Heliodrom, Dretelj, Gabela et Vojno.
Le nettoyage ethnique était tout aussi brutal et systématique dans les régions où il n'y avait pas de combats, comme dans la région de Banja Luka, où les Serbes de Bosnie, majoritaires, exerçaient un contrôle politique et militaire.
De nombreux bâtiments civils sans valeur militaire, ainsi que des monuments culturels, ont été détruits,. Bogdan Bogdanović, ancien maire de Belgrade et architecte, a créé le terme « urbicide » pour désigner cette destruction visant à effacer les mémoires et les identités culturelles. L'historien Mirko Grmek utilise quant à lui le terme « mémoricide ».
Par exemple, les forces serbes ont délibérément bombardé la Bibliothèque nationale et universitaire de Bosnie-Herzégovine, brûlant des milliers de documents de valeur historique,, tandis que les Croates ont démoli le vieux pont de Mostar, un monument de 400 ans.
Pendant et après l'occupation des villes, de nombreux édifices religieux ont été délibérément démolis afin d'effacer toute trace de présence ethnique non serbe dans les zones que les Serbes considéraient comme les leurs. Ainsi « 1123 mosquées, 504 églises catholiques et cinq synagogues ont été détruites ou endommagées indépendamment de toute opération militaire ».
Les sièges et bombardements des villes de Sarajevo, Bihać, Goražde et Srebrenica, déclarées par l’ONU comme zones protégées pour les civils ,, ainsi que la prise en otages de centaines de Casques bleus utilisés comme boucliers humains,, ont également été des crimes de guerre perpétrés.
La Commission des droits de l’homme des Nations unies a rapporté que, pendant la guerre de Bosnie, plus de 2 millions de personnes ont été déplacées de leurs foyers ou sont devenues des réfugiés, soit près de la moitié de la population totale de la Bosnie-Herzégovine.
Gregory Stanton, spécialiste du génocide et fondateur de Genocide Watch, a déclaré que « le « nettoyage ethnique » est un euphémisme utilisé pour  la négation du génocide ».

### Génocide
En 1993, après de nombreux massacres de civils perpétrés par les forces serbes dans le cadre du nettoyage ethnique, la Bosnie-Herzégovine a accusé la Serbie de génocide. Dans son ordonnance du 8 avril 1993, la Cour internationale de Justice a averti que « le Gouvernement de la république fédérative de Yougoslavie (Serbie et Monténégro) devait immédiatement, conformément à l'engagement qu'il avait assumé aux termes de la Convention du 9 décembre 1948 pour la prévention et la répression du crime de génocide, prendre toutes les mesures en son pouvoir afin de prévenir la perpétration du crime de génocide ». Cependant, cela n'a pas arrêté les massacres.
Après la guerre, le Tribunal pénal international pour l'ex-Yougoslavie (TPIY) a rendu de nombreux verdicts concernant les crimes commis en Bosnie. Six Serbes ont été reconnus coupables de génocide à Srebrenica, mais cette accusation n'a pas été étendue à d'autres villes du pays. Pourtant, le TPIY a affirmé que le nettoyage ethnique en Bosnie « est une forme de génocide »,, soulignant qu'il existe « d’évidentes similitudes entre une politique génocidaire et ce qui est communément appelé une politique de « nettoyage ethnique » ».
Le 27 février 2007, la Cour internationale de justice (CIJ) a statué sur la plainte pour génocide déposée par la Bosnie contre la Serbie. Dans son arrêt, la CIJ a suivi le TPIY en concluant que, d'après les preuves présentées, seul le massacre de Srebrenica parmi les nombreux massacres en Bosnie constituait un génocide, tout en affirmant que la Serbie n'était ni directement responsable ni complice de ce génocide. Toutefois, la Cour a jugé la Serbie coupable, en vertu de la Convention sur le génocide, de ne pas avoir empêché le génocide de Srebrenica commis par l'armée serbe de Bosnie (VRS) et de ne pas avoir coopéré avec le TPIY pour punir les responsables.
Antonio Cassese, expert en droit international et premier président du Tribunal pénal international pour l'ex-Yougoslavie, a qualifié ce jugement de véritable « massacre judiciaire ».
Florence Hartmann, ancienne porte-parole du TPIY, dans son livre « Paix et châtiment » et dans l'article « Documents vitaux cachés sur le génocide » a accusé les magistrats du TPIY « d'avoir empêché, à la demande de Belgrade, la communication de preuves compromettantes à la Cour internationale de justice, qui devait juger l'État serbe pour agression et génocide en Bosnie ». Ces documents auraient pu prouver l’implication directe de Belgrade dans les crimes en Bosnie et auraient dû être soumis à la CIJ. Leur rétention a empêché la Bosnie de les présenter, ce qui a conduit la CIJ à conclure que la Serbie n’avait ni planifié ni participé au génocide. Pour avoir divulgué ces informations confidentielles, Florence Hartmann a été condamnée à sept jours de prison par le TPIY.
Malgré la reconnaissance de ce génocide par les plus hautes instances internationales, les principaux dirigeants politiques de Serbie ainsi que de l'entité serbe de Bosnie continuent de le nier. Cette attitude constitue l’un des principaux obstacles à la réconciliation durable dans la région. Après des années de glorification des criminels condamnés pour génocide et de négation persistante des faits, l’Organisation des Nations Unies a adopté, le 23 mai 2024, une résolution proclamant le 11 juillet Journée internationale de réflexion et de commémoration du génocide de Srebrenica.

### Viol
Pendant la guerre, le viol a été utilisé comme arme pour atteindre les objectifs de nettoyage ethnique. Les  plans de guerre élaborés en Serbie incluaient une stratégie visant spécifiquement les femmes. Selon les experts serbes : « Notre analyse du comportement des communautés musulmanes démontre que le moral, la volonté et la nature belliqueuse de leurs groupes ne peuvent être compromis que si nous orientons notre action vers le point où la structure religieuse et sociale est la plus fragile. Nous parlons des femmes, en particulier des adolescents, et des enfants. Une intervention décisive sur ces personnages sociaux sèmerait la confusion [...], provoquant d'abord la peur puis la panique, conduisant à un probable retrait des territoires impliqués dans l'activité de guerre ».
En décembre 1992, l'ONU s’est déclarée « horrifiée par les informations sur la détention et le viol massifs, organisés et systématiques des femmes, notamment des femmes musulmanes, en Bosnie-Herzégovine ».
On estime que pendant la guerre, entre 12 000 et 50 000 femmes ont été violées, la plupart étant des musulmanes bosniaques, avec une majorité des viols perpétrés par les forces serbes,,. Pour chaque viol signalé, il est probable qu'il y ait 15 à 20 cas non signalés, certaines femmes ayant été tuées après avoir été violées, et beaucoup de survivantes choisissant de se taire par crainte des représailles, du fait que leurs violeurs n’ont pas été arrêtés, ou d'être ostracisées au sein de leur propre communauté.
Ce viol de masse et l'esclavage sexuel ont été, pour la première fois, reconnus par le TPIY comme un crime contre l'humanité,.
Les viols ont été particulièrement systématiques dans certaines régions, notamment en Bosnie orientale lors des campagnes de nettoyage ethnique de Foča et Višegrad, dans les camps de concentration de la région de Prijedor, ainsi qu'à Grbavica durant le siège de Sarajevo. Les femmes et les filles étaient emprisonnées dans divers centres de détention, où elles subissaient des abus, y compris des viols répétés. Tristement célèbres sont la « maison de Karaman » à Foča et Vilina Vlas à Višegrad. Les survivantes, en plus des traumatismes physiques, endurent souvent des séquelles psychologiques graves, des problèmes gynécologiques, et des grossesses non désirées.
Pour ces crimes, le TPIY a condamné près de trente personnes, dont Kunarac, Kovač, Vuković, Tadić, Krstić et d'autres.

## Conséquences

### Déplacement et changement de la structure démographique
En raison du nettoyage ethnique mené par les Serbes et, dans une moindre mesure, par les Croates, la composition ethnique de la Bosnie a radicalement changé.
Selon le Centre international pour le développement de la politique migratoire, environ 1 270 000 Bosniaques, 540 000 Serbes et 490 000 Croates ont été déplacés ou ont fui pendant le conflit.
Les changements dans la composition ethnique des deux entités ont été significatifs. En 1991, sur le territoire de l'entité Republika Srpska, la répartition était de 54,32 % de Serbes, 28,77 % de Bosniaques et 9,39 % de Croates. En 1997, selon les estimations du HCR, cette répartition était passée à 96,79 % de Serbes, 2,19 % de Bosniaques et 1,02 % de Croates. En ce qui concerne la fédération de Bosnie-Herzégovine, la composition ethnique en 1991 était de 52,09 % de Bosniaques, 22,13 % de Croates et 17,62 % de Serbes. En 1997, ces proportions étaient de 72,61 % de Bosniaques, 22,27 % de Croates et 2,32 % de Serbes.
Cependant, les conditions de ces déplacements varient considérablement. L'objectif des Serbes était de diviser la Bosnie et de procéder à des échanges de populations. Dans cette optique, les dirigeants serbes de Bosnie ont exercé des pressions pour que les Serbes quittent en masse les zones sous contrôle du gouvernement de Bosnie, comme lors du départ des Serbes de Sarajevo après les accords de Dayton, une stratégie également adoptée par les nationalistes croates. En revanche, la population musulmane, attachée à l'idée d'une Bosnie-Herzégovine multiethnique et unifiée, n'a pas été encouragée par ses propres dirigeants à partir, mais a été expulsée de force des régions sous contrôle serbe

### Aspect économique
La crise économique en Yougoslavie avant sa désintégration a eu des répercussions sévères sur les républiques nouvellement indépendantes, et les effets économiques de la guerre en Bosnie ont été particulièrement dévastateurs.
Environ 445 000 logements ont été détruits ou endommagés, soit 37 % du total des ménages du pays. Les dommages totaux causés par la guerre sont estimés entre 50 et 70 milliards de dollars. En 1995, le PIB de la Bosnie-Herzégovine ne représentait que 15 % de son niveau d'avant-guerre, et ce n’est qu'en 2005 qu'il a atteint 60 % de ce niveau.
Aux destructions causées par la guerre s’ajoutent des appropriations massives de biens, ainsi que des pillages et démolitions systématiques. De nombreuses usines ont été démantelées, leurs machines transférées en Serbie, tout comme des centaines de milliers de véhicules. La population civile a été dépouillée de ses biens précieux, tels que l'or, l'argent et d'autres objets de valeur, tandis que des appareils électroménagers étaient pillés dans les foyers des millions de Bosniaques expulsés.
Lorsque les Serbes doivent quitter des municipalités à majorité bosniaque, ils détruisent systématiquement tout ce qui ne peut être emporté, qu'il s'agisse de maisons, d'usines ou d'infrastructures. Par exemple, lors du retrait de l'armée serbe de la JNA de Bihać en 1992, l'aéroport a été miné et détruit. De même, lorsque les Serbes de Bosnie ont quitté Sarajevo en 1995 sous la pression de leurs dirigeants, les appartements et maisons qu'ils abandonnaient ont été entièrement saccagés,.
L'aide internationale à la reconstruction se retrouve souvent entre les mains de criminels de guerre encore en liberté et au pouvoir.
Les infrastructures détruites ont gravement affecté l'économie, et il faudra du temps et des investissements pour restaurer les capacités productives.

### Conséquences politiques
Avec les accords de Dayton, la guerre a pris fin et la continuité de l'État de la Bosnie-Herzégovine, reconnu internationalement depuis 1992, a été confirmée. Toutefois, l'organisation interne du pays a été modifiée, le territoire étant divisé en deux entités administratives : la fédération de Bosnie-et-Herzégovine (51 % du territoire) et la république serbe de Bosnie (49 %), chacune bénéficiant d'une large autonomie. Ainsi, les conquêtes territoriales serbes et le nettoyage ethnique qui les ont accompagnées, y compris dans la région de Srebrenica où le génocide a eu lieu, ont été validés par les accords de Dayton,.
Les Serbes et Croates de Bosnie glorifient leurs chefs de guerre comme des héros, malgré leur condamnation en tant que criminels de guerre par le TPIY. Le génocide commis durant la guerre en Bosnie est réduit au « génocide de Srebrenica », qui, bien que reconnu internationalement, est encore nié  par les Serbes de Bosnie et de Serbie, compromettant ainsi gravement la réconciliation et la paix dans la région,.
Même 30 ans après la guerre, la Serbie et la Croatie n'ont pas renoncé à leurs aspirations initiales concernant la division de la Bosnie. Les objectifs ayant déclenché le conflit — la création d'une Grande Serbie et d'une Grande Croatie par la partition de la Bosnie — restent inchangés, mais sont désormais poursuivis par des moyens politiques,.
Depuis des années, les dirigeants de l'entité serbe, encouragés par la Serbie et soutenus par la Russie, menacent régulièrement d'organiser un référendum sur l'indépendance et l'annexion à la Serbie,. De leur côté, les Croates de Bosnie plaident constamment pour la création d'une troisième entité croate, qui pourrait éventuellement se rattacher à la Croatie. La Serbie et la Croatie profitent des « relations spéciales » permises par les accords de Dayton pour renforcer leurs liens avec les communautés serbes et croates de Bosnie, qui se sentent de plus en plus détachées de l'État bosnien. Bien que la Serbie et la Croatie déclarent officiellement respecter l'intégrité territoriale de la Bosnie, reconnue au niveau international, elles ne se désolidarisent pas clairement de ces initiatives séparatistes.
La RS, influencée par la Serbie et la Russie, fait obstacle à l'adhésion de la Bosnie à l'OTAN.
Le nettoyage ethnique s'est poursuivi après la guerre, notamment dans l'entité de la république serbe de Bosnie, mais par des moyens différents. Les réfugiés serbes venus de Croatie et d'autres régions de Bosnie ont repeuplé les villes et les zones de l'entité serbe, d'où les Bosniaques avaient été expulsés. En revanche, le retour des réfugiés bosniaques a été systématiquement entravé par des conditions de vie insoutenables, la discrimination, le manque d'accès à l'emploi et à la protection sociale, ainsi que par les insultes, les menaces, les agressions et les incendies de maisons. Ceux qui ont pu récupérer leurs biens grâce à l'intervention de la communauté internationale finissent souvent par les vendre ou les échanger, préférant quitter ces régions où les conditions de vie restent insupportables. En fédération de Bosnie-Herzégovine, la situation est légèrement meilleure, car les Bosniaques aspiraient à un État multiethnique plutôt qu'à un État ethniquement homogène. Toutefois, l'afflux massif de réfugiés expulsés des territoires contrôlés par les forces serbes a fortement accru la population bosniaque. Parallèlement, les massacres ciblés contre les civils bosniaques ont créé une méfiance inédite, poussant certains Serbes, par crainte pour leur sécurité et sous la pression de leurs dirigeants cherchant à homogénéiser ethniquement la région, à quitter la Fédération.
Avec la politique des nationalistes au pouvoir, les nouvelles générations grandissent dans des environnements largement dominés par leur propre groupe ethnique et fréquentent des écoles distinctes avec des programmes scolaires différents. Cela limite fortement les opportunités d'interaction et d'intégration entre les communautés, exacerbant ainsi les divisions.
La Bosnie est donc restée ethniquement divisée, les communautés serbes et croates de Bosnie cherchant à se joindre respectivement à la Serbie et à la Croatie voisines, ce qui correspondait à l'objectif de la guerre.
L'appareil d'État bosnien, déjà complexe et façonné par les accords de Dayton, devient de plus en plus dysfonctionnel à cause des blocages imposés par les partis nationalistes. La principale raison de l'instabilité concerne la division administrative actuelle du pays, avec deux entités dotées de pouvoirs étendus. L'historien Rénéo Lukic considère que « pour assurer la pérennité de la Bosnie-Herzégovine, il est crucial de renforcer les institutions centrales en abolissant les entités.

## Caractéristiques et atrocités
La division souhaitée de la Bosnie entre la Serbie et la Croatie était entravée par le mélange ethnique de sa population, un obstacle résolu par la purification ethnique, une pratique majeure lors de la guerre de Bosnie. Celle-ci a impliqué des déplacements forcés de population, des internements dans des camps de concentration, des viols, des massacres, et la destruction d'édifices culturels et religieux. De plus, le génocide perpétré à Srebrenica met en évidence la dimension raciste de ces crimes,,.
Compte tenu de la participation de l'Armée populaire yougoslave (JNA) devenue l'armée de Serbie, et de l'armée croate (HV) aux opérations militaires en Bosnie, les Nations unies ont classé cette guerre comme un conflit international,.
L'historien Renéo Lukic considère que c'était « une guerre de conquête territoriale ». L'Organisation des Nations unies dans sa résolution 752 du 15 mai 1992

« Exige que cessent immédiatement toutes les formes d’ingérence extérieure en Bosnie-Herzégovine, y compris de la part d’unités de l’armée populaire yougoslave, de même que d’éléments de l’armée croate, et que les voisins de la Bosnie-Herzégovine agissent très rapidement pour mettre un terme à toute ingérence et respectent l’intégrité territoriale de la Bosnie-Herzégovine. »

De nombreux politiciens occidentaux et organisations de défense des droits de l'homme ont affirmé qu'il s'agissait d'une guerre d'agression de la Serbie et de la Croatie basée sur des accords de partition de la Bosnie. Comme le déclarent Burg et Shoup : « Du point de vue de la diplomatie et du droit internationaux… la décision internationale de reconnaître l'indépendance de la Bosnie-Herzégovine et de lui accorder l'adhésion aux Nations unies a fourni une base pour définir la guerre comme un cas d'agression extérieure par la Serbie et la Croatie. En ce qui concerne la Serbie, on pourrait encore avancer que l'armée des Serbes de Bosnie était sous le commandement de facto de l'armée yougoslave et était donc un instrument d'agression extérieure. En ce qui concerne la Croatie, les forces régulières de l'armée croate ont violé l'intégrité territoriale de la Bosnie-Herzégovine, apportant des preuves supplémentaires à l'appui de l'idée qu'il s'agissait d'un cas d'agression ».
La Serbie dirigée par Slobodan Milošević a été largement considérée comme l'agresseur,,,, et ce conflit comme une guerre d'agression,, ou « une agression planifiée »,.
Les Bosniaques appellent ce conflit une agression contre la Bosnie-Herzégovine internationalement reconnue, tandis que pour les Serbes et les Croates de Bosnie, c'est la guerre de la défense et de la patrie. On l’appelait aussi une « guerre des territoires » à cause de la politique expansionniste de Milošević.
Les expressions « toutes les parties ont commis des crimes » peuvent être entendues dans les débats sur cette guerre. De cette façon la responsabilité est égalisée, et la victime et l'agresseur sont appelés parties belligérantes,.
Le rapporteur spécial de la Commission des Nations unies pour l'ex-Yougoslavie, Tadeusz Mazowiecki, a souligné dans plusieurs de ses rapports que les Serbes étaient les agresseurs dans ce conflit.
Plusieurs résolutions de l'ONU ont également confirmé ce fait,,,.
D'après les informations publiées par la CIA, 90 % des crimes en Bosnie ont été commis lors du nettoyage ethnique par les Serbes.
Selon les données du TPIY, sur 93 criminels condamnés, 67 sont Serbes (dont 6 pour génocide), 18 sont Croates, 5 sont Bosniaques, 2 sont Kosovars et 1 est Macédonien.
D'autre part, le rapport sur le nombre de victimes civiles de la guerre en Bosnie-Herzégovine révèle que sur 38 239 civils tués, 31 107 étaient des Bosniaques.
Certains politiciens occidentaux ont affirmé qu'il y avait une « guerre civile » en Bosnie-Herzégovine et ont appelé toutes les parties au conflit, y compris le gouvernement de Bosnie, des « factions belligérantes ».

« Vance et Owen ont introduit la notion de «trois factions belligérantes». Cela plaçait le gouvernement de Sarajevo au même niveau que les insurgés croates et serbes. Ainsi, les bases ont été jetées pour les négociations sur la partition de la Bosnie, qui comprenaient, à son tour, la décision de récompenser l'agression serbe. Les médiateurs de l'ONU et de la CE, ainsi que les médias occidentaux, ont commencé à traiter le gouvernement bosnien comme s'il ne représentait que des musulmans, même si, au 12 février 1993, le cabinet bosnien comprenait toujours six Serbes et cinq Croates aux côtés de neuf musulmans. »

Et seulement « après trois ans de massacres, et surtout après l'humiliation des forces de la communauté internationale (chose finalement intolérable), il semble que l'opinion internationale ait admis à contrecœur et avec de grandes réserves que les Serbes sont les agresseurs ».
En tout cas, cela ne peut pas être considéré comme une guerre classique, surtout en 1992, quand il s'agissait d'un massacre de civils bosniaques désarmés,. Ce n'est que lorsque les Bosniaques ont été armés en 1995 et le déséquilibre dans l'armement s'est atténué, cela peut être considéré comme une guerre entre armées, mais c'est à ce moment-là que l'accord de paix a été signé.

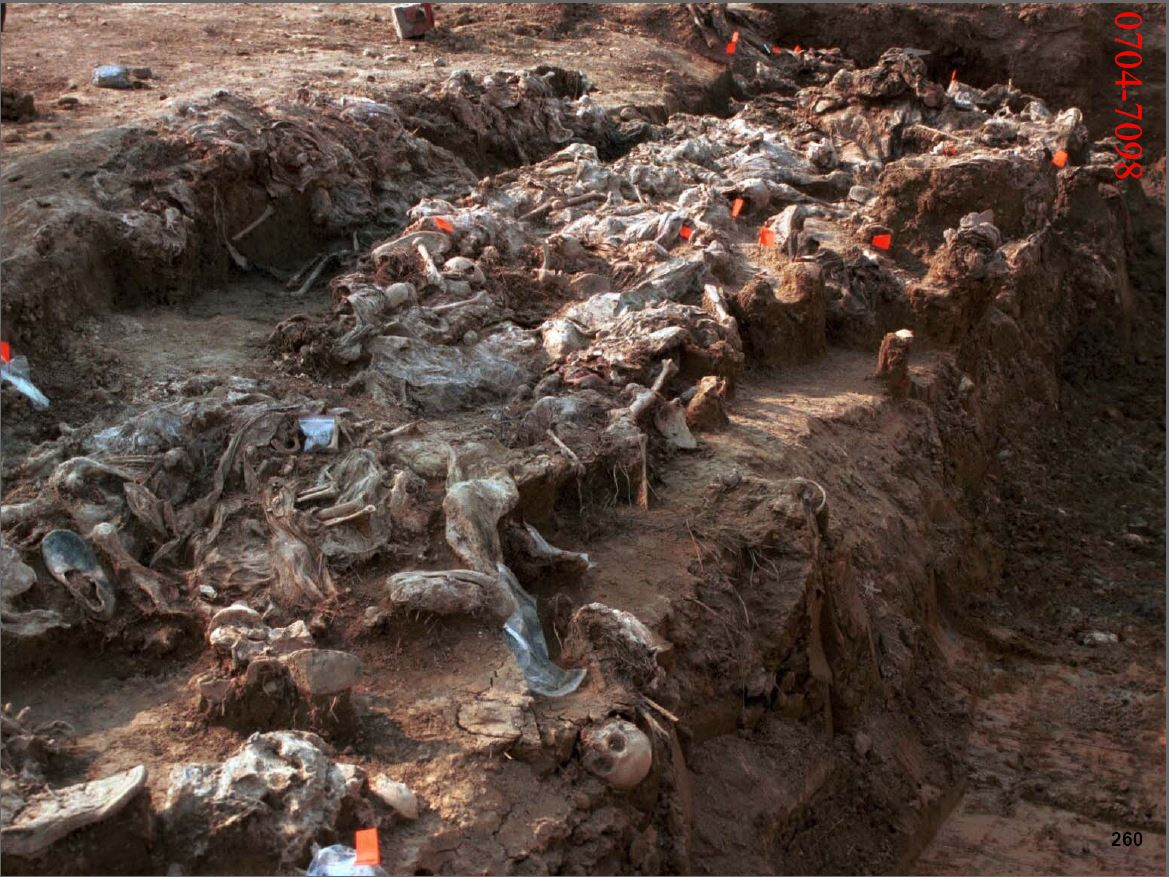
Exhumation des victimes du génocide de Srebrenica

Les Serbes ont commis le plus grand nombre de crimes. Un rapport de commission d’experts de Nations unies « conclut que, globalement, 90 % des crimes commis en Bosnie-Herzégovine étaient le fait des Serbes extrémistes, 6 % celui des Croates, 4 % celui des Musulmans extrémistes ».
Ceci est également confirmé par la CIA. Devant la Tribunal pénal international pour l'ex-Yougoslavie, le plus grand nombre de personnes reconnues coupables de crimes commis étaient des Serbes, et parmi les victimes civiles, 81 % étaient des Bosniaques, 11 % des Serbes et 6 % des Croates.
Les Serbes sont responsables de massacres systématiques de la population civile,, d’exécutions sommaires,,, d’extermination,, d’atrocités, de nettoyage ethnique,,, de viols massifs systématiques,, de traitements inhumains dans les camps de concentration,,, de sièges et de bombardements aveugles de villes et de villages,, de destruction du patrimoine culturel et d'édifices religieux,,, de prises d'otages de soldats de l'ONU et de génocide,,.
D'autres parties au conflit ont commis des crimes.
Ainsi, les Croates de Bosnie ont expulsé les Bosniaques et les Serbes des zones que leurs forces contrôlaient, usant d'épuration ethnique, de massacres, de viols, de blocage d'aide humanitaire, et de conditions inhumaines dans des centres de détention,.
Dans une moindre mesure, les Bosniaques ont commis des crimes de guerre, des actes de torture, des travaux forcés et des persécutions humiliantes contre les Serbes et les Croates,.
Des événements dont les Serbes de Bosnie sont responsables, comme le siège de Sarajevo,, et le génocide de Srebrenica,, sont devenus emblématiques du conflit.

## Prises de position internationales et soutien étranger
À la suite des conflits en Yougoslavie, le Conseil de sécurité de l'ONU a adopté la résolution 713 en septembre 1991, imposant un embargo sur les livraisons d'armes à l'ensemble des territoires yougoslaves. Cependant, l'ex-Yougoslavie possédait un arsenal d'armes si vaste qu'elle aurait pu soutenir un conflit pendant de nombreuses années. Cette mesure a favorisé la partie serbe, qui détenait la majorité des armes de l'ex-Yougoslavie, et l’Armée populaire yougoslave (JNA) est devenue l'armée serbe.
L’embargo en vigueur pendant la guerre de Bosnie a été violé par de nombreux pays. Les Serbes et Croates de Bosnie étaient armés et soutenus par la Serbie et la Croatie voisines via des frontières bosniennes non gardées, dans le but de diviser la Bosnie et de rejoindre respectivement la Grande Serbie et la Grande Croatie. L'embargo a empêché l’État de Bosnie, pourtant internationalement reconnu, de se défendre légitimement contre cette agression,. Tandis que la Russie envoyait des armes à la Serbie, la Croatie s'armait via l'Autriche, l'Allemagne et par voie maritime. La Bosnie, entourée par la Serbie et la Croatie, a reçu des armes des pays musulmans via la Croatie, qui en a pris une grande partie,.
Les forces serbes, bénéficiant d'une écrasante supériorité en armement, en ont profité. Au cours de la première année de la guerre, elles ont aisément pris le contrôle de nombreuses villes et territoires destinés à créer la Grande Serbie, commettant ainsi d'innombrables crimes contre les civils bosniaques non armés. Malgré son statut de membre de l'ONU, la Bosnie n'a pas obtenu la levée de l'embargo sur les armes pour se défendre, et l'organisation n'a pas non plus protégé le peuple bosnien.
L’Angleterre, la France et la Russie ont empêché la levée de l’embargo sur les armes contre la Bosnie, permettant ainsi que les massacres et le génocide de la population non serbe de l’État internationalement reconnu de Bosnie se déroulent sous les yeux de l’opinion publique mondiale au XXe siècle. La communauté internationale a donc assisté aux massacres sans intervenir pendant trois ans, se limitant à l'envoi d'aide humanitaire.
Les Américains, dont les intérêts majeurs dans les Balkans étaient principalement d'ordre stratégique, ont initialement évité toute intervention militaire et envoi de troupes. Cependant, face à l'impasse européenne, ils ont finalement décidé d'apporter leur soutien en aidant les Croates et les Bosniaques à se réarmer et à s'organiser pour répondre à l'agression serbe. L'action des forces croato-bosniaques mieux armées grâce à intervention américaine, a été déterminante dans la conclusion de l’ accord de paix à Dayton.
L’embargo instauré n’a pas atteint son objectif, mais a permis le nettoyage ethnique, le génocide et la destruction de la Bosnie, État membre de l’ONU,.
Les déclarations d'indépendance de la Slovénie et de la Croatie en juin 1991, pourtant annoncées six mois avant, prennent la diplomatie française au dépourvu. Cette dernière s'accroche au principe essentiel de la guerre froide : le statu quo, le refus de toute modification de frontières. L'attitude française envers la Bosnie-Herzégovine sera identique : le Quai d'Orsay parle toujours des « belligérants », montrant une volonté claire de les renvoyer dos à dos, de ne pas prendre parti. La France s'illustrera surtout par des discours humanitaires, par une volonté de protéger les populations en faisant abstraction de la guerre en cours. Cette position atteindra son paroxysme avec la visite du président François Mitterrand aux Casques bleus français à Sarajevo lors de laquelle il prononcera sa célèbre phrase : « Il faut laisser du temps au temps ».
Après que les médias du monde entier ont rapporté en 1992 les horreurs des camps de concentration pour non-Serbes en Bosnie, du nettoyage ethnique et des massacres, l'opinion publique a commencé à changer. De nombreux intellectuels, artistes et étudiants français ont réagi en organisant des protestations et des manifestations pour la paix, contre le nettoyage ethnique, le siège de Sarajevo et pour une Bosnie multiethnique.
À l'appel de l'organisation humanitaire EquiLibre, Bernard-Henri Lévy, Jean-François Deniau, Gilles Herzog et Philippe Douste-Blazy se sont rendus à Sarajevo, alors assiégée et bombardée.
Le comité « Vukovar-Sarajevo », fondé par Alain Finkielkraut, Pascal Bruckner et Véronique Nahoum-Grappe, regroupe des auteurs de l'ex-Yougoslavie tels que Ivo Banjac, historien, Bogdan Bogdanović (architecte), ancien maire de Belgrade, et Dževad Karahasan, écrivain. Lors du Festival d'Avignon, dans la cour du Palais des Papes, des artistes ont rendu hommage à Sarajevo assiégée, et peu après, l'association « Sarajevo Capitale culturelle de l'Europe » a été créée.
Les crimes commis aujourd'hui, similaires à ceux de la Seconde Guerre mondiale, ont initié « la campagne d'affichage de l'organisation humanitaire Médecins du Monde (MDM) durant l'hiver 1992-1993, dans laquelle le portrait du président serbe Slobodan Milošević est juxtaposé à celui d'Adolf Hitler, accompagné du slogan 'Les discours sur la purification ethnique, cela ne vous rappelle rien ?' »
Des centaines de collectifs civiques et étudiants, parfois en collaboration avec des associations internationales et des organisations humanitaires, se sont constitués.
« Les partisans de la cause bosniaque se retrouvent sur plusieurs points essentiels : la critique de la politique française, la condamnation de l’impuissance de l’ONU, l’opposition aux différents plans de partition de la Bosnie-Herzégovine envisagés par les négociateurs successifs et la défense d’une Bosnie multiethnique ».
Les événements ont suscité l'action de diverses organisations internationales telles que Médecins sans frontières, Amnesty International et Reporters sans frontières. Certains personnalités politiques, comme Laurent Fabius, Michel Rocard, Jean-François Deniau et Valéry Giscard d'Estaing, ont condamné la politique de la Serbie et soutenu une intervention européenne plus forte.
En juin 1994, une liste pour les élections européennes intitulée « L’Europe commence à Sarajevo » a été présentée par Léon Schwartzenberg, Bernard-Henri Lévy, André Glucksmann, Paul Garde, François Fejtő, Pascal Bruckner et autres.
À la suite du génocide de Srebrenica, la « Déclaration d'Avignon » a été lancée, réclamant une intervention militaire française, suivie d'une grève de la faim médiatisée par des artistes reconnus,.
Cependant, ces mobilisations n'ont pas significativement modifié l'attitude de la politique française envers la guerre en Bosnie tant que François Mitterrand était au pouvoir. « Aujourd'hui, un million de Serbes de Bosnie ont fait reculer le monde civilisé, écrit Jacques Julliard. Pas la moindre faille en tout cas, de Mitterrand à Balladur, de Roland Dumas à Alain Juppé ». Avec l'arrivée de Jacques Chirac à la présidence de la France et l'intervention des Américains fin 1994, les choses commencent à évoluer.
La position des États-Unis a varié au fil du conflit. En juillet 1992, le président bosnien Izetbegovic demande aux États-Unis d'intervenir militairement contre les Serbes de Bosnie dans le conflit, ce à quoi le président George Bush rétorque que son pays se limitera à de l'aide humanitaire et à l'application de sanctions économiques décidées par l'ONU. À la suite de son arrivée au pouvoir, Bill Clinton change de cap et tente sans succès de persuader les gouvernements français, anglais et russe de participer à des raids aériens contre les Serbes, qu'il considère comme principaux responsables de la guerre. Dans tous les cas, tant l'administration Bush que l'administration Clinton acceptent en secret, dès juin 1992, d'acheminer clandestinement de l'aide militaire aux Bosniaques.
La Bosnie-Herzégovine attire l'attention des pays occidentaux. Cette république multiethnique comptait un grand nombre de mariages mixtes (5,5 % de la population se déclarant « yougoslaves » selon le recensement de 1991, le taux le plus élevé de Yougoslavie). Certains intellectuels (comme Bernard-Henri Lévy) et hommes politiques présentent la Bosnie-Herzégovine comme un succès du multiculturalisme, et un exemple réussi d'intégration d'une population musulmane en Europe. À leurs yeux, soutenir la Bosnie-Herzégovine, c'est avant tout soutenir les musulmans, non pas les « musulmans », fidèles de l'islam, mais les « Musulmans » (ou Bosniaques), nationalité reconnu par Tito en 1971. Le 28 septembre 1993 les intellectuels laïcs Musulmans (Adil Zulfikarpašić, Muhamed Filipović) ont changé le nom de la nation en Bosniaques, comme on appelait autrefois les habitants de la Bosnie. Les Musulmans menacés d'exterminationdeviennent en ces temps de guerre une nationalité à protéger. Bernard-Henri Lévy reçoit Alija Izetbegović à Paris en janvier 1993 et est nommé avec Bernard Kouchner docteur Honoris causa de l'université de Sarajevo.
Le conflit est aussi marqué par une intense guerre médiatique qui dérive vers la désinformation, la non-vérification des faits et la manipulation de l'opinion internationale par des agences de communications,.
La communauté internationale et l'ONU ont gravement échoué pendant la guerre de Bosnie,,. Ils ont été témoins du nettoyage ethnique et des massacres, permettant ainsi la destruction et la division ethnique de la Bosnie sans intervenir pendant quatre ans. Les forces internationales ont été humiliées par les Serbes, qui ont pris en otage les casques bleus et les ont utilisés comme boucliers humains.
Le point culminant de cet échec est que l’ONU a assisté, sans intervenir, à l’occupation de Srebrenica et de Zepa, pourtant déclarées zones protégées, où un génocide a été commis.
Le secrétaire général des Nations unies Kofi Annan admet que c'était une grande faute sans précédent dans l'histoire des Nations unies : 

« Par nos graves erreurs de jugement et notre incapacité à comprendre l'ampleur du mal auquel nous étions confrontés, nous avons échoué à faire notre part pour protéger les habitants de Srebrenica face aux campagnes planifiées de massacres par les forces serbes », écrit le diplomate ghanéen. « Srebrenica cristallise une vérité que l'ONU et la communauté internationale ont compris trop tard : la Bosnie-Herzégovine était autant un conflit militaire qu'une cause morale ». Cette tragédie « hantera à jamais notre histoire. »

## Dispositif des forces de paix après 1995
- Sous commandement de l'OTAN
  - IFOR : opération « Joint Endeavour » de décembre 1995 à décembre 1996 (60 000 hommes).
  - SFOR : opérations « Joint Guard » et « Joint Forge » jusqu'en décembre 2004 (de 32 000 à 7 000 hommes).
- Sous commandement de l'Union européenne
  - EUFOR : opération « Althea » (7 000 hommes). 33 nations participent à l'opération Althea, dont onze nations hors Union européenne. La France est le 5e pays contributeur, avec 460 hommes[459]. Cette opération est toujours en cours en 2022[460].

## Dans les arts et la culture populaire

### Filmographie

#### Cinéma
- 1993 : Je vous salue, Sarajevo de Jean-Luc Godard
- 1994 : 
  - Casque bleu de Gérard Jugnot
  - Les amants de Sarajevo de Marcel Hanoun
- 1995 : 
  - Underground d'Emir Kusturica
  - N'oublie pas que tu vas mourir de Xavier Beauvois
- 1996 : 
  - For Ever Mozart de Jean-Luc Godard
  - Tragédie burlesque de Goran Markovic
  - Joli Village, Jolie Flamme de Srđan Dragojević
- 1997 : 
  - Welcome to Sarajevo de Michael Winterbottom
  - Le Cercle parfait réalisé par Ademir Kenović
- 1998 : 
  - Baril de poudre de Goran Paskaljević
  - Savior de Predrag Antonijevic
  - Théâtre de guerre de Mario Martone
- 1999 : Jours tranquilles à Sarajevo de François Lunel
- 2000 : Harrison's Flowers d'Élie Chouraqui
- 2001 : 
  - En territoire ennemi de John Moore
  - No Man's Land de Danis Tanovic
- 2002 : 10 minutes d'Ahmed Amamovic
- 2004 : La vie est un miracle d'Emir Kusturica
- 2006 : Sarajevo, mon amour réalisé par Jasmila Žbanić
- 2007 : The Hunting Party de Richard Shepard
- 2009 : 
  - La Révélation d'Hans-Christian Schmid
  - Ordinary People de Vladimir Perišić
- 2010 : Cirkus Columbia de Danis Tanović
- 2011 :
  - 1395 Days Without Red réalisé par Šejla Kamerić et Anri Sala.
  - Au pays du sang et du miel d'Angelina Jolie
- 2012 : Venir au monde de Sergio Castellitto
- 2013 : Les Femmes de Visegrad réalisé par Jasmila Žbanić
- 2019 : Sympathie pour le diable réalisé par Guillaume de Fontenay
- 2020 : La Voix d'Aïda réalisé par Jasmila Žbanić

#### Télévision

##### Série
- 2025 : A Life's Worth - Le prix d'une vie de Mona Masri et Oliver Dixon

##### Téléfilm
- 1998 : 
  - Shot Through the Heart de David Attwood
  - Les Étrangers de Philippe Faucon
- 1999 : Warriors, l’impossible mission de Peter Kosminsky
- 2008 : Résolution 819 de Giacomo Battiato

### Littérature

#### Bande dessinée
- 1995 : Hermann, Sarajevo-Tango
- 2008 : Christophe Girard, Pays Kaki 92/08, édition Les enfants rouges

#### Romans
- 1993 : Zlata Filipović, Le journal de Zlata (journal intime), Robert Laffont
- 1994 : Jean Hatzfeld, L'Air de la guerre : sur les routes de Croatie et de Bosnie-Herzégovine, Paris, L'Olivier
- 2004 : Patrick Bard, L'attrapeur d'ombres
- 2015 : Jean-Christophe Rufin, Check-point, Editions Gallimard
- 2016 : Nils Barrellon, La position des tireurs couchés (roman), Éditions Fleur Sauvage (ISBN 979-1094428252).

### Jeux vidéos
- 2014 : This War of Mine, un jeu vidéo développé par 11 bit studios sur Microsoft Windows, OS X et Linux, puis plus tard sur PlayStation 4.

## Documentaires
- 1993 : Le 20 heures dans les camps de Chris Marker
- 1994 : 
  - BOSNA ! réalisé par Bernard-Henri Lévy et Alain Ferrari
  - MGM Sarajevo : Man, God and the Monster d'Ismet Arnautalic
  - Veillées d'armes : histoire du journalisme en temps de guerre de Marcel Ophuls
- 1995 :
- 1995 : 
  - A Cry From the Grave de Leslie Woodhead
  - La hauteur du silence d'Hervé Nisic
  - The Death of Yugoslavia (en français : Yougoslavie, suicide d'une nation européenne) de Brian Lapping, production BBC, part: 1, 2, 3, 4, 5, 6
- 2002 : Les Hommes de l'ombre de Milosevic  réalisé par Gonzalo Arijòn et Marie-Claude Vogric
- 2003 : De guerre lasses de Laurent Bécue-Renard
- 2017 : Scream for Me Sarajevo de Tarik Hodzic
- 2023 : Se souvenir d'une ville de Jean-Gabriel Périot

### Sources universitaires
- Rénéo Lukic, La désintégration de la Yougoslavie et l'émergence de sept États successeurs, Hermann, 2014, 727 p. (ISBN 978-2-70-567319-2, lire en ligne).
- Collectif, L'Eclatement yougoslave: Une tragédie européenne, Editions de l'Aube, 1994 (ISBN 978-2-876-78162-7).
- Marianne Ducasse-Rogier, À la recherche de la Bosnie-Herzégovine : la mise en œuvre de l'accord de paix de Dayton, Paris, Presses universitaires de France, 2003, 543 p. (ISBN 978-2-130-53287-3, lire en ligne)
- Paul Garde, Vie et mort de la Yougoslavie, Paris, Fayard, 1992, 444 p. (ISBN 978-2-213-02914-6)
- Paul Garde, Fin de siècle dans les Balkans : 1992-2000 : analyses et chroniques, Paris, O. Jacob, 2001, 264 p. (ISBN 978-2-738-10997-2, lire en ligne)
- Jacques Julliard, Ce fascisme qui vient, Paris, Le Seuil, 1994 (ISBN 978-2-020-22147-4)
- Collectif, L’ex-Yougoslavie en Europe, De la faillite des démocraties au processus de paix, L'Harmattan, 1997 (ISBN 978-2-738-45076-0, lire en ligne)
- Mirko Grmek, Le Nettoyage ethnique : Documents historiques sur une idéologie serbe, Seuil, 2002 (ISBN 978-2-020-54111-4)
- Bernard-Henri Lévy, Le Lys et la Cendre, Grasset, 1996 (ISBN 978-2-246-52301-7, lire en ligne).
- Nikola Kovac, Bosnieː le prix de la paix, Michalon, 1996 (ISBN 978-2-841-86023-4)
- Jean-Franklin Narodetzki, Nuits serbes et brouillards occidentaux : Introduction à la complicité du génocide, L'Esprit Frappeur, 1999 (ISBN 978-2-844-05092-2)
- Jacques Julliard, Pour la Bosnie, Paris, Le Seuil, 1996 (ISBN 978-2-020-28772-2)
- (en) John R. Lampe, Yugoslavia as History : Twice there was a Country, Cambridge University Press, 2000 (ISBN 978-0521773577, lire en ligne).
- (en) Robert J. Donia, Radovan Karadžić: Architect of the Bosnian Genocide, Cambridge University Press, 2014 (ISBN 978-1107423084).
- (en) Robert J. Donia et John V. A. Fine, Bosnia and Hercegovina: A Tradition Betrayed, New York, Columbia University Press, 1994 (ISBN 978-0-231-10160-8, lire en ligne).
- (en) Norman Cigar, Genocide in Bosnia: The Policy of "Ethnic Cleansing", Texas A & M University Press, 1995 (ISBN 978-1585440047).
- (en) Noel Malcolm, Bosnia: A Short History, New York Univ.Pr, 1994, 360 p. (ISBN 978-0-8147-55204, lire en ligne), p. 213-253.
- (en) Sabrina P. Ramet, Central and Southeast European Politics since 1989, Cambridge University Press, 2010 (ISBN 978-1-139-48750-4, lire en ligne).
- (en) Sabrina P. Ramet, The Three Yugoslavias: State-Building and Legitimation, 1918–2005, Bloomington, Indiana University Press, 2006 (ISBN 978-0-253-34656-8, lire en ligne).
- (en) Tim Judah, The Serbs: History, Myth and the Destruction of Yugoslavia, New Haven, Yale University Press, 2000 (ISBN 978-0-300-085075, lire en ligne).
- (en) Rénéo Lukic et Allen Lynch, Europe from the Balkans to the Urals: The Disintegration of Yugoslavia and the Soviet Union, Oxford University Press, 1996 (ISBN 978-0-19-829200-5, lire en ligne).
- (en) Michael Anthony Sells, The Bridge Betrayed: Religion and Genocide in Bosnia, Berkeley, University of California Press, 1998 (ISBN 978-0-520-92209-9, lire en ligne).
- (en) Mitja Velikonja, Religious Separation and Political Intolerance in Bosnia-Herzegovina, College Station, Texas A&M University Press, 2003 (ISBN 978-1-58544-226-3, lire en ligne).
- (en) James Gow, The Serbian Project and Its Adversaries: A Strategy of War Crimes, McGill-Queen's University Press, 2003 (ISBN 978-0-773-52385-2, lire en ligne).
- (en) Paul R. Bartrop, Bosnian Genocide: The Essential Reference Guide, Greenwood Press, 2016 (ISBN 978-1-440-83868-2, lire en ligne).
- (en) Jan Willem Honig, Srebrenica: Record of a War Crime, Penguin Books Ltd, 1997, 224 p. (ISBN 978-0-140-26632-0, lire en ligne).
- (en) Marie–Janine Calic, Confronting the Yugoslav Controversies: A Scholars' Initiative, West Lafayette, Purdue University Press, 2012 (ISBN 978-1-55753-617-4, lire en ligne).
- (en) Steven L. Burg et Paul S. Shoup, The War in Bosnia-Herzegovina: Ethnic Conflict and International Intervention, M.E. Sharpe, 1999 (ISBN 978-0-7656-3189-3, lire en ligne ).
- (en) David Campbell, National deconstruction: Violence, identity, and justice in Bosnia, U of Minnesota Press, 1998 (ISBN 978-0-8166-2937-4, lire en ligne).
- (en) Smail Čekić, The Aggression Against the Republic of Bosnia and Herzegovina: Planning, Preparation, Execution, Books I-II, Institute for the Research of Crimes Against Humanity and International Law, 2005 (ISBN 978-9958740220, lire en ligne).
- (en) Allen Beverly, Rape Warfare: The Hidden Genocide in Bosnia-Herzegovina and Croatia, Ithaca, University of Minnesota Press, 1996 (ISBN 978-0-8014-4158-5, lire en ligne).
- (en) Edina Bećirević, Genocide on the Drina River, New Haven and Londo, Yale University Press, 2014 (ISBN 978-0-300-19258-2, lire en ligne).
- (en) Sonja Biserko, Yugoslavia’s Implosion,The Fatal Attraction of Serbian Nationalism, The Norwegian Helsinki Committee, 2012 (ISBN 978-8291809014, lire en ligne).
- (en) Marko Attila Hoare, How Bosnia Armed, London, Saqi Books, 2004 (ISBN 978-0-86356-367-6).
- (en) Philip J. Cohen, Serbia's Secret War: Propaganda and the Deceit of History, Texas A & M University Press, 1996, 235 p. (ISBN 978-0-89096-760-7, lire en ligne).
- (en) Central Intelligence Agency, Balkan Battlegrounds: A Military History of the Yugoslav Conflict, 1990–1995, vol. 1, Washington, D.C., Office of Russian and European Analysis, Central Intelligence Agency, 2002 (ISBN 978-0-16-066472-4, lire en ligne).
- (en) Thomas Cushman et Stjepan Mestrovic, This Time We Knew: Western Responses to Genocide in Bosnia, New York University Press, 1996 (ISBN 978-0-814-71535-2, lire en ligne).
- (en) David Bruce MacDonald, Balkan Holocausts? Serbian and Croatian victim-centred propaganda and the war in Yugoslavia, Manchester University Press, 2003 (ISBN 978-0-719-06467-8, lire en ligne).
- (en) Marie-Janine Calic, A History of Yugoslavia, Purdue University Press, 2019, 442 p. (ISBN 978-1-557-53838-3).
- (en) Brendan Simms, Unfinest Hour: Britain and the Destruction of Bosnia, Allen Lane, 2019, 496 p. (ISBN 978-0-713-99425-4).
- (en) Robert Gellately et Ben Kiernan, The Specter of Genocide: Mass Murder in Historical Perspective, Cambridge University Press, 2010 (ISBN 978-0-521-52750-7).
- (en) Janusz Bugajski, Ethnic Politics in Eastern Europe: A Guide to Nationality Policies, Organizations and Parties, Routledge, 1994, 520 p. (ISBN 978-1-56324-282-3, lire en ligne).
- (en) Gerard Toal et Carl T. Dahlman, Bosnia Remade: Ethnic Cleansing and its Reversal, OUP USA, 2011 (ISBN 978-0-199-73036-0, lire en ligne).
- (en) Warren Zimmermann, Origins of a Catastrophe: Yugoslavia and Its Destroyers, Random House USA Inc, 1999 (ISBN 978-0812933031, lire en ligne).
- (sr) Veljko Kadijević, Moje viđenje raspada : vojska bez države ("My View of Dissolution : an Army Without a State"), Belgrade, Politika, 1993 (lire en ligne).
- (sr) Borisav Jovic, Poslednji dani SFRJ, Belgrade, Politika, Izdavacka delatnost, 1996 (ASIN B0000EBFXU, lire en ligne).
- (sr) Sonja Biserko, Bosna i Hercegovina - Jezgo velikosrpskog projekta, Helsinški odbor za ljudska prava u Srbiji, 2006 (ISBN 86-7208-127-7, lire en ligne).

### Sources journalistiques
- Roy Gutman, Bosnie : Témoin du génocide, Desclée de Brouwer, 1994 (ISBN 978-2-220-03551-2)
- Florence Hartmann, Paix et châtiment, Paris, Flammarion, 2007 (ISBN 978-2-081-20669-4)
- Sylvie Matton, Srebrenica : un génocide annonce, Paris, Flammarion, 2005, 430 p. (ISBN 978-2-080-68790-6)
- Isabelle Wesselingh et Arnaud Vaulerin, Bosnie, la mémoire à vif : Prijedor, laboratoire de la purification ethnique, Paris, Buchet-Chastel, 2003, 299 p. (ISBN 978-2-283-01980-1)
- Florence Hartmann, Milosevic : la diagonale du fou, Paris, Denoël, coll. « Documents » (no 9), 2002, 644 p. (ISBN 978-2-070-42478-8)
- Florence Hartmann, Le sang de la realpolitik : l'affaire Srebrenica, S.l, Don Quichotte, 2015, 288 p. (ISBN 978-2-359-49529-4, lire en ligne)
- Jacques Massé, Nos chers criminels de guerre, Paris, Flammarion, 2006, 320 p. (ISBN 978-2-080-68729-6)
- Andrée Michel, Justice et vérité pour la Bosnie-Herzégovine, Editions L'Harmattan, 2001 (ISBN 978-2747517539)
- Juristes Sans Frontières, Le Tribunal Pénal International de la Haye: Le droit à l'épreuve de la purification ethnique, Editions L'Harmattan, 2000 (ISBN 978-2-738-49525-9, lire en ligne)
- Reporters sans frontières, Le livre noir de l'ex-Yougoslavie : Purification ethnique et crimes de guerre, Arléa, 1993 (ISBN 978-2-869-59164-6, lire en ligne)
- Bernard Féron, Yougoslavie, origines d'un conflit, Marabout, 1996 (ISBN 978-2-501-01990-3, lire en ligne)
- (en) Laura Silber et Allan Little, Yugoslavia: Death of a Nation, New York, Penguin Books, 1997 (ISBN 978-0-14-026263-6, lire en ligne)
- (en) Ed Vulliamy, Seasons in Hell: Understanding Bosnia's War, New York, St Martins Press, 1994 (ISBN 978-0-312-11378-0)
- (en) Ed Vulliamy, The War is Dead, Long Live the War: Bosnia: the Reckoning, Vintage Press, 2013 (ISBN 978-0-099-56954-1)
- (en) Alexandra Stiglmayer et Marion Faber, Mass Rape: The War Against Women in Bosnia-Herzegovina, University of Nebraska Press, 1994 (ISBN 978-0-8032-9229-1).
- (en) David Rohde, Endgame: The Betrayal and Fall of Srebrenica, Europe’s Worst massacre Since World War II, Penguin Books, 2012 (ISBN 978-0-143-12031-5, lire en ligne)
- (en) Helen Walasek, Bosnia and the Destruction of Cultural Heritage, Routledge, 2015 (ISBN 978-1-409-43704-8, lire en ligne)
- (en) Micha Glenny, The Fall of Yugoslavia: The Third Balkan War, Penguin Books Ltd, 1993 (ISBN 978-0-140-23586-9, lire en ligne)

### Essais
- Arturo Pérez-Reverte, Territoire commanche, traduction par Les Belles Lettres, 2022,  (ISBN 978-2251452807)
- Svetlana Broz, Des gens de bien au temps du mal, Lavauzelle, 2005,  (ISBN 978-2702512715)

### Autres sources
- Médecins Sans Frontières, « MSF and Srebrenica, 1993-2003 », juin 2015